# Muzeul Național de Istorie Naturală „Grigore Antipa”

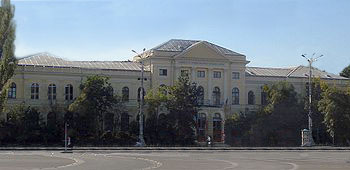
Muzeul Național de Istorie Naturală "Grigore Antipa" în 1990.

Muzeul Național de Istorie Naturală Grigore Antipa este un muzeu din București, amplasat în Șoseaua Kiseleff nr. 1. Patrimoniul muzeului este format din peste 2 milioane de piese, grupate în diferite colecții zoologice, paleontologice, de minerale, roci și etnografice.

## Funcțiile instituției
Ca majoritatea Muzeelor de Istorie naturală, Muzeul Național de Istorie Naturală "Grigore Antipa" are trei funcții principale :
- Muzeologia, anume conservarea, restaurarea  și prezentarea Colecțiilor, atât pentru cercetători, pentru corpul didactic sau pentru școlari, cât și pentru public ;
- Cercetarea, anume expedițiile, taxonomia, lucrările științifice în diferitele domenii ale istoriei naturale, și publicațiile corespunzătoare ;
- Învățământul și vulgarizarea, anume învățământul superior, studiile doctorale, conferințele, activitatea de popularizare didactică, relațiile cu învățământul public, publicarea documentelor, cărților, broșurilor, CD-urilor și site-urilor difuzând ceea ce Grigore Antipa și Emil Racoviță numeau "Cultura naturalistă".

#### Muzeologia

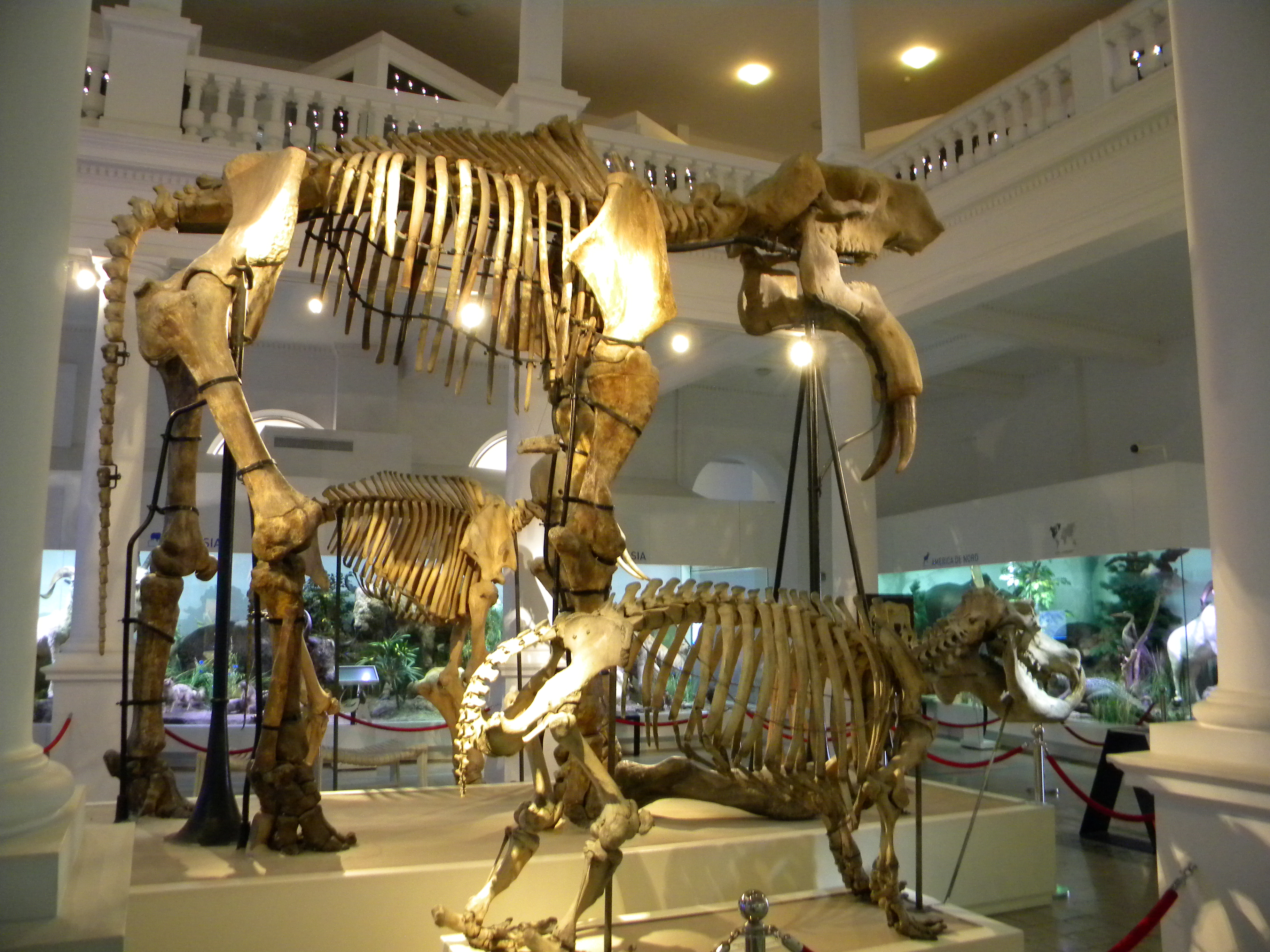
Cel mai valoros exponat al muzeului, scheletul de Deinotherium gigantissimum, exemplarul pe baza căruia a fost descrisă specia

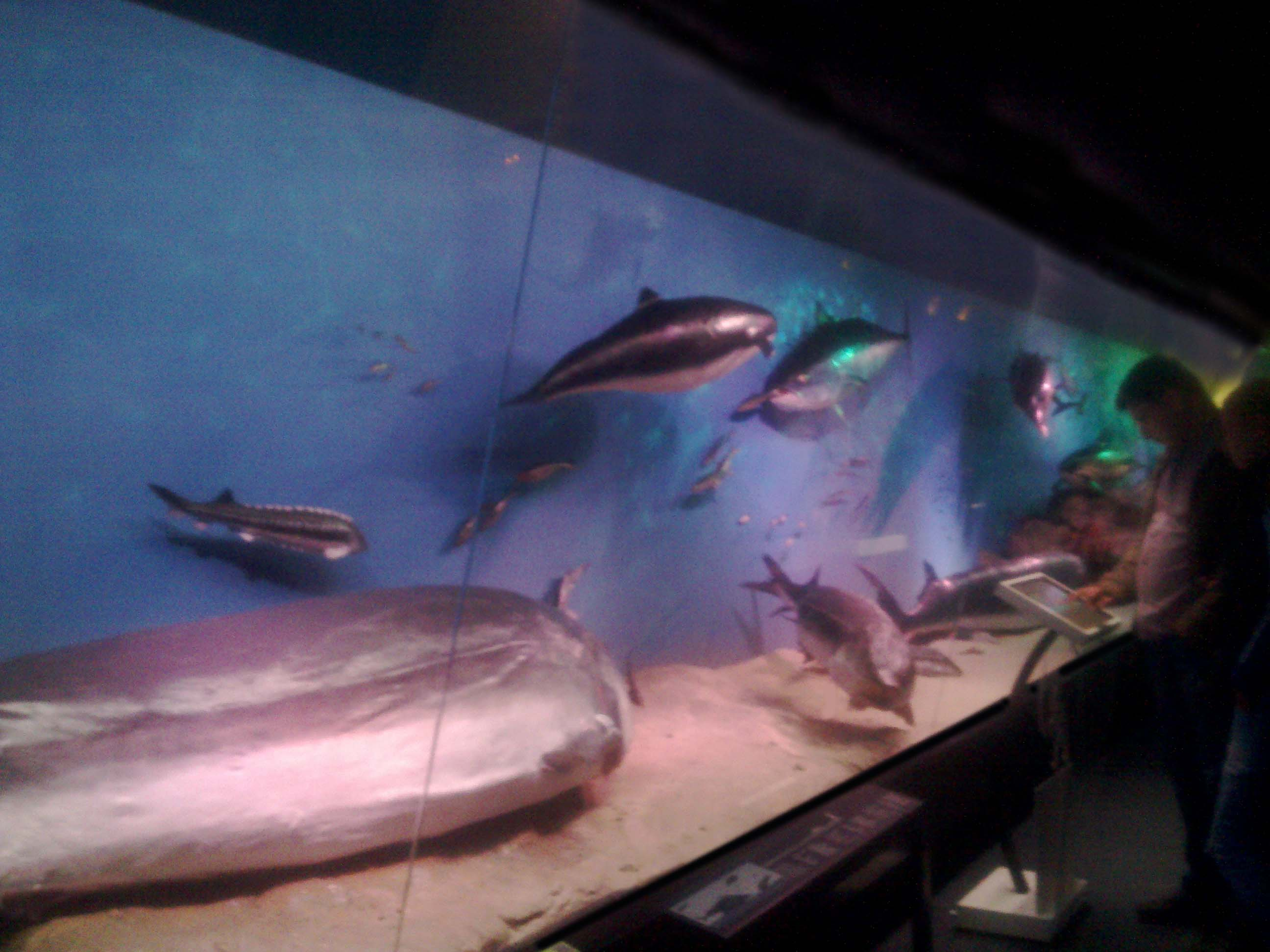
Aspect din instituție : dioramă interactivă prezentând fauna mării Negre.

Instituția păstrează un patrimoniu prețios format din colecții osteologice, zoologice, mineralogice, geologice, paleontologice și etnografice, la care se adaugă biblioteca, desene, schițe, hărți, tablouri, obiecte moștenite de la savanții și exploratorii din trecut : în total, peste 2 milioane de piese, cele mai numeroase și mai diverse din România. Neputând fi expuse toate deodată, o parte din ele folosesc pe rând expozițiilor temporare, cea mai mare parte rămânând în sertare pentru a folosi ca bază pentru un larg evantai de cercetări în domeniul științelor naturale.
Colecțiile zoologice ale Muzeului permit documentarea biodiversității din țară și din străinătate ; colecțiile geologice și paleontologice arată modificările continui ale scoarței terestre, ale climei, ale biodiversității pe actualul teritoriu al României; iar colecțiile etnografice surprind unul dintre cele subtile aspecte ale biodiversității : diversitatea socio-culturală. Colecțiile permit înțelegerea sintetică a evoluției, conformă viziunii geonomice a lui Grigore Antipa, elev al lui Ernst Haeckel, care la rândul său făurise viziunea ecologică a naturii și a relațiilor omenirii cu mediul.
Este grija muzeografilor și a conservatorilor să păstreze, în depozite speciale, acest impresionant patrimoniu și să evite deteriorarea pieselor sensibile la acțiunea luminii, prafului sau umezelii.

#### Cercetarea
Muzeul "Grigore Antipa" are îndelungate tradiții în domeniul cercetării științifice. Echipa de specialiști din cadrul instituției, una din cele mai mari echipe de zoologi din România, a participat la numeroase programe de cercetare, atât în țară cat și peste hotare. Acești specialiști au realizat sau au participat la realizarea a numeroase studii asupra biodiversității din diverite regiuni aflate pe teritoriul României (Delta Dunării, lunca Dunării, sudul Dobrogei, Maramureș, Banat, Câmpia Română, o serie de masive muntoase din Carpații Meridionali : Ciucaș, Piatra Craiului, Făgărași, Retezat, defileul Jiului) sau în străinătate (Indonezia, Brazilia, Islanda, Turcia, etc).
Specialiștii Muzeului cercetează atât sistematica, faunistica, ecologia și zoogeografia diferitelor grupe de nevertebrate și vertebrate din fauna României și mondială, cât și muzeologia (studii asupra relației muzeu-public, asupra rolului social al muzeelor, asupra modalităților moderne de expunere, tehnicilor moderne de conservare, restaurare și naturalizare, de evidență a materialului din colecții...).

#### Învățământul și popularizarea științei
Educarea și instruirea publicului au făcut parte de la bun început dintre funcțiile de bază ale Muzeului. Împreună cu alte instituții științifice și de învățământ, Muzeul are astăzi un cvintuplu rol în domeniul „educației naturaliste”, un rol pe care nici-o instituție nu mai reușește să și-l îndeplinească cum ar fi necesar, din cauza lipsei de mijloace, de personal și de timp față de înmulțirea suporturilor informaționale și problemelor de mediu :
- - Actualizarea și validarea științifică a conținutului cursurilor predate în învățământ, a textelor și ilustrațiilor din nenumăratele publicații de popularizare, tipărite sau electronic difuzate ;
  - Completarea și actualizarea informațiilor pe care vizitatorii le dobândesc din alte surse ;
  - Realizarea unei „educații ecologice” și „geonomice” a publicului, prin informarea lui corectă și prin trezirea interesului pentru problemele protecției mediului ;
  - Realizarea unei informări și a unei educări a publicului în domeniul însemnătății patrimoniului, îndeosebi a celui muzeal ;
  - Realizarea unei „educații ecologice” și „geonomice” a factorilor de răspundere politici, economici și teritoriali, prin informarea lor corectă și prin trezirea interesului pentru consecințele supra-exploatării și distrugerii mediului, precum și pentru importanța muzeelor ca instituții publice de cercetare științifică.

Programele inițiate de Muzeu se adresează tuturor cetățenilor indiferent de vârstă sau de nivelul de cultură, cu o deosebită atenție pentru elevi și studenți, care au o pondere însemnată în rândul vizitatorilor. Copiii și tinerii sunt mai receptivi la informații și mai ușor dispuși să-și adapteze mentalitatea și modurile de consum, necesității de a ocroti patrimoniul natural și cultural pentru a prezerva sănătatea, calitatea de viață și gradul de civilizație al generațiilor viitoare, al căror înaintași sunt. De aceea, Muzeul organizează programe speciale pentru elevi, bazate în parte pe cunoștințele prevăzute în programele școlare, dar și pe activități extracurriculare care îi ajută să devină „eco-cetățeni” responsabili și conștienți de însemnătatea mediului pentru supraviețuirea speciei Homo sapiens... împreună cu toate celelelte.
Muzeul își propune și organizarea unor programe care să se desfășoare în colaborare cu instituțiile de învățământ și ONG-uri implicate în educarea publicului de toate vârstele.

## Istorie

Muzeul Național de Istorie Naturală în 1910

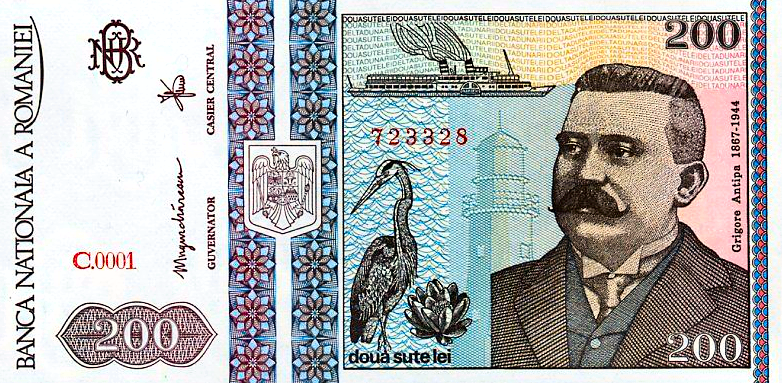
Grigore Antipa, pe o bancnotă din 1992

Inițial, prima colecție de Istorie naturală a fost expusă în cadrul "Museului Național din Bucuresci" înființat în 1834, în sălile Colegiului Sf. Sava, prin porunca nr. 142 a voievodului Țării Românești în anii 1834-1842 : Alexandru Ghica, din inițiativa fratelui domnitorului, "marele vornic al trebilor dinlauntru" (ministru de interne), banul Mihalache Ghica. Acesta a dăruit Muzeului (printre altele) o colecție de 150 de minerale, 213 cochilii de moluște, numeroase fosile și felurite animale naturalizate. Trei ani mai târziu, un croat supus al imperiului habsburgic, Carol Wallenstein de Vella, este numit conservator și director al Muzeului, căruia bucureștenii îi spun în mod curent Muzeul Sf-Sava. Muzeul mai expune și colecții numismatice și de antichități. În anul Unirii, 1859, Colegiul Sf. Sava urmând să fie demolat, Muzeul se mută în casele Hiotu din vecinătate, cumparate de Consiliul Școlilor. Anul următor, Carlo Ferreratti, un italian originar din Sardinia, care era taxidermist la Muzeu, este numit director de către conservatorul Wallenstein. În 1864, Muzeul se mută din nou, în aripa stânga a Palatului Academiei.
Domnitorul Alexandru Ioan Cuza aprobă în 1865 Regulamentul pentru Administrarea și Organizarea Muzeului de Istorie Naturală din București, prevăzând numirea unui profesor universitar în funcția de director. Primul, numit de Universitate doi ani mai târziu, este Grigoriu Ștefănescu, profesor de geologie și paleontologie la Universitatea din București, în clădirea căreia Muzeul se mută din nou. Grigoriu Ștefănescu, descoperitor al vestitului Dinoteriu Deinotherium gigantissimum, a condus Muzeul timp de 28 de ani, îmbogățind mai ales colecțiile de geologie și paleontologie.
Ilarie Mitrea, medic in armata colonială olandeză din Indonezia, originar din Rășinari, donează în 1882 o colecție zoologică de circa 1000 de specii de animale (insecte, moluște, crustacei, pești, amfibieni, reptile, păsări și mamifere). Spațiul și personalul nefiind suficient, piesele au rămas în lăzile expediate de Mitrea până în 1894, când le-a luat în primire naturalistul Grigore Antipa. Colecția Mitrea (din care în decursul timpului s-au pierdut două treimi prin mucegăire, prin atacul insectelor dermofage, prin cutremure, prin bombardamentul de la 1944 sau prin furturi), este cea mai de preț donație primită de Muzeu în cursul celor peste 175 de ani de existență. În 1884 un incendiu în Universitate distruge ierbarul, colecția de geologie generală, cea de roci și cea de fosile din România. Lăzile cu materialele lui Hilarie Mitrea nu fusesera încă deschise și au rămas intacte.
Grigore Antipa devine director în 1893 și va conduce Muzeul timp de 51 de ani. După 1933, instituția îi va purta numele. Ministerul Cultelor și Instrucțiunii Publice închiriază casa Porumbacu din strada Polonă (la nr. 19), în timp ce Grigore Antipa întreprinde o reorganizare radicală a Muzeului și creează o nouă secție, cea de Antropologie și Etnografie. Tot Antipa angajează în 1895 și 1896 doi asistenți : Robert Ritter von Dombrovski (1869-1932), bun ornitolog, vânător și preparator care va lucra timp de 21 de ani, îmbogățind colecțiile și realizând primele diorame, și Arnold Lucien Montandon (1852-1922), naturalist originar din Besançon (Franța), care va lucra aici timp de 11 ani, ocupându-se de colecțiile de insecte. Excelent cunoscător al insectelor heteroptere, el a creat o colecție cuprinzând 24.240 exemplare.
Grigore Antipa îi prezintă în 1903 primului ministru Dimitrie A. Sturdza un memoriu în care demonstra necesitatea unei clădiri special construită pentru a adăposti un "Muzeu de Istorie Naturală demn de capitala țării". În ciuda dificultăților financiare ale vremii, Consiliul de Miniștri, "conștient de însemnătatea Istoriei naturale și a educației poporului" aprobă proiectul și suma necesară ridicării clădirii pe un teren de 23.000 m2, situat la capătul Șoselei Kiseleff. Realizată de inginerul Mihail Rocco, după indicațiile lui Grigore Antipa, cu o frumoasă fațadă proiectată de arhitectul Grigore Cerchez (cu un fronton ornat cu sculpturi reprezentând Istoria Naturală, și o acvilă de bronz deasupra), clădirea este terminată în 1906. Clădirea muzeului este în prezent monument istoric, cu cod LMI B-II-m-A-18983.
Dupa aranjarea colecțiilor și terminarea prezentărilor și dioramelor, noul Muzeu este inaugurat în prezența regelui Carol I și a familiei regale, precum și a mai multor miniștri, la data de 24 mai 1908. Cu acest prilej au fost deschise pentru vizitare 16 săli, dintre care una cuprindea 4 diorame bio-geografice (deșertul Sahara, savana africană, preria americana și tundra), printre primele realizate în lume și care, prin calitatea lor, au folosit drept model pentru multe alte muzee din România și de peste hotare.
Scheletul fosil de Dinoteriu descoperit de Grigoriu Ștefănescu, a fost adus aici în 1911. În 1914, tot în prezența regelui Carol I au fost inaugurate noile secții ale muzeului: Geologie, Mineralogie, Paleontologie, Anatomie comparată, Antropologie, Etnografie generală și (o premieră în lume) Ecologie (sub formă de diorame), care ocupau alte 11 săli.
Muzeul are de suferit din cutremurul din 1940 și din bombardamentele americane, sovietice și germane din 1944, an în care Grigore Antipa decedează la vârsta de 77 de ani. Timp de câteva luni, Muzeul, închis publicului din cauza distrugerilor, este condus de cunoscutul geolog Mircea Păucă. În același an, marea colecție de lepidoptere a boierului Aristide Caradja este evacuată de la conacul  familiei Caradja din Grumăzești (pustiit) și adăpostită la Muzeu. În 1945, un profesor de zoologie de la Facultatea de Științe Naturale din București, Constantin Motaș, este numit director al Muzeului. Îi va succeda, prin legea nr. 109 privind organizarea Muzeului Național de Istorie Naturală "Grigore Antipa", oceanologul Mihai C. Băcescu, asistat de acum încolo de un colectiv de cercetători și de administratori conlucrând cu noile autorități. În 1948-1949, Muzeul este renovat, fauna României este expusă separat, în cinci săli aflate la etaj, iar la parter este amenajata o aulă pentru cursuri și conferințe. Apare primul ghid al Muzeului, denumit "Călăuza populară".
Între 1951 și 1964, pr. Mihai C. Băcescu, elev al lui Grigore Antipa, cunoaște o perioadă mai dificilă cu organele de Partid și de Stat, iar instituția este condusă de administratori și, pe planul științific, de profesori de la Facultatea de Biologie a Universității din București : Bernard Schnapp (1951 - 1955), Prof. Dr. Doc. Alexandru Grosu (1955 - 1957), Prof. Dr. Doc. Mihai Ionescu (1957 - 1959), Prof. Dr. Petre Raicu (1959 - 1961) și Prof. Dr. Mircea Ionescu-Varo (1961 - 1964). În 1953, în amfiteatrul Muzeului începe ciclul duminical de conferințe pentru public. o nouă renovare a clădirii intervine în 1957 : i se adaugă două noi aripi, anexate corpului central. Apare primul volum al publicației (în limba franceză) "Travaux du Muséum d'Histoire Naturelle «Grigore Antipa»" revista științifică a muzeului. În 1964, Dr. doc. Mihai Băcescu, membru corespondent al Academiei Române, este numit din nou director al Muzeului. Prima expediție științifică peste hotare organizată de Muzeu dupa război, are loc în 1973. Condusă de dr. doc. Mihai Băcescu, ea are loc în Tanzania (pe atunci țară comunistă ca și România) și îmbogățește cu numeroase specii de animale colecțiile muzeului, permițând importante lucrări științifice.
Cutremurul din 4 martie 1977 deteriorează grav clădirea și colecțiile Muzeului. Mulțumită eforturilor personalului, Muzeul se redeschide în toamna aceluiaș an. În 1984 începe primul ciclu de conferințe dedicate elevilor din școlile bucureștene. În 1988, un zoolog specialist al mamiferelor, Dr. Pr. Dumitru Murariu, este numit director al Muzeului. În 1991, mulțumită deschiderii granițelor, o nouă expediție este organizată în Indonezia. In cadrul acestei expediții, la care au participat 4 specialiști din cadrul Muzeului conduși de Dr. Pr. Dumitru Murariu, a fost colectat un material zoologic deosebit de bogat. În 1994 are loc încă o expediție a Muzeului în Brazilia, organizată în parteneriat cu Universitatea catolică „Santa Ursula" din Rio de Janeiro.
În 1996 începe consolidarea clădirii Muzeului, șubrezită de cutremurele anilor 1940, 1977, 1986 și 1990, precum și de lucrărilor de construcție a metroului, a pasajului Victoria și a blocurilor uriașe din împrejurimi. Muzeul se închide pentru public în 1997, și se redeschide în 1999-2002. La demisol este realizat noul sector "Originea Universului și a vieții". Ministerul Culturii acordă instituției de patru ori, în 2001, 2002, 2003, și 2004 "Premiul Mihai Băcescu pentru patrimoniul cultural national" pentru proiectele "Baza de date pentru gestiunea computerizată a colecțiilor de științe naturale și utilizarea ei la Muzeul Național de Istorie Naturală Grigore Antipa", "Originea Universului și a vieții", "Lumea văzută de noi" și "Întâlnirea de Duminică". Prin contestata horărâre nr. 742 din 3 iulie 2003, guvernul trece Muzeul din subordinea Ministerului Educației și Cercetării, în subordinea Ministerului Culturii și Cultelor, care în 2004 aprobă un nou Regulament de organizare și funcționare al Muzeului. Acesta definește Muzeul ca Instituție publică de știință, educație, cultură și divertisment, și permite campanii de publicitate cu sponsorizare privată, ca de exemplu campania Hard to forget (declarată campanie a anului la Festivalul de Publicitate Ad 'Or). În 2005, sondajele de opinie comandate de Ministerul Culturii și Cultelor dau Muzeul ca fiind situat "în topul preferințelor publicului".
În 2008, Muzeul se închide din nou pentru încă o renovare a clădirii și o nouă reorganizare a conținutului, un șantier în decursul căruia vizita devine virtuală, prin intermediarul micilor ecrane ale computerelor și al sit-ului instituției. Muzeul s-a redeschis la 17 septembrie 2011. Emblema (stilizată) a Muzeului cu literele "G" și "A", reprezintă un schelet de mamut.

## După redeschiderea din septembrie 2011
După circa trei ani de renovări, muzeul s-a redeschis la 17 septembrie 2011, într-o nouă prezentare. Vitrinele au fost regândite, iar monitoarele, butoanele interactive și ecranele tactile oferă un plus de informații și de imagini. Costurile de renovare s-au ridicat la circa 13 milioane de euro, drept care o parte din muzeografi au estimat că s-ar fi putut, cu această sumă, nu numai amenaja noi săli moderne, ci de asemenea renova și păstra vechea prezentare cu specificul ei, conform recomandărilor Consiliului Internațional al Muzeelor (ICOM). Colecția muzeului a fost îmbogățită de cele 37 de obiecte donate de miliardarul român Gheorghe Iaciu. Unul dintre obiectele donate este un cap de elefant naturalizat, expus chiar la intrarea în muzeu, lucru contestat de apărătorii biodiversității, care nu apreciază practica vânătorii în sec. XXI, date fiind cunoștințele actuale relative la rata anormal de ridicată a dispariției de specii și rarefacției populațiilor animale de o sută de ani încoace.
Muzeul este organizat pe trei zone de vizitare :
- la demisol este zona "Biodiversitatea României" ;
- la parter sunt prezentate ecosisteme de pe toată suprafața pământului ;
- etajul este rezervat preistoriei și istoriei umane, etnologiei, mineralogiei, entomologiei și biologiei marine[9]. Vitrinele care sunt însoțite de o plăcuță metalică pe care e desenată o cască, au parte de comentarii audio, disponibile în limbile română, franceză și engleză. Textele de pe plăcuțele de prezentare și cele de pe butoanele interactive sunt în limbile română și engleză.

Biletele pentru adulți costă 20 de lei fără reducere, 5 lei pentru copii, studenți și pensionari. Vizitatorii pot folosi telefoane mobile, camere de amatori sau semiprofesionale contra taxei de 10 lei/vizita. Fotografiatul si filmatul cu camere profesionale este permis dar suma este una cu caracter descurajator: 1240 lei/ora pentru fotografiat, respectiv 2480 lei/ora pentru filmat. 
Muzeul găzduiește uneori expoziții temporare de mare succes, cum este cazul celei de anatomie umană Human Body dintre datele 22 martie și 30 iunie 2013.
Dumitru Murariu, actualul director al muzeului, a fost unul dintre susținătorii constanți ai renovării instituției.

## Imagini

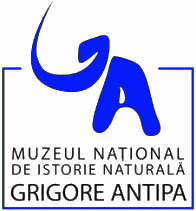
Emblema muzeului Antipa
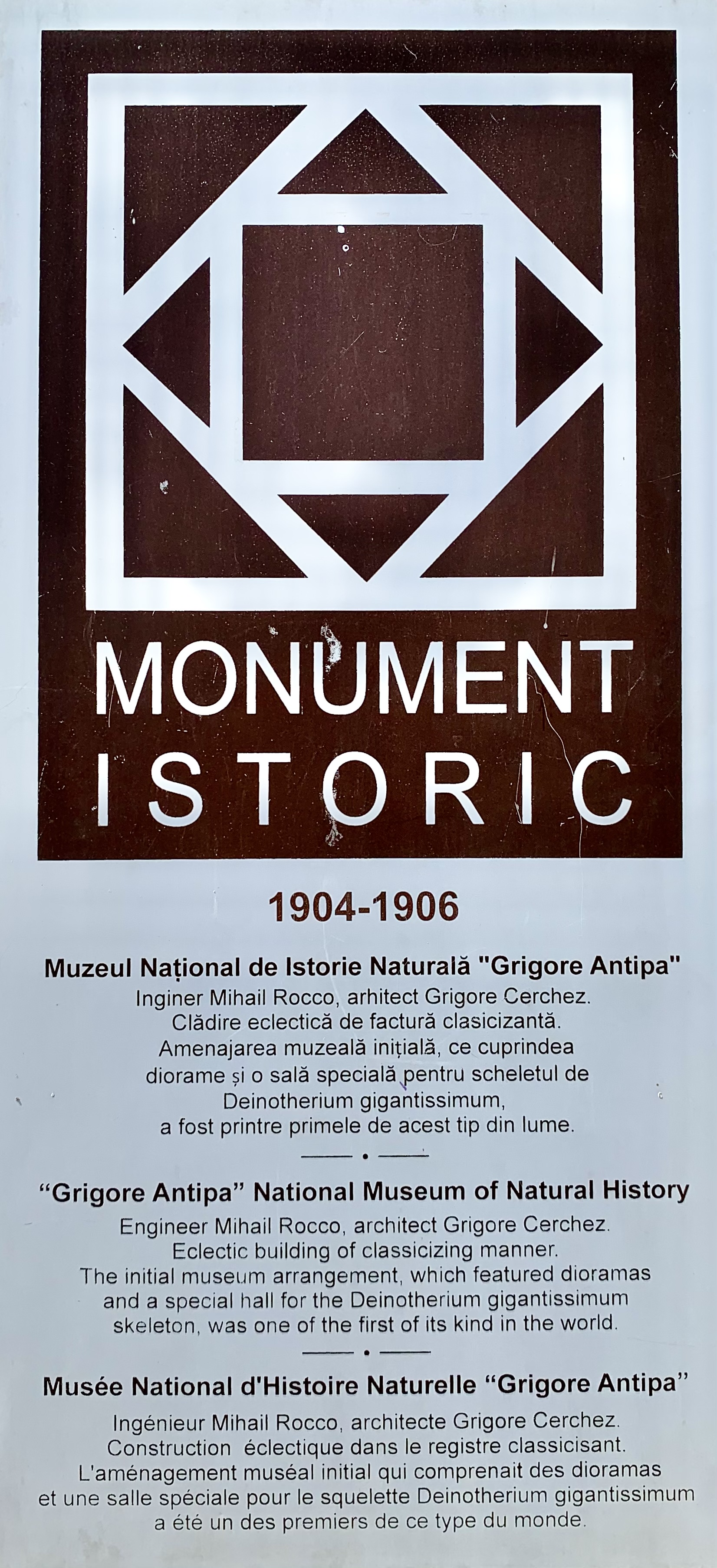
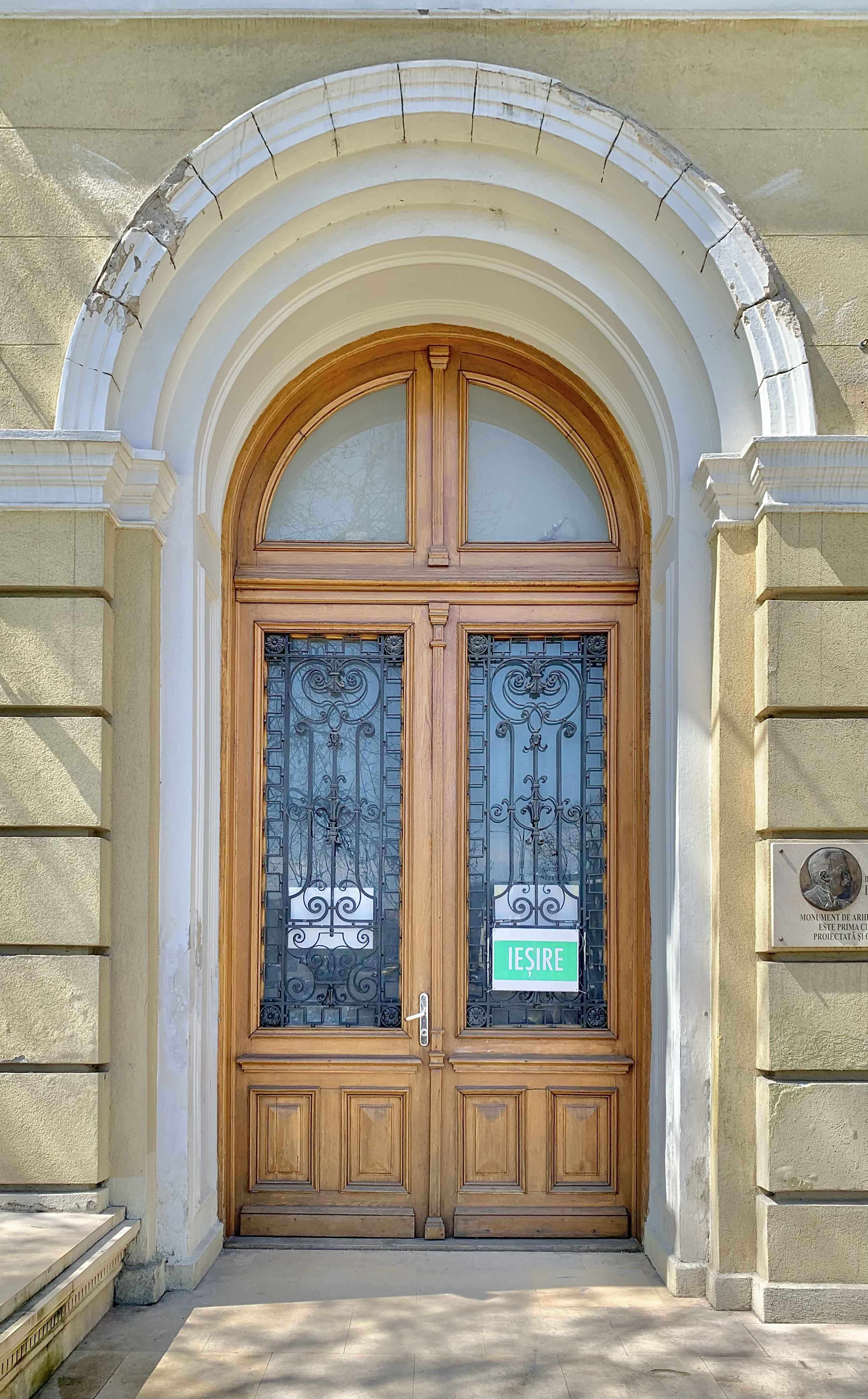
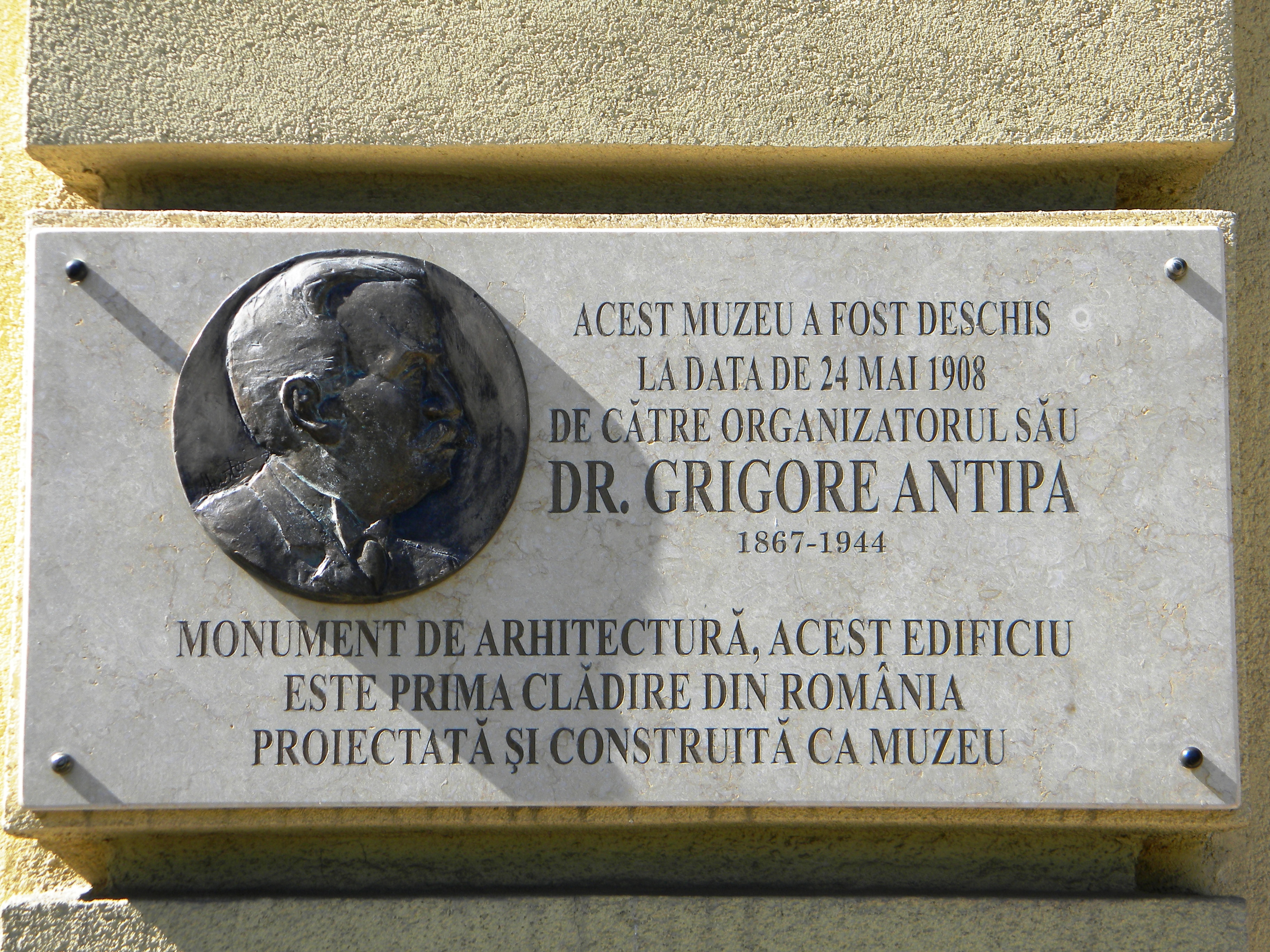
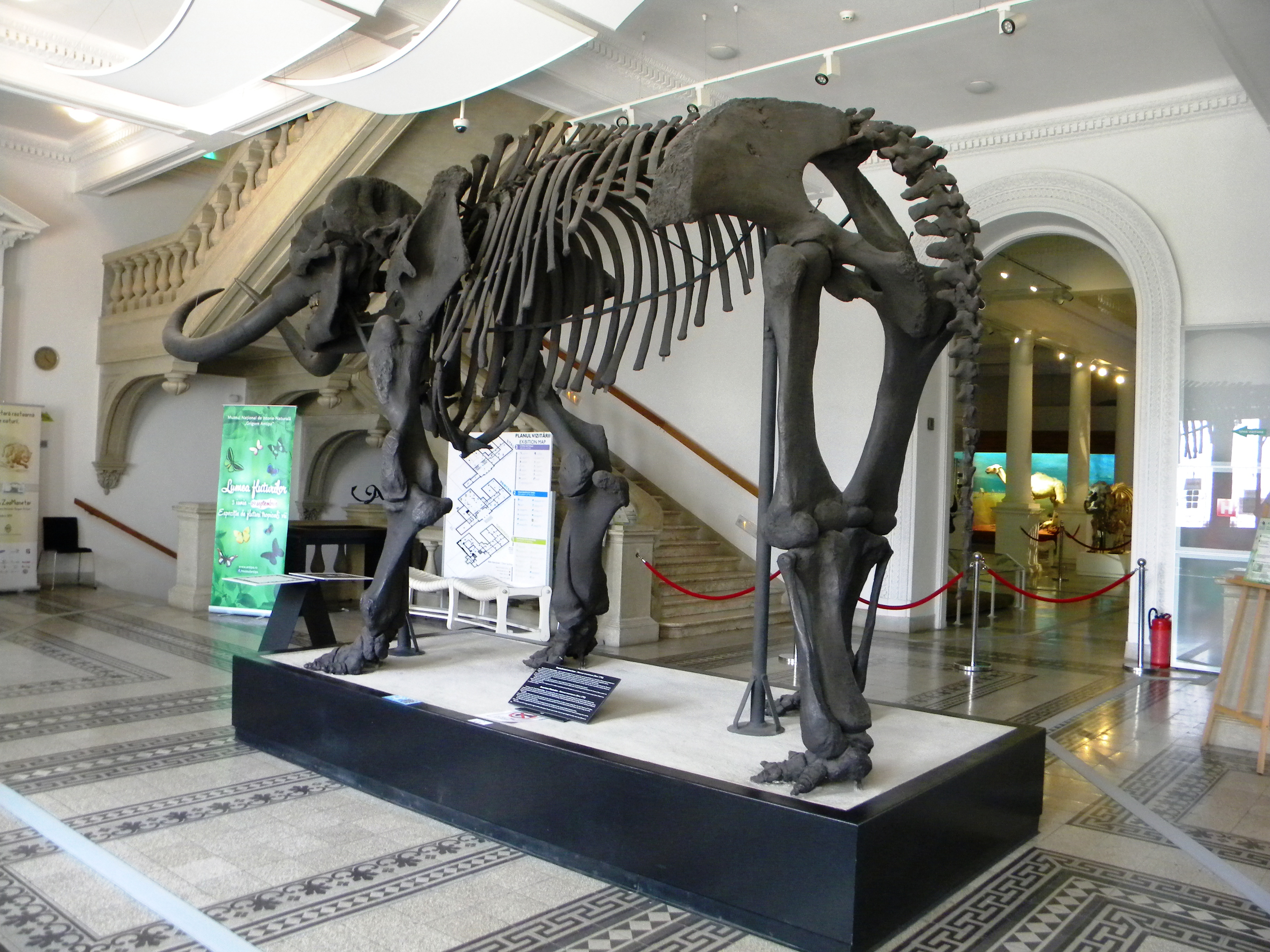
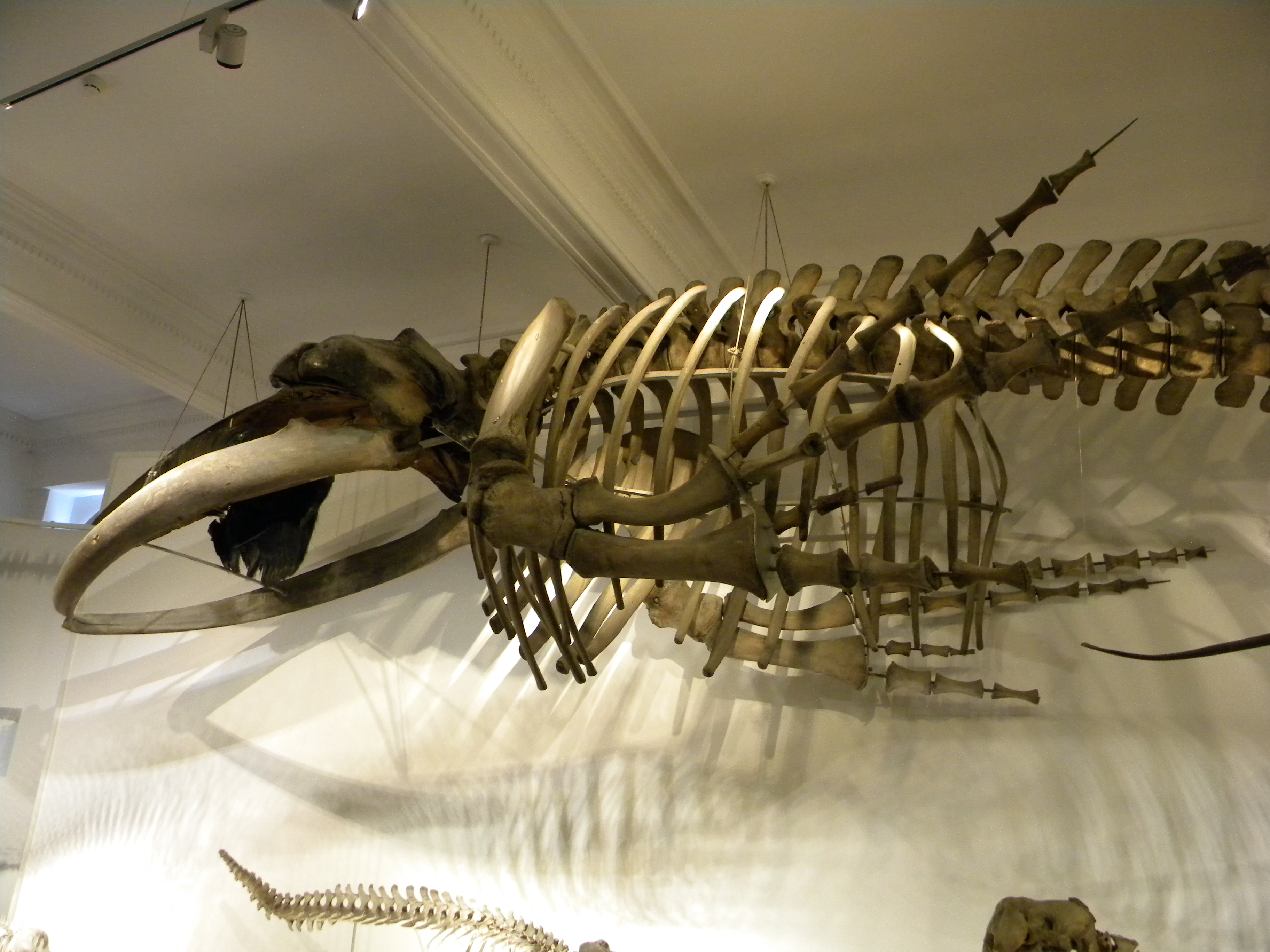
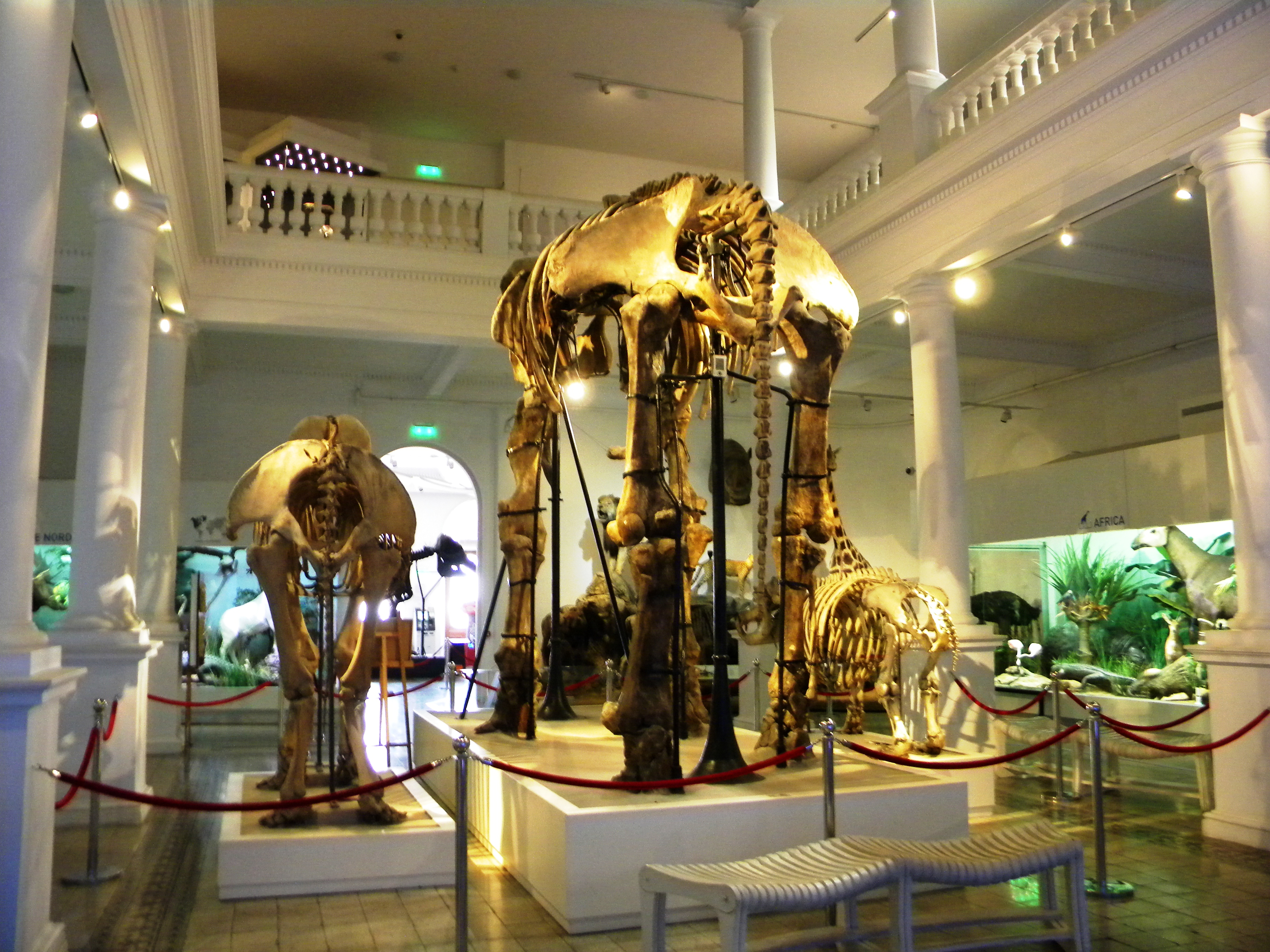
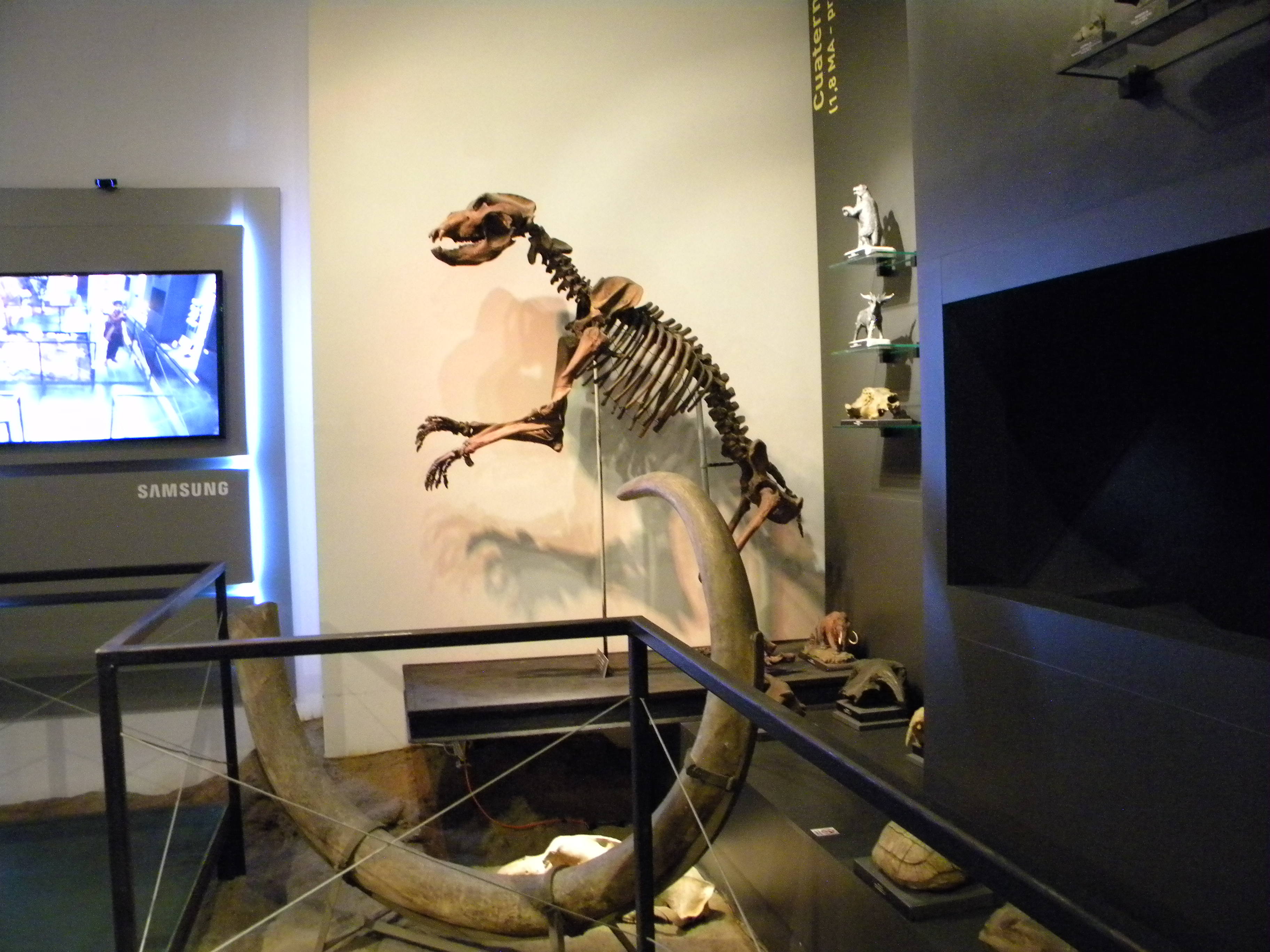
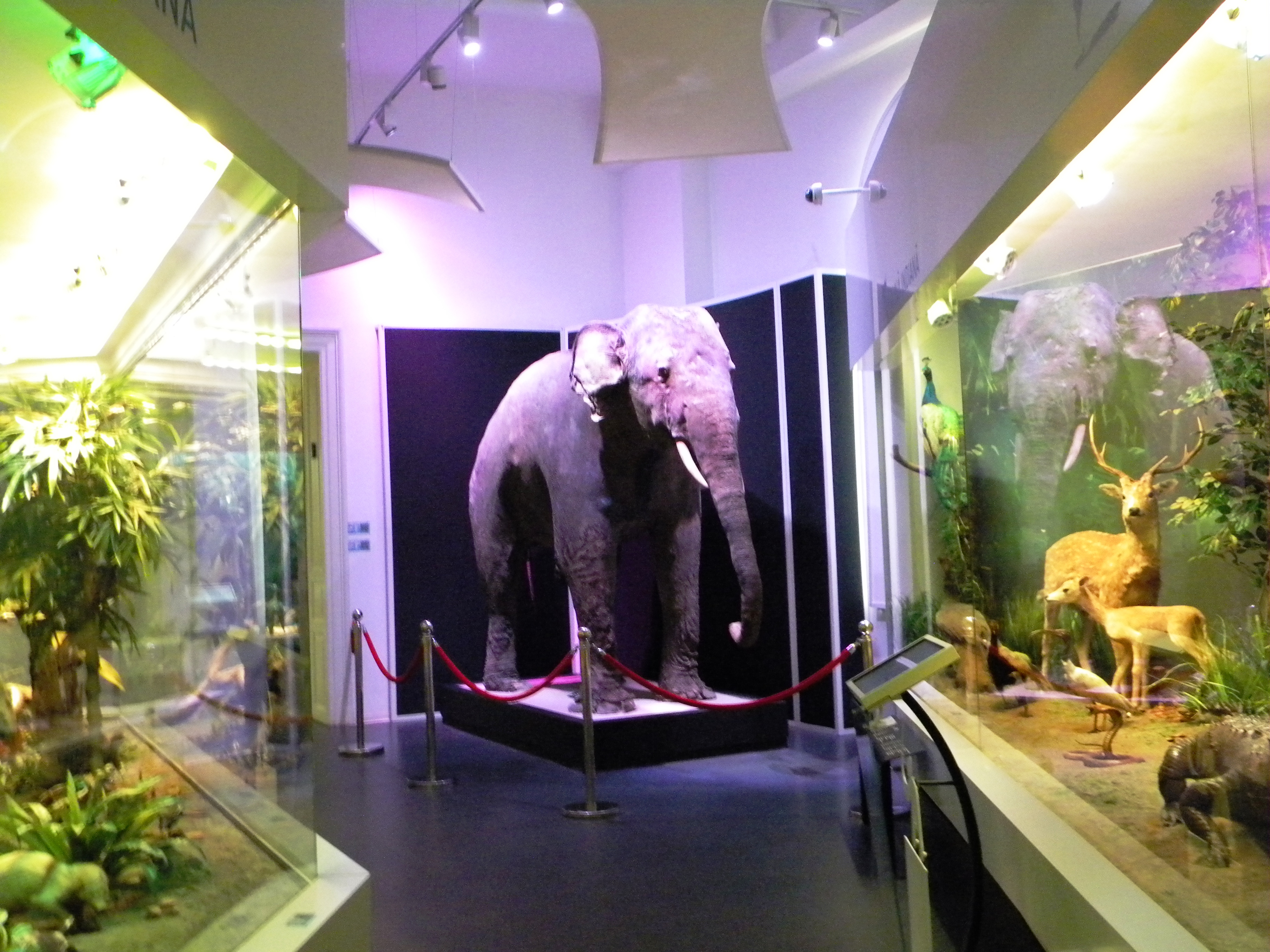
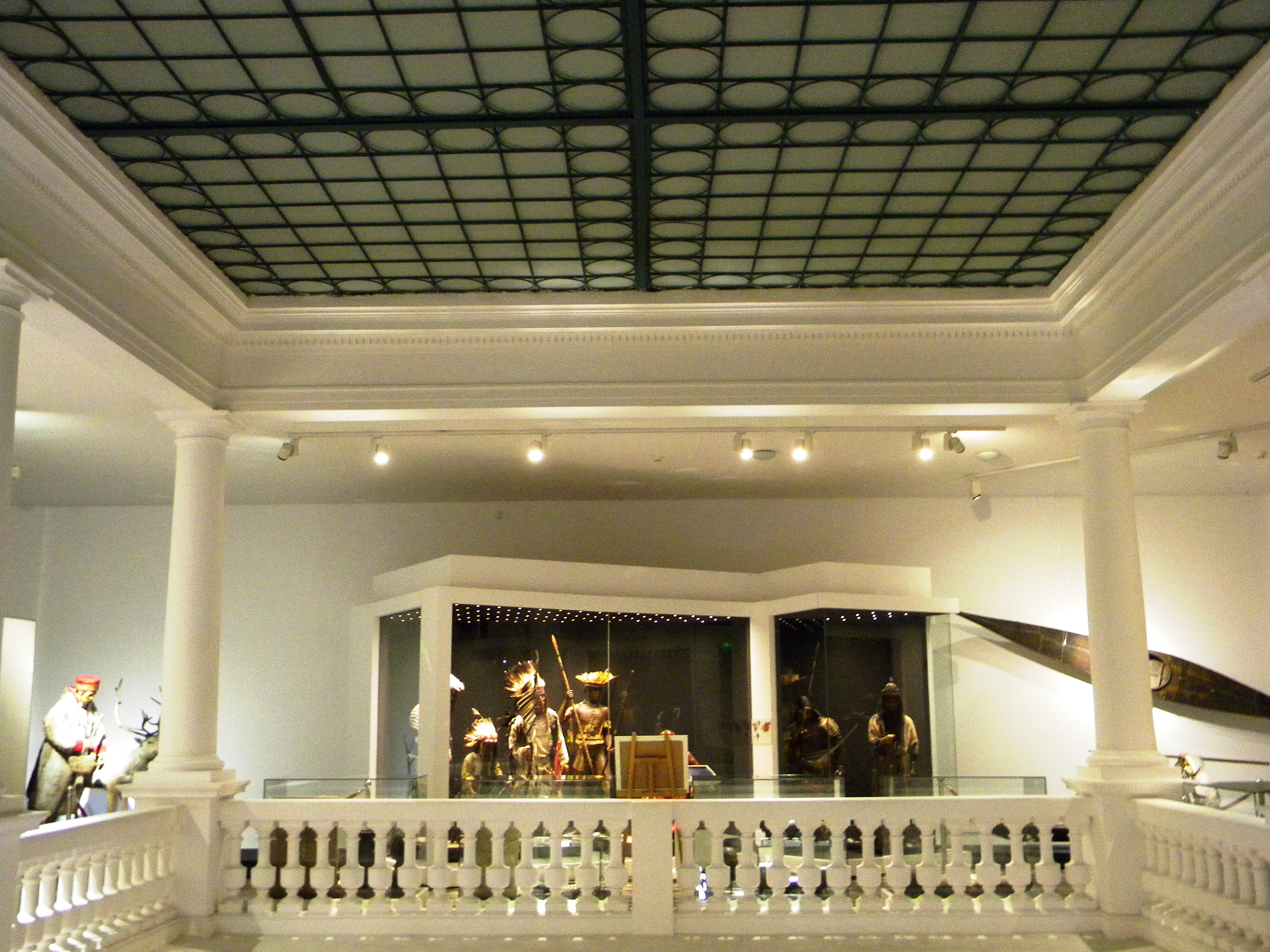
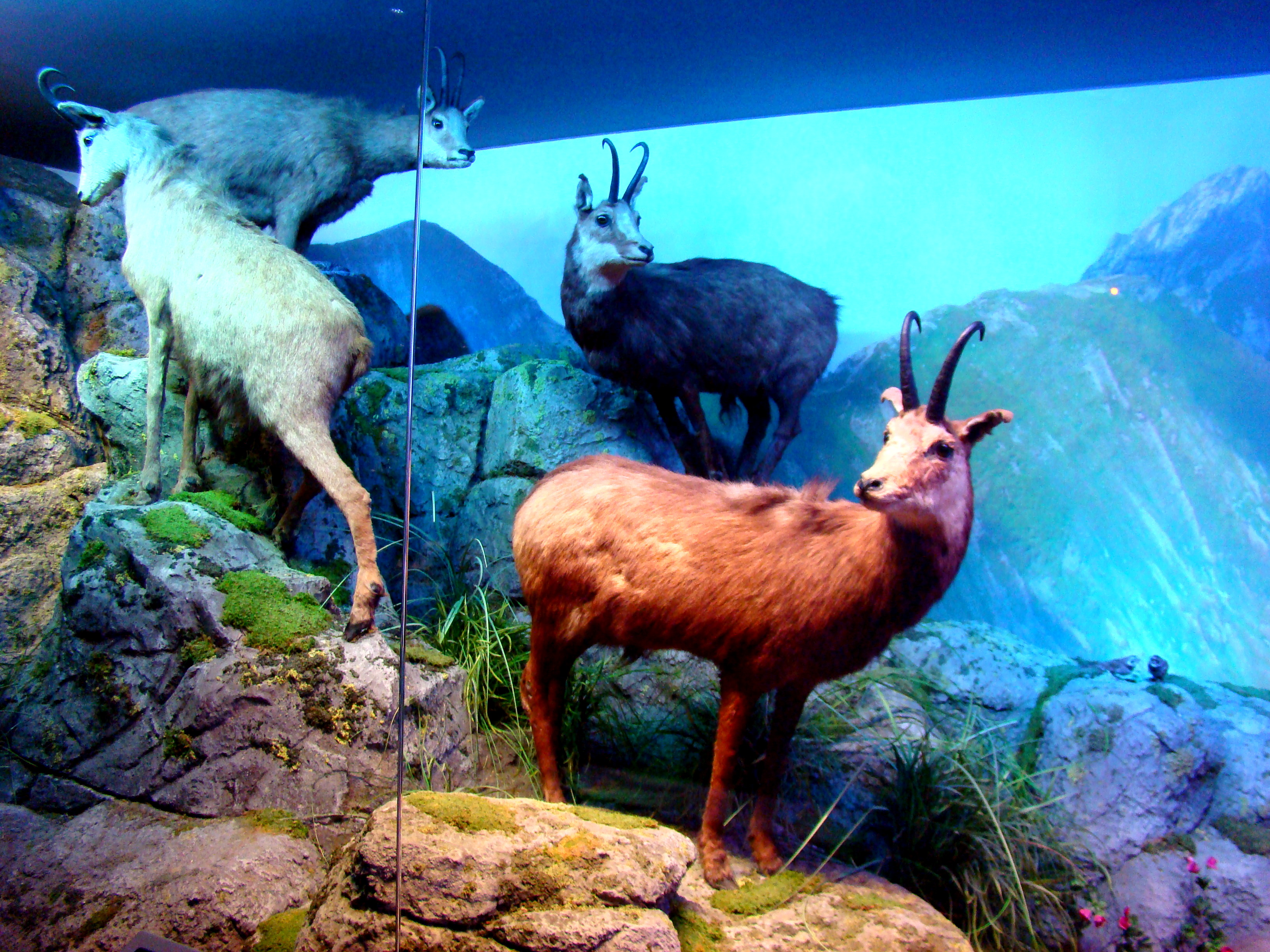
Capra neagră
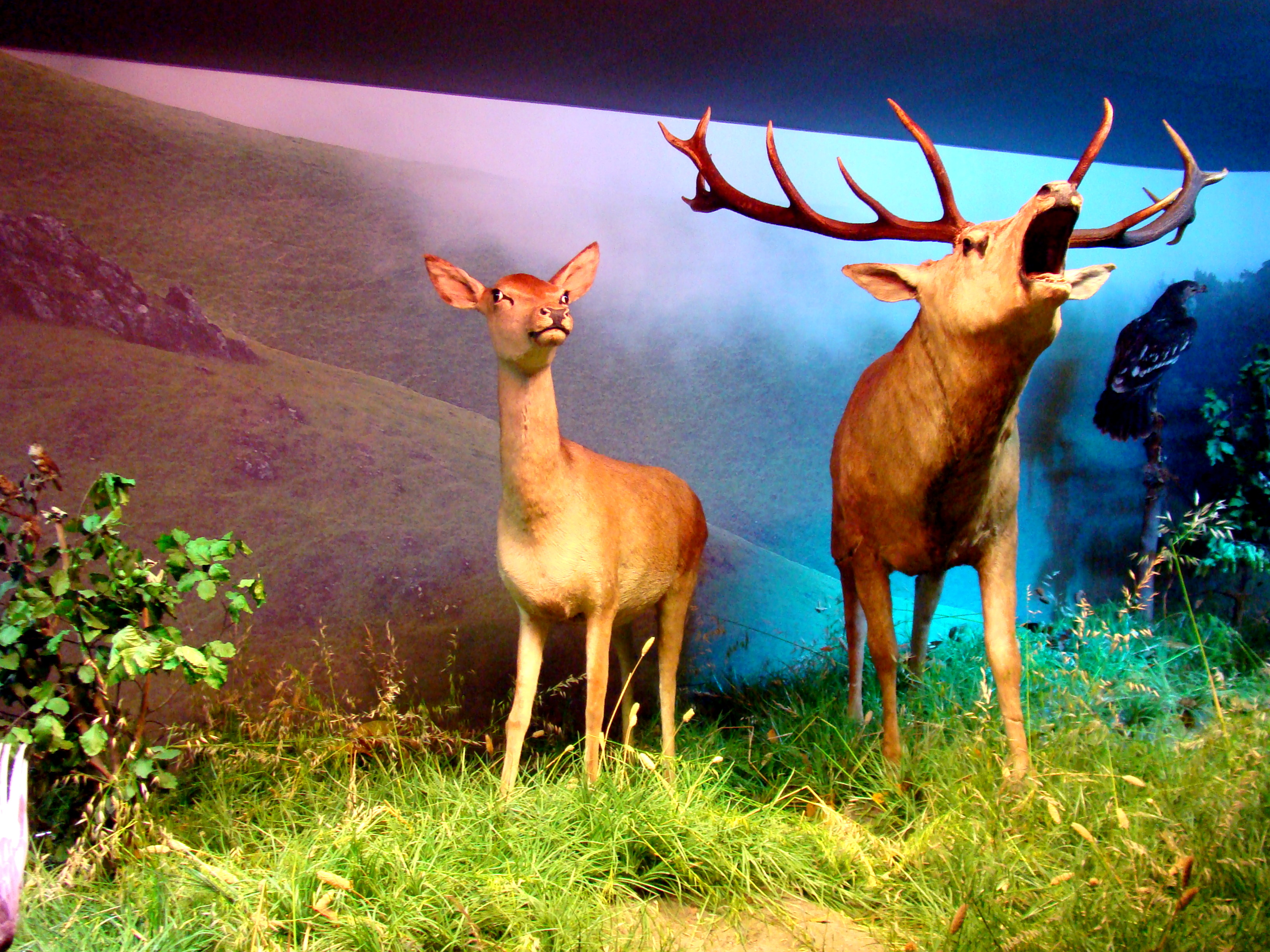
Cerbul
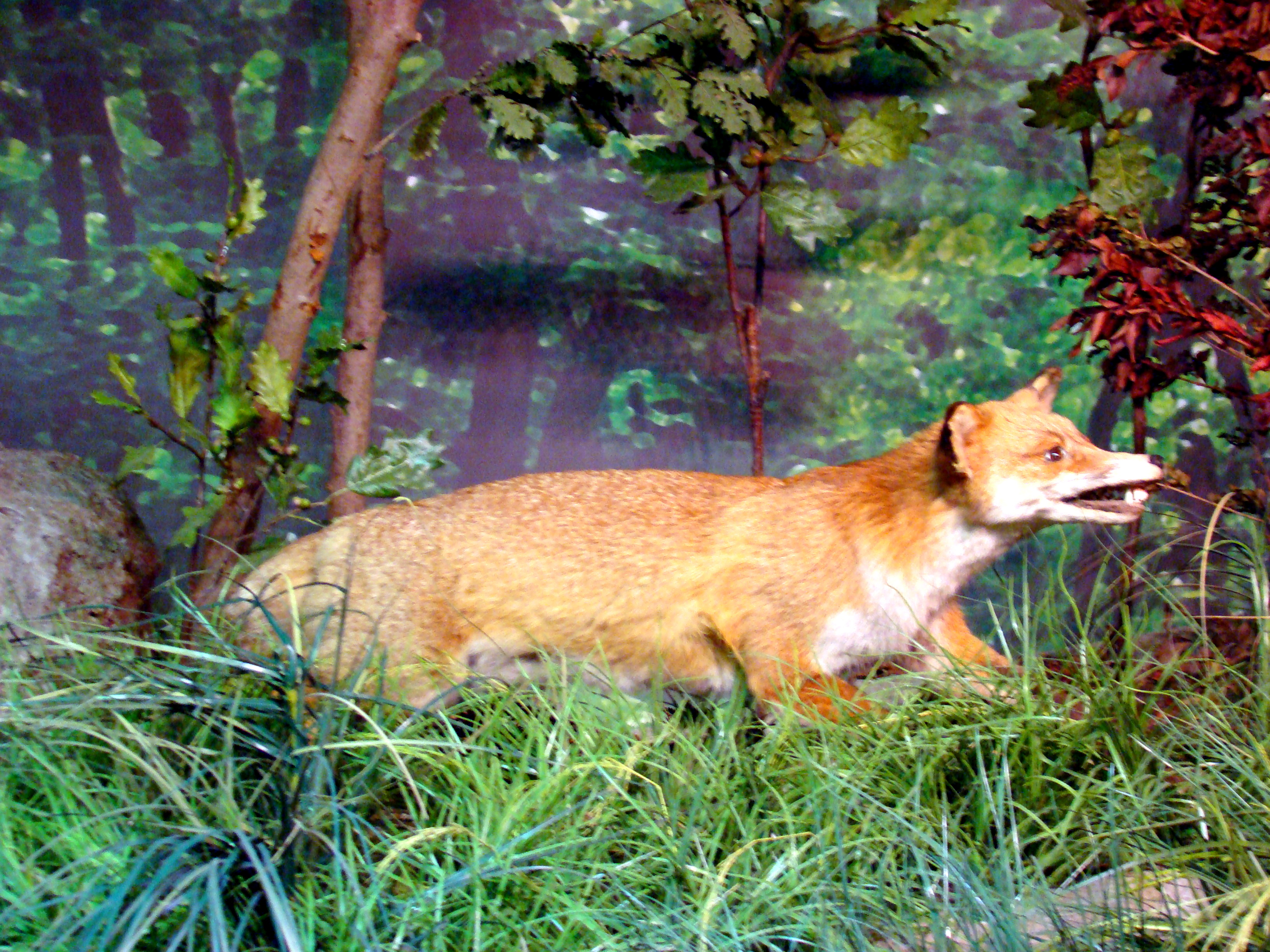
Vulpea
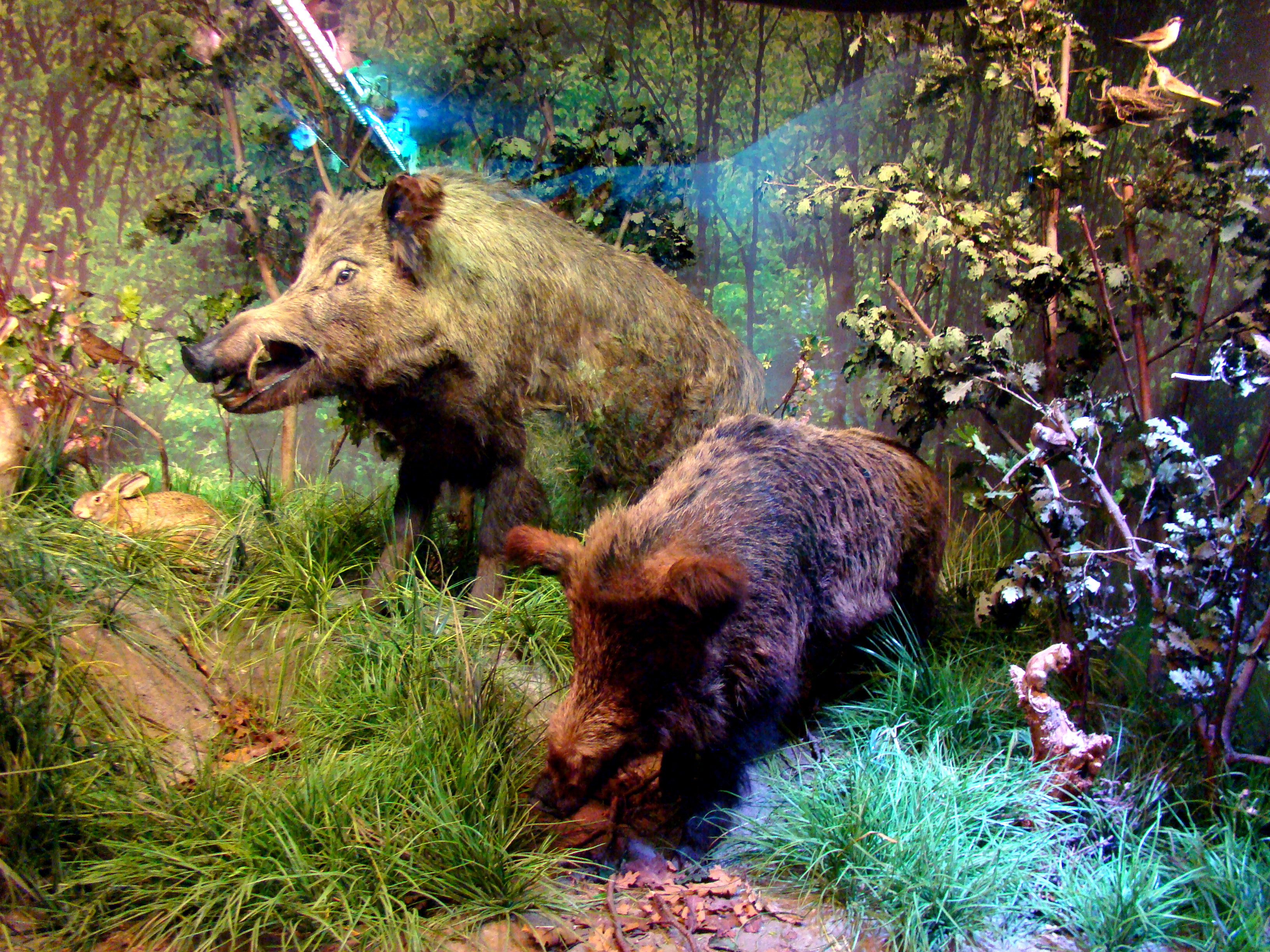
Mistrețul
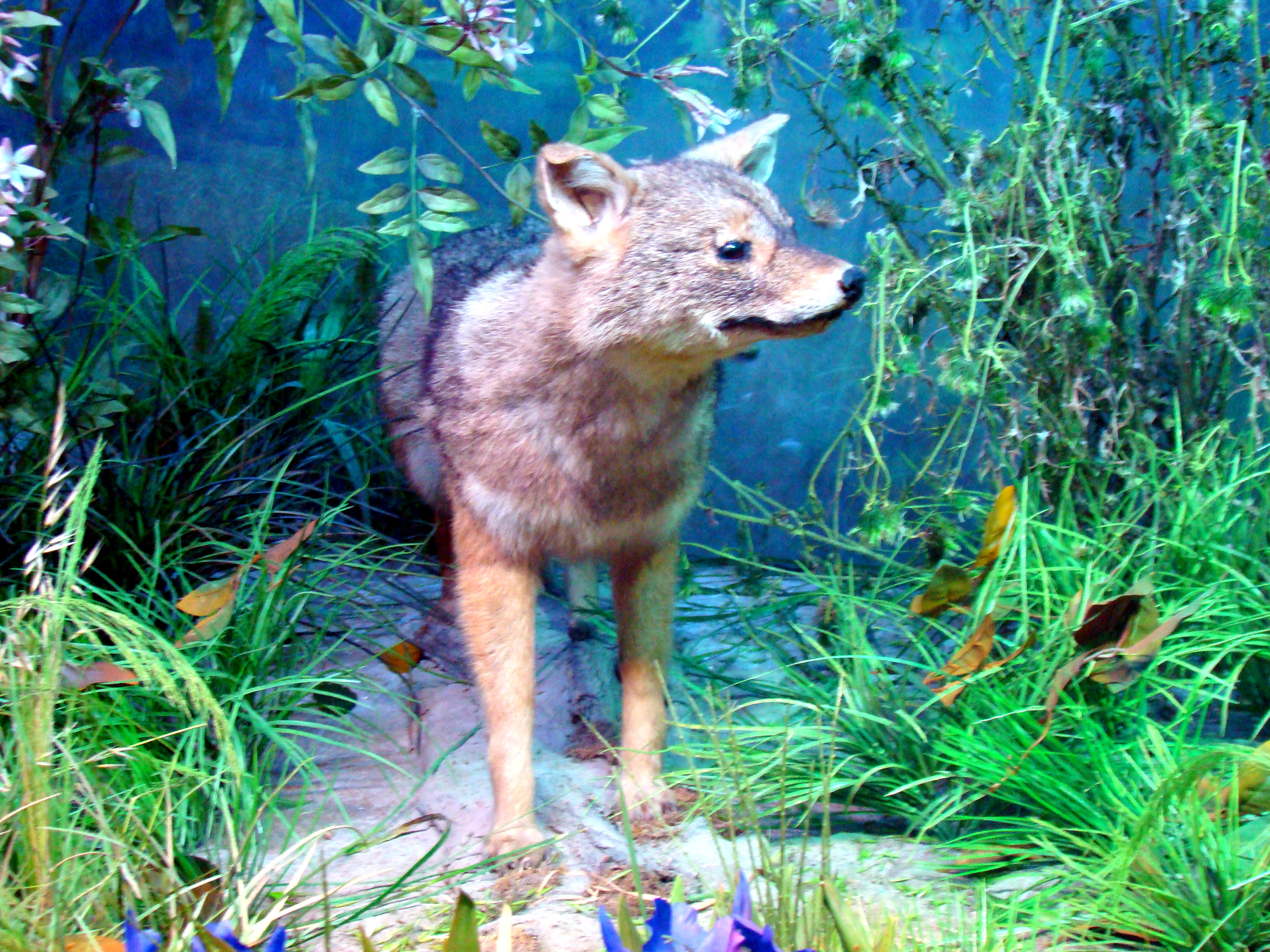
Șacalul
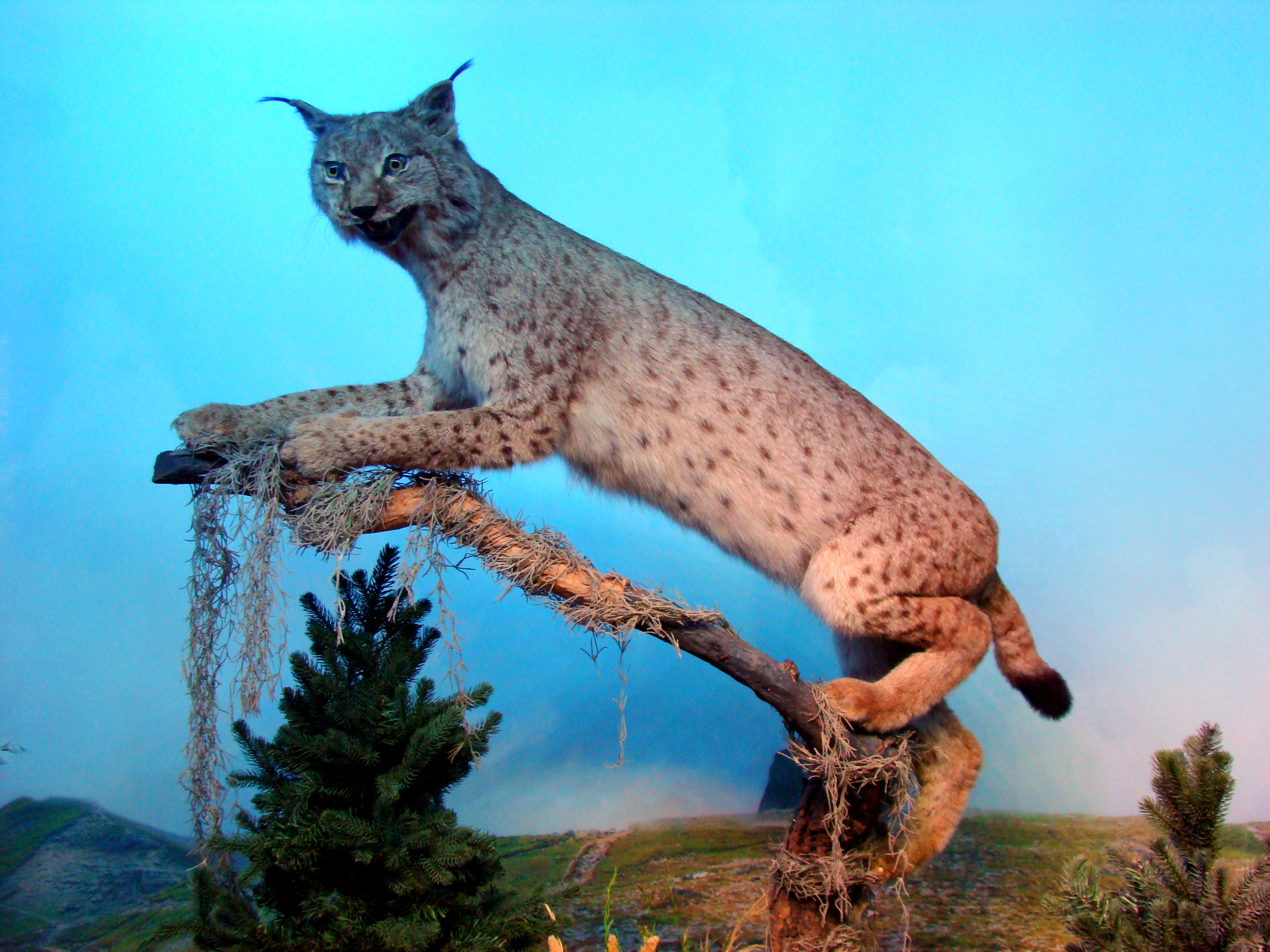
Râsul
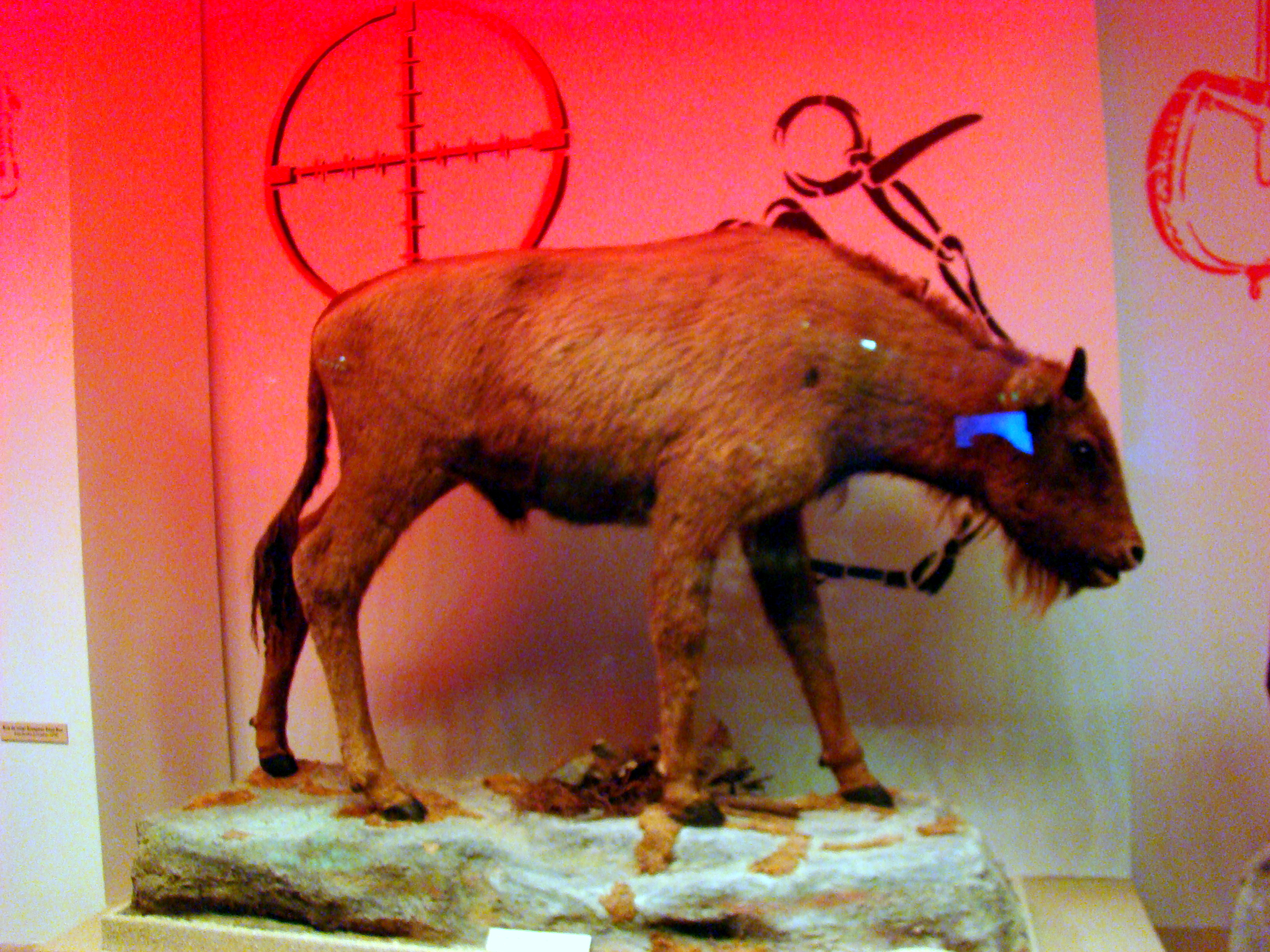
Zimbrul
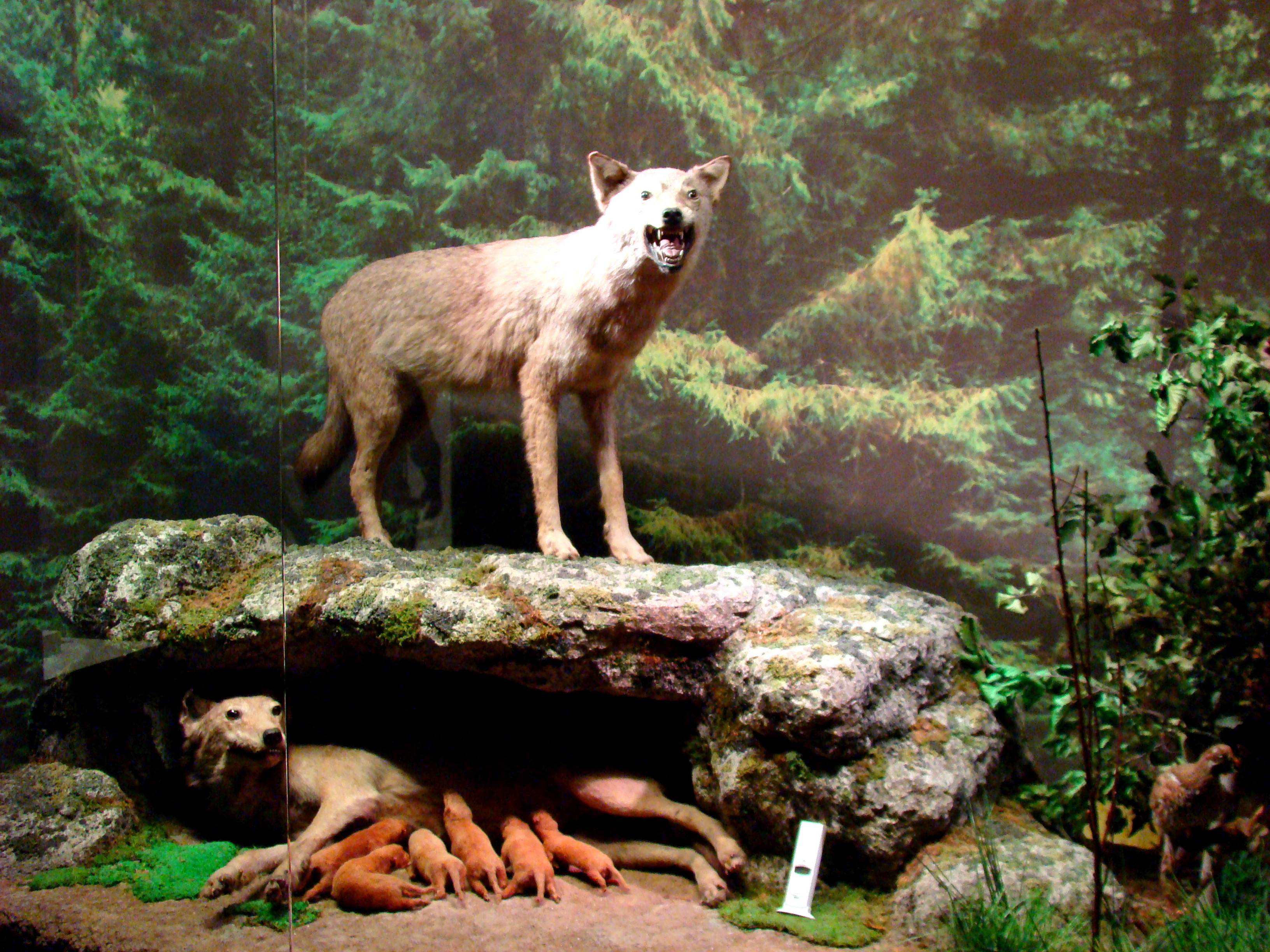
Familie de lupi
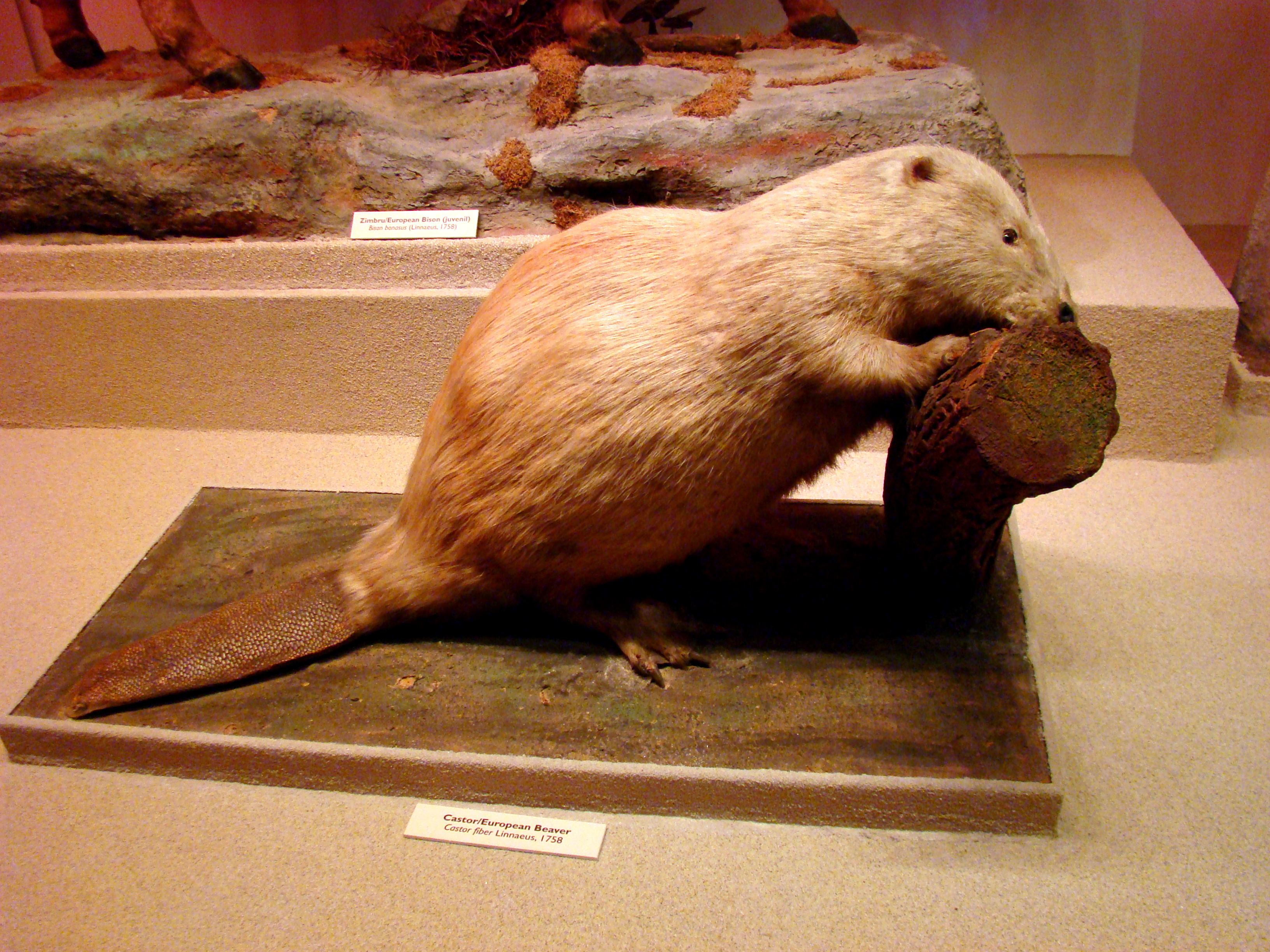
Castorul
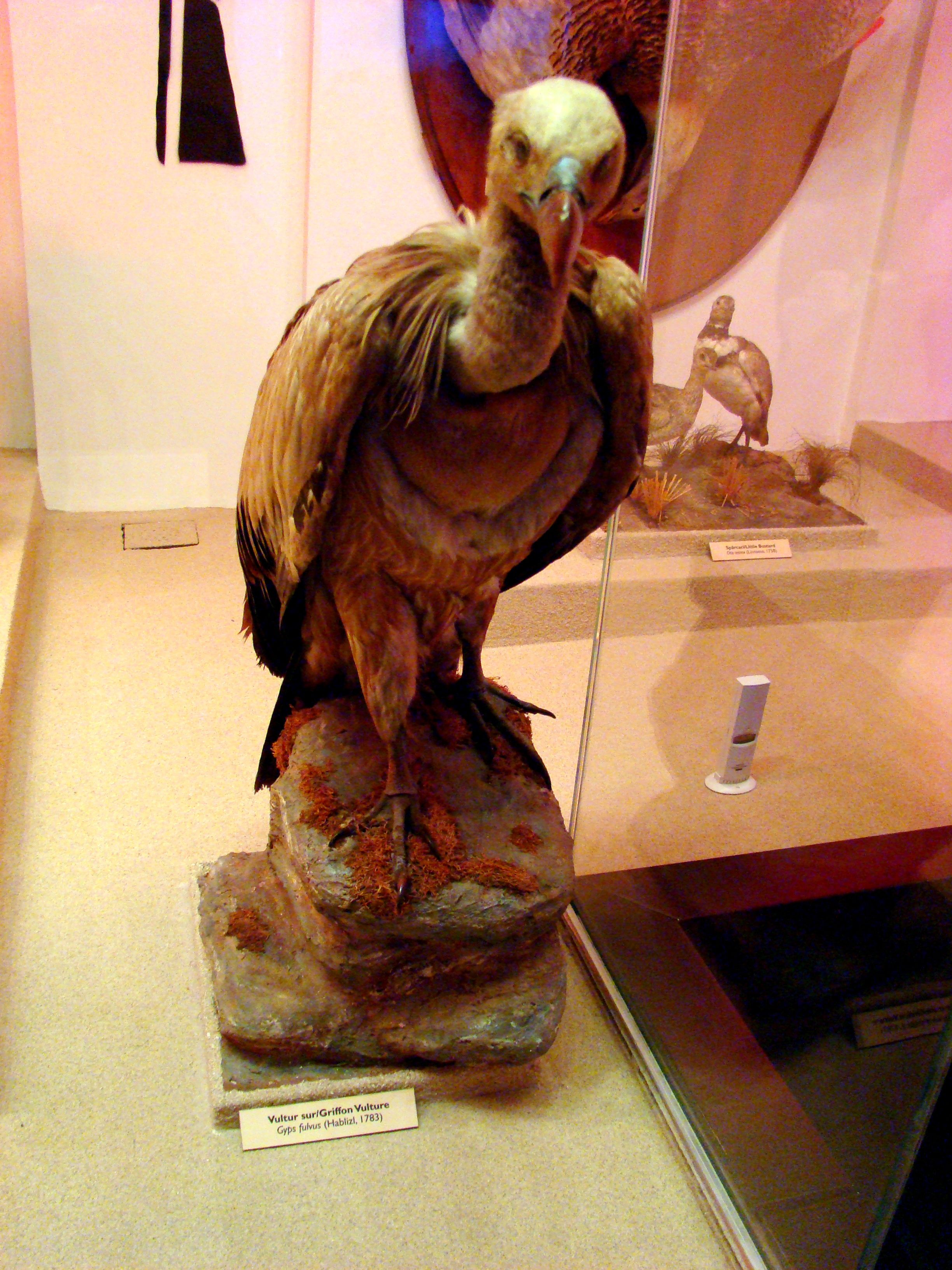
Vulturul sur
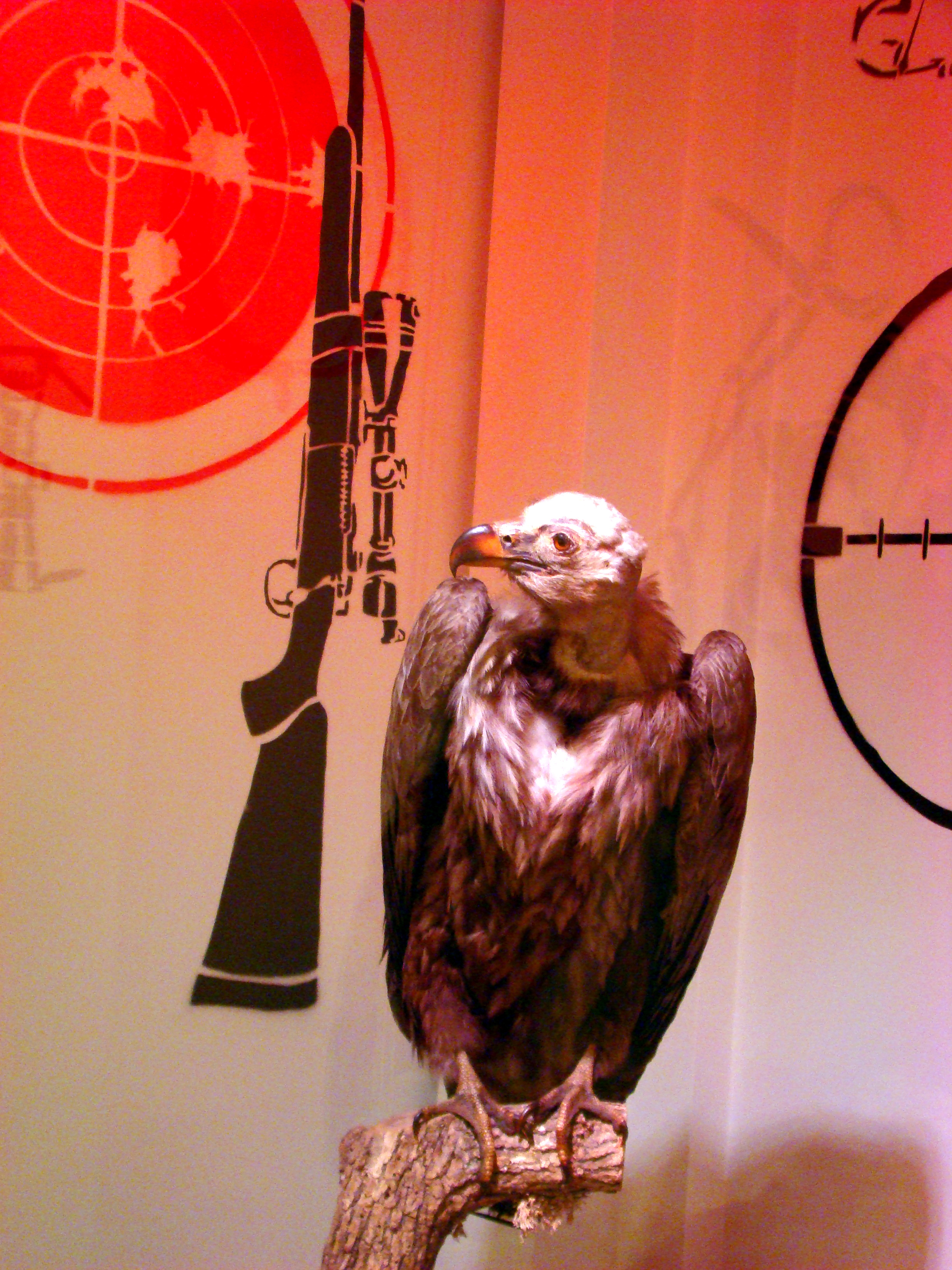
Vulturul negru
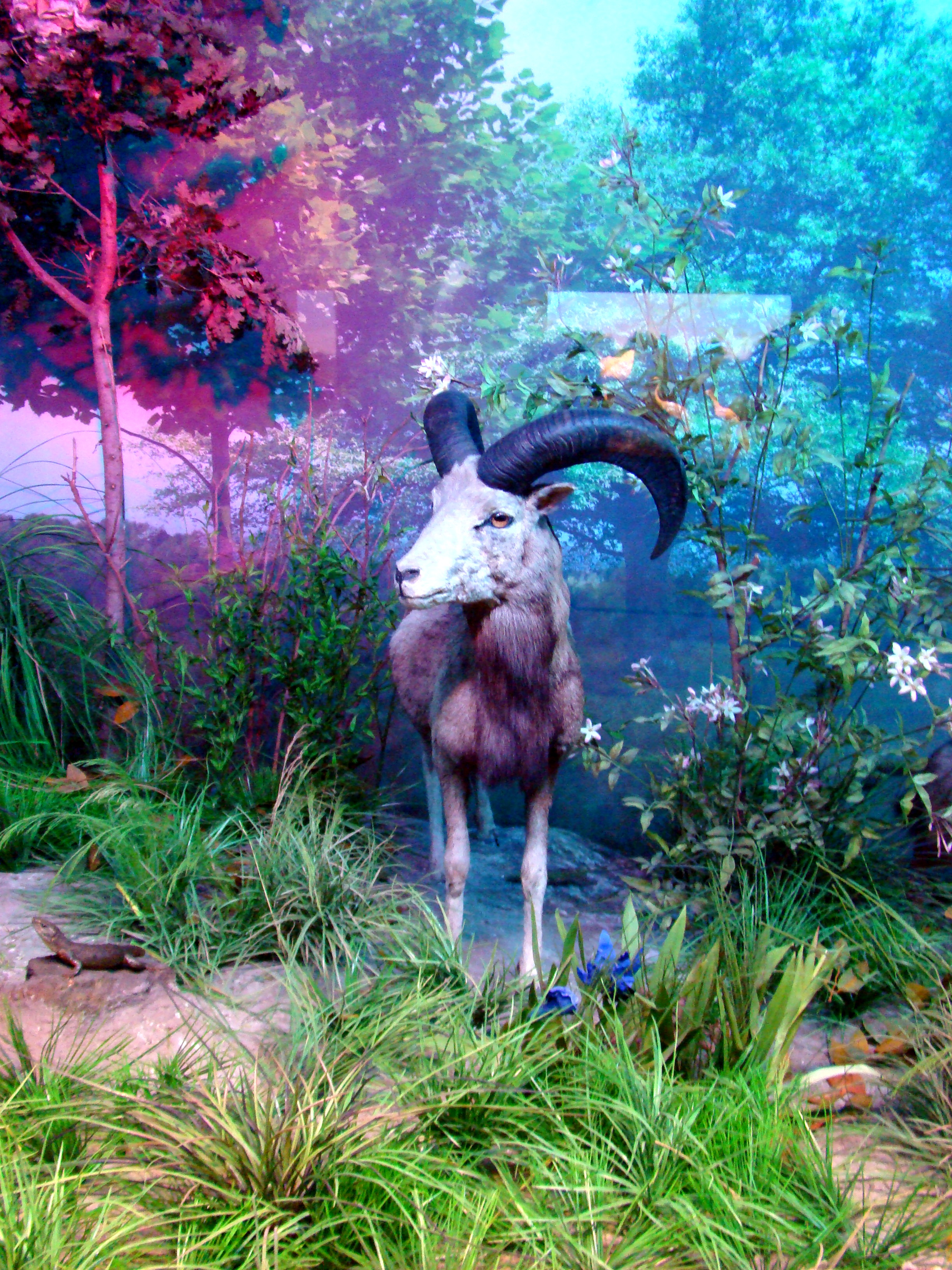
Muflonul
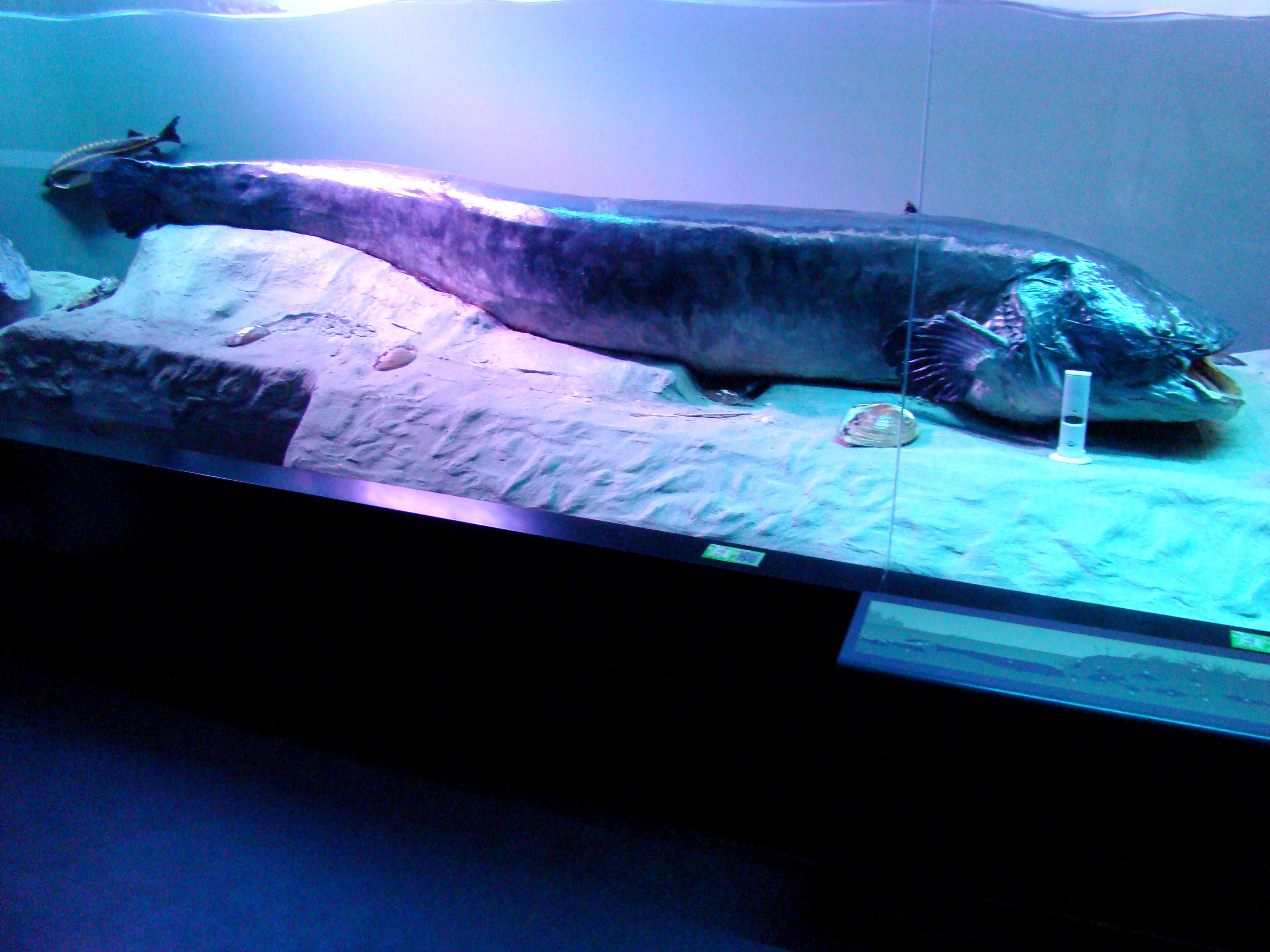
Somn
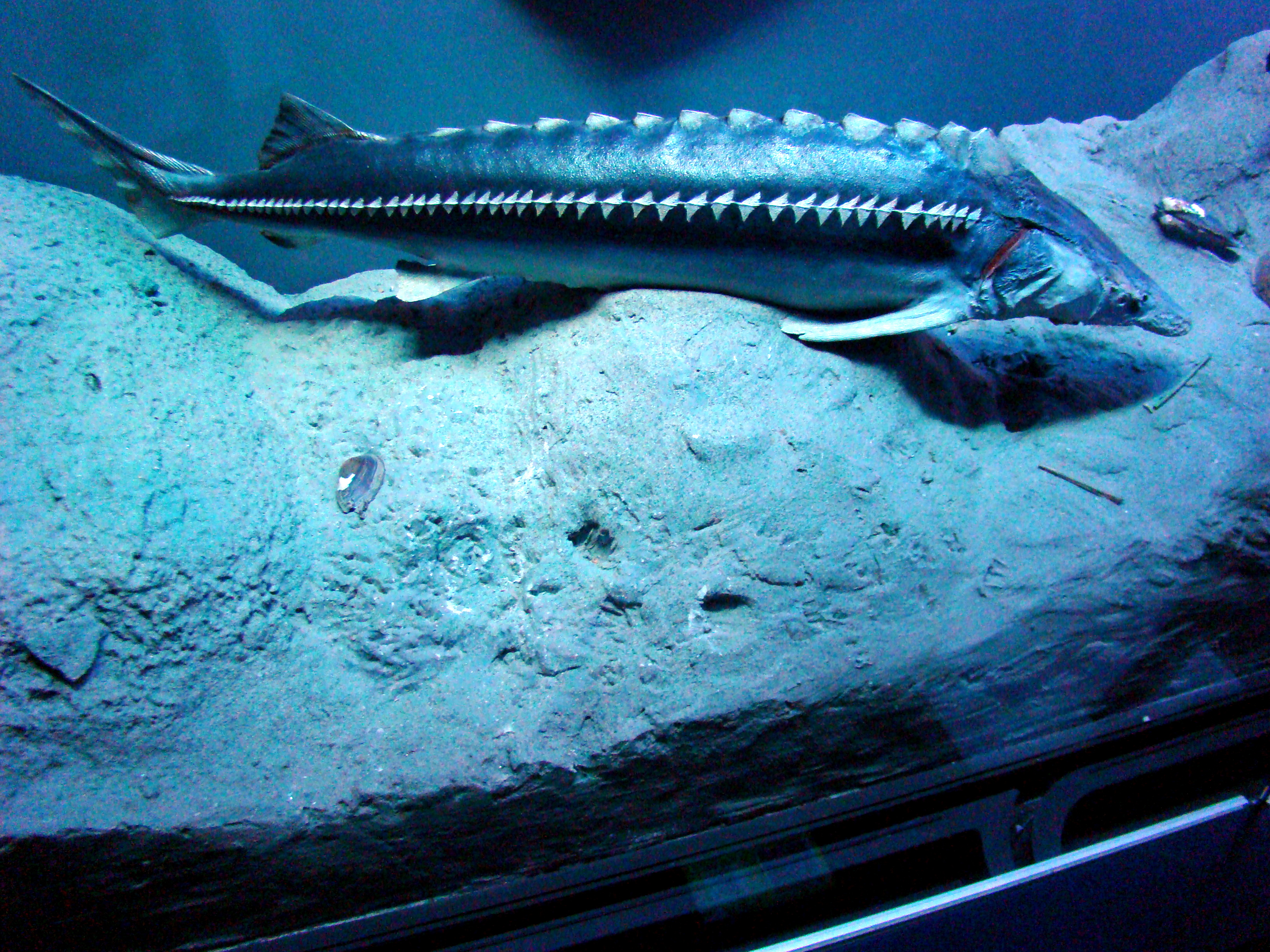
Viză
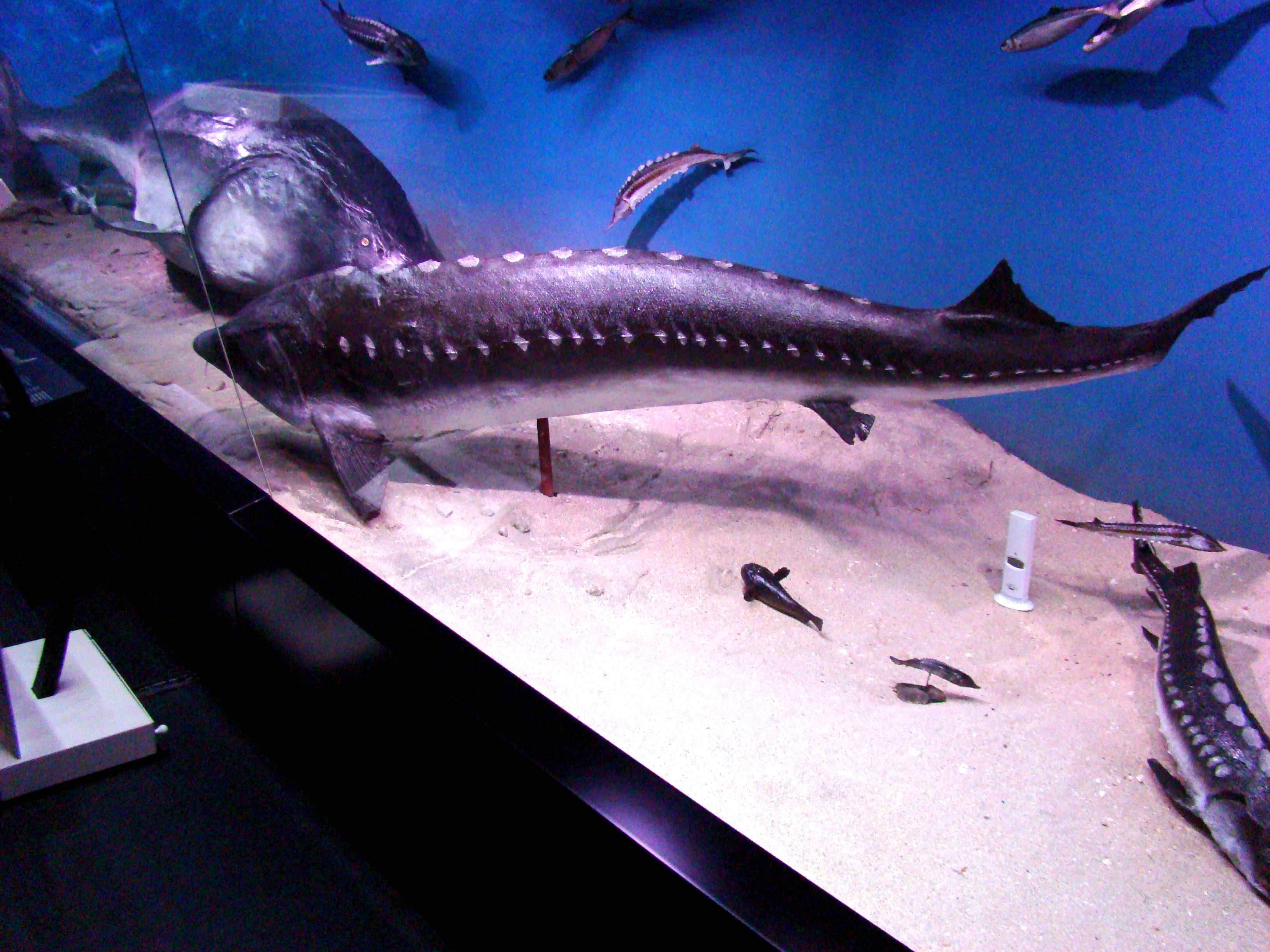
Nisetru
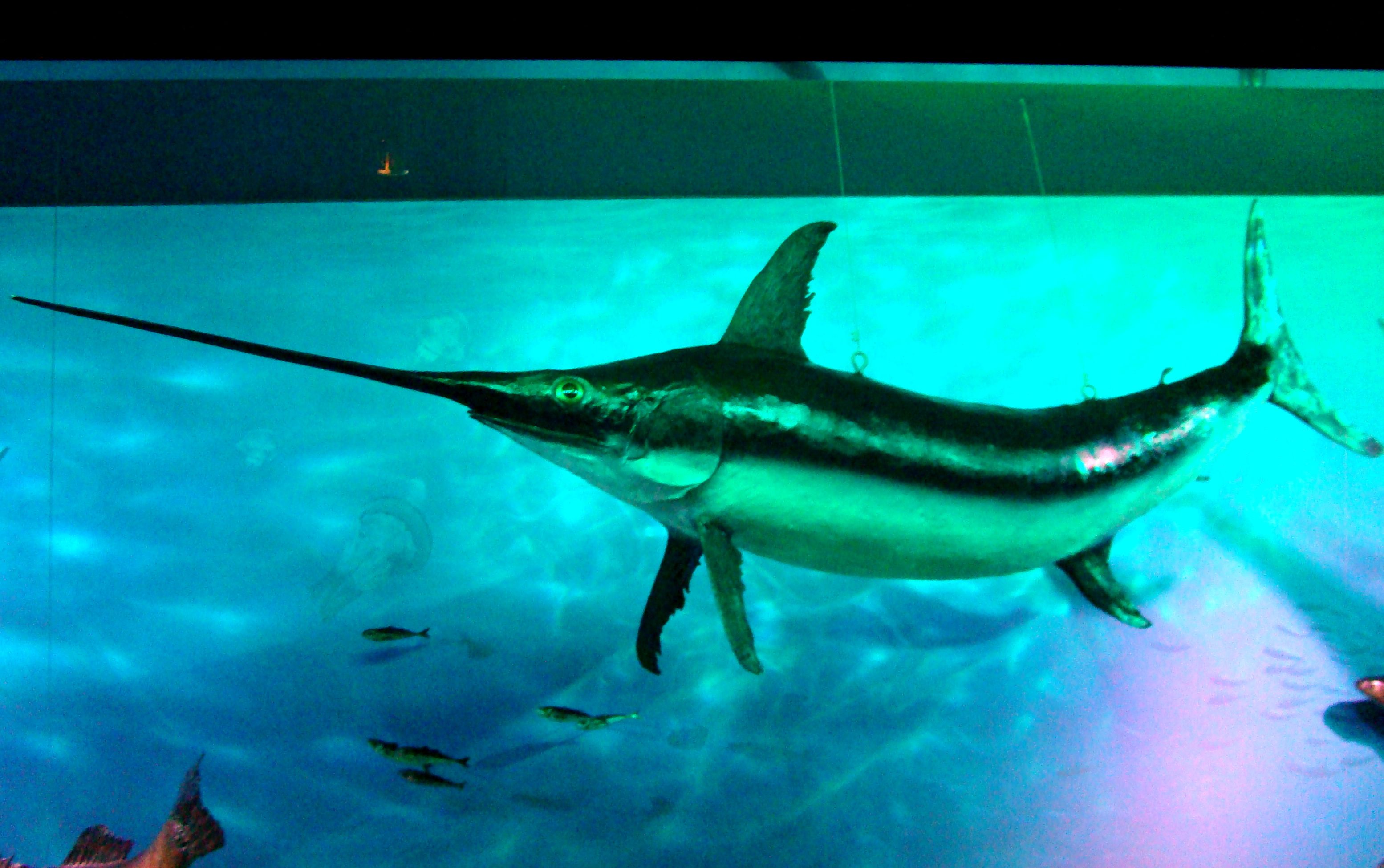
Peștele spadă
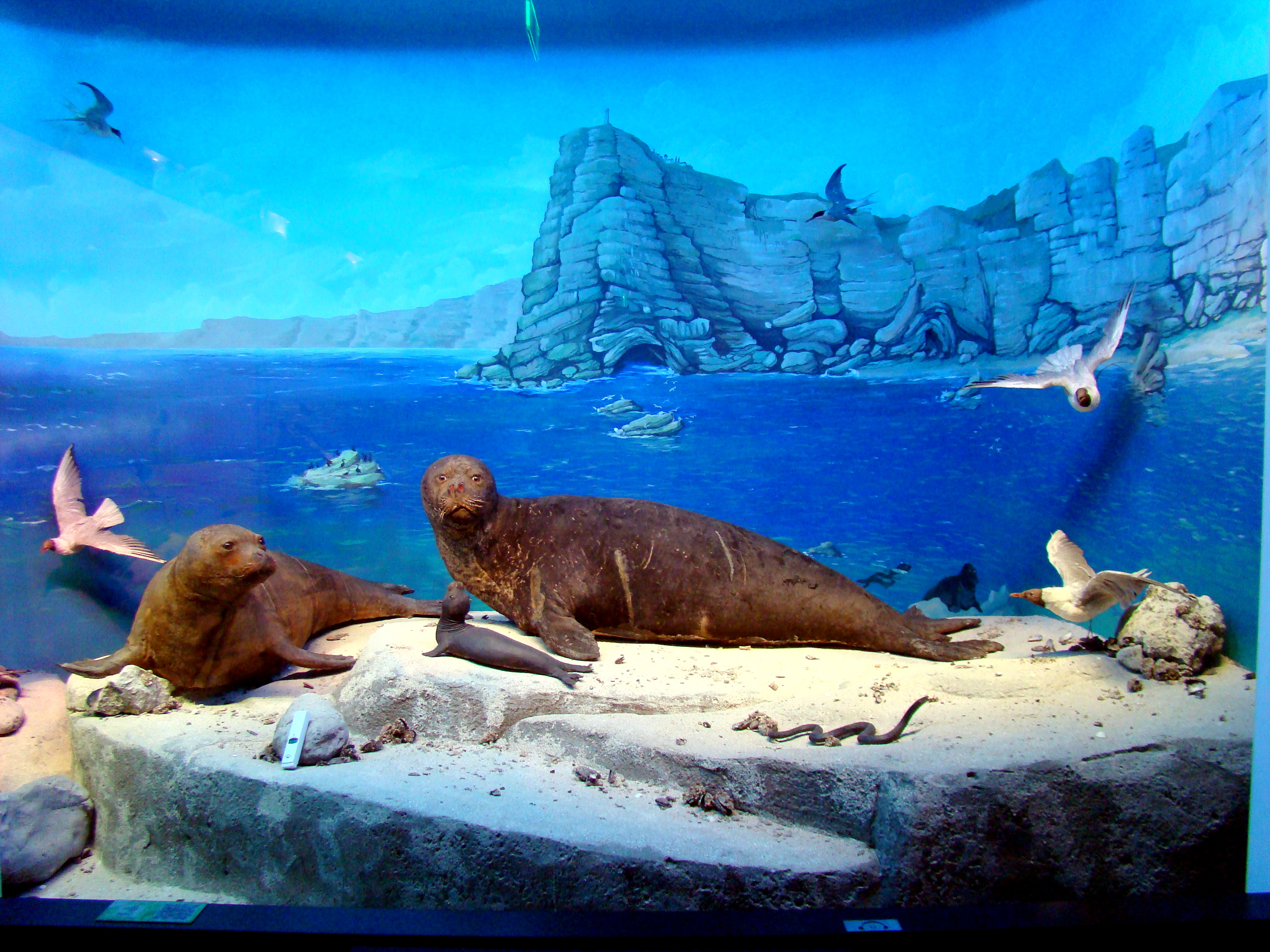
Foca din Marea Neagră
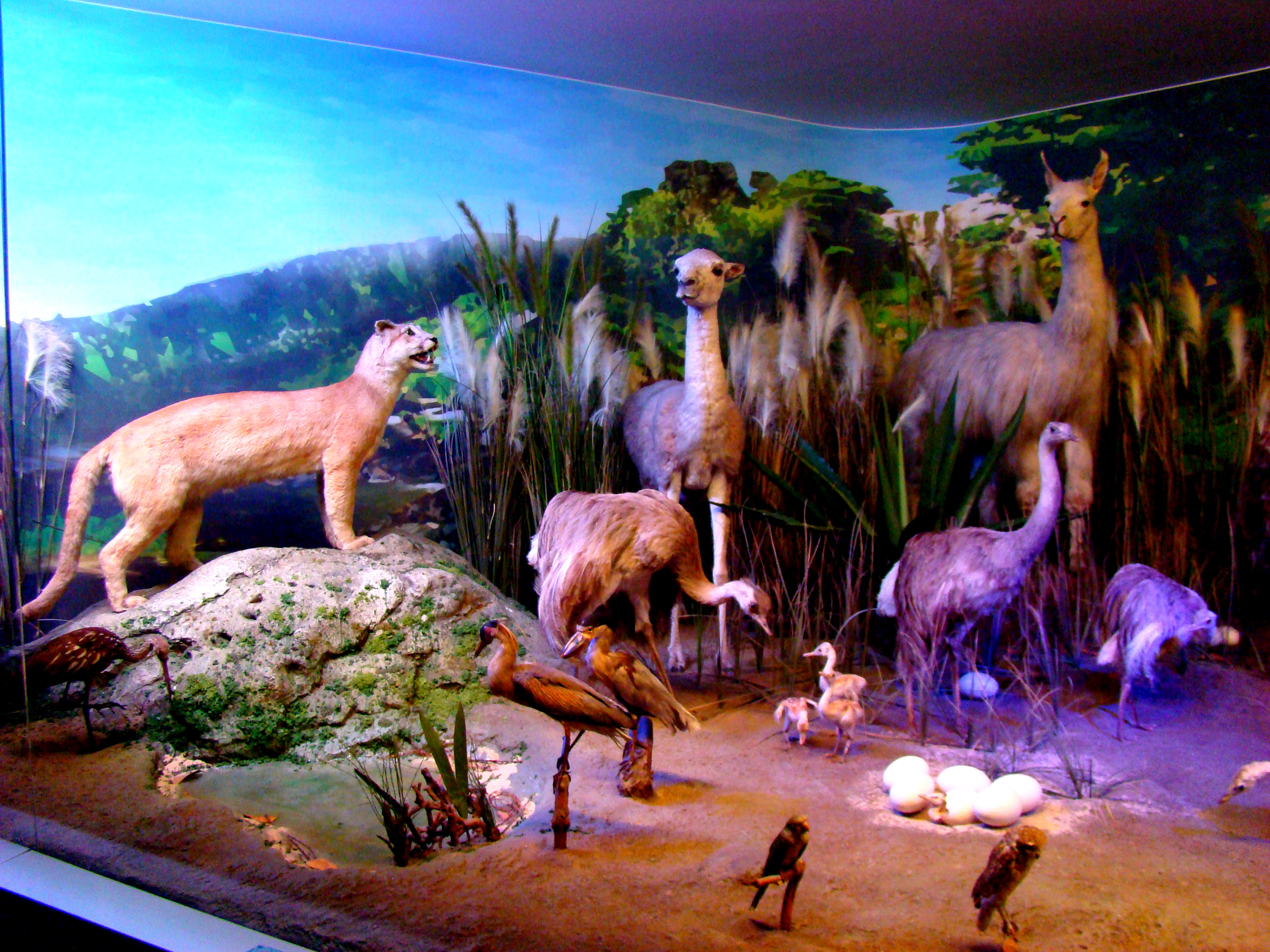
Pampas
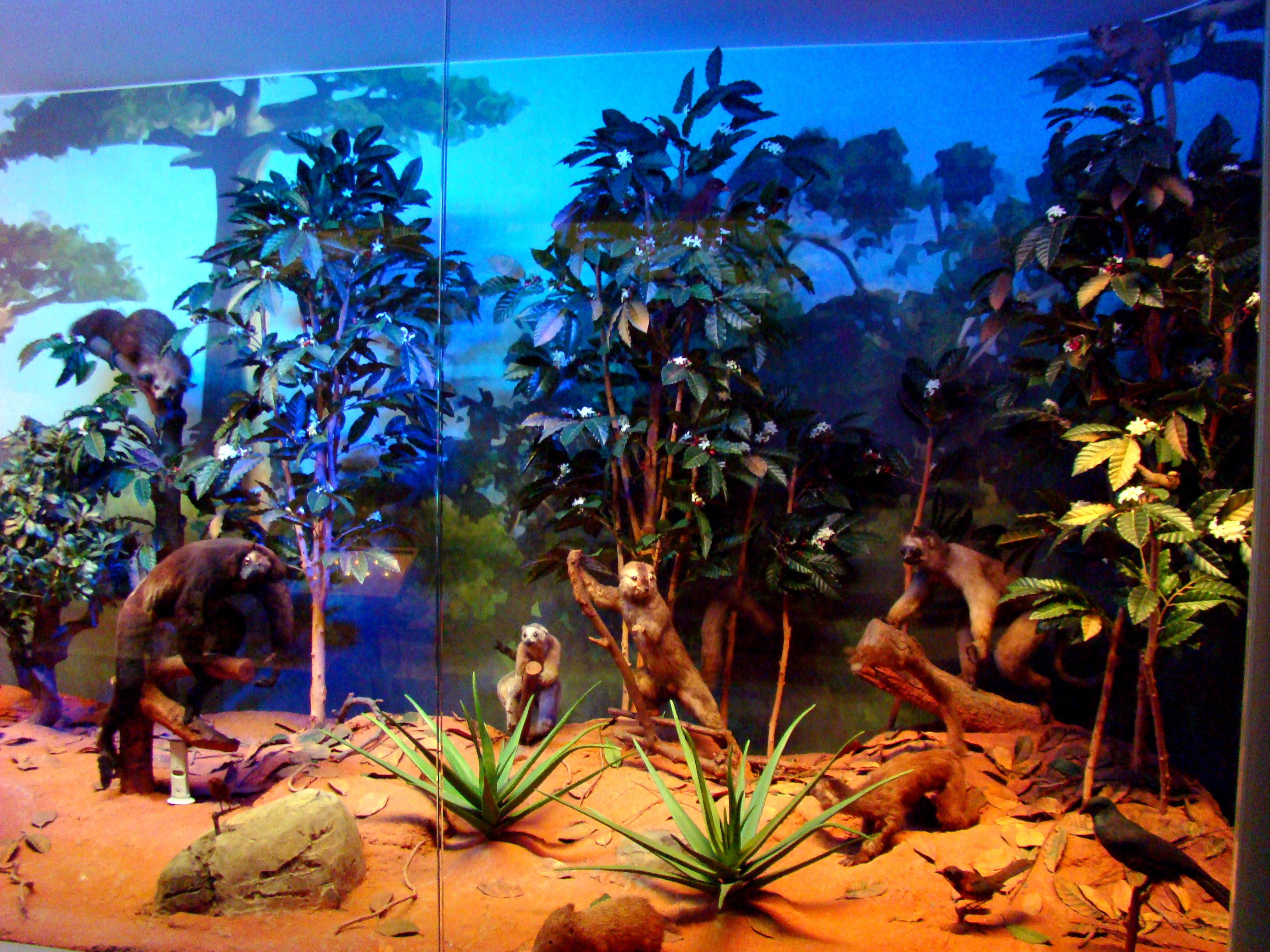
Madagascar
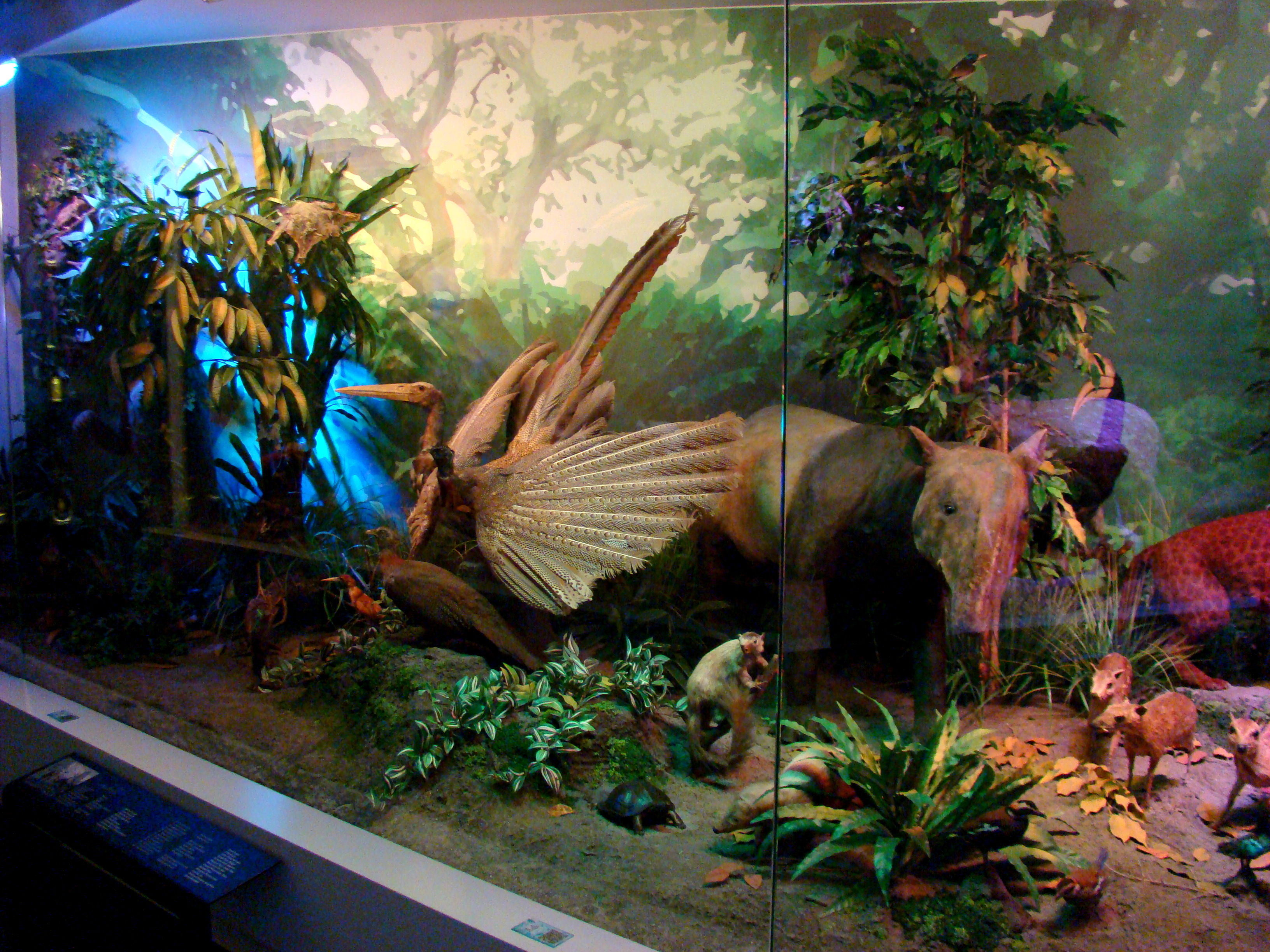
Fauna malaeziană
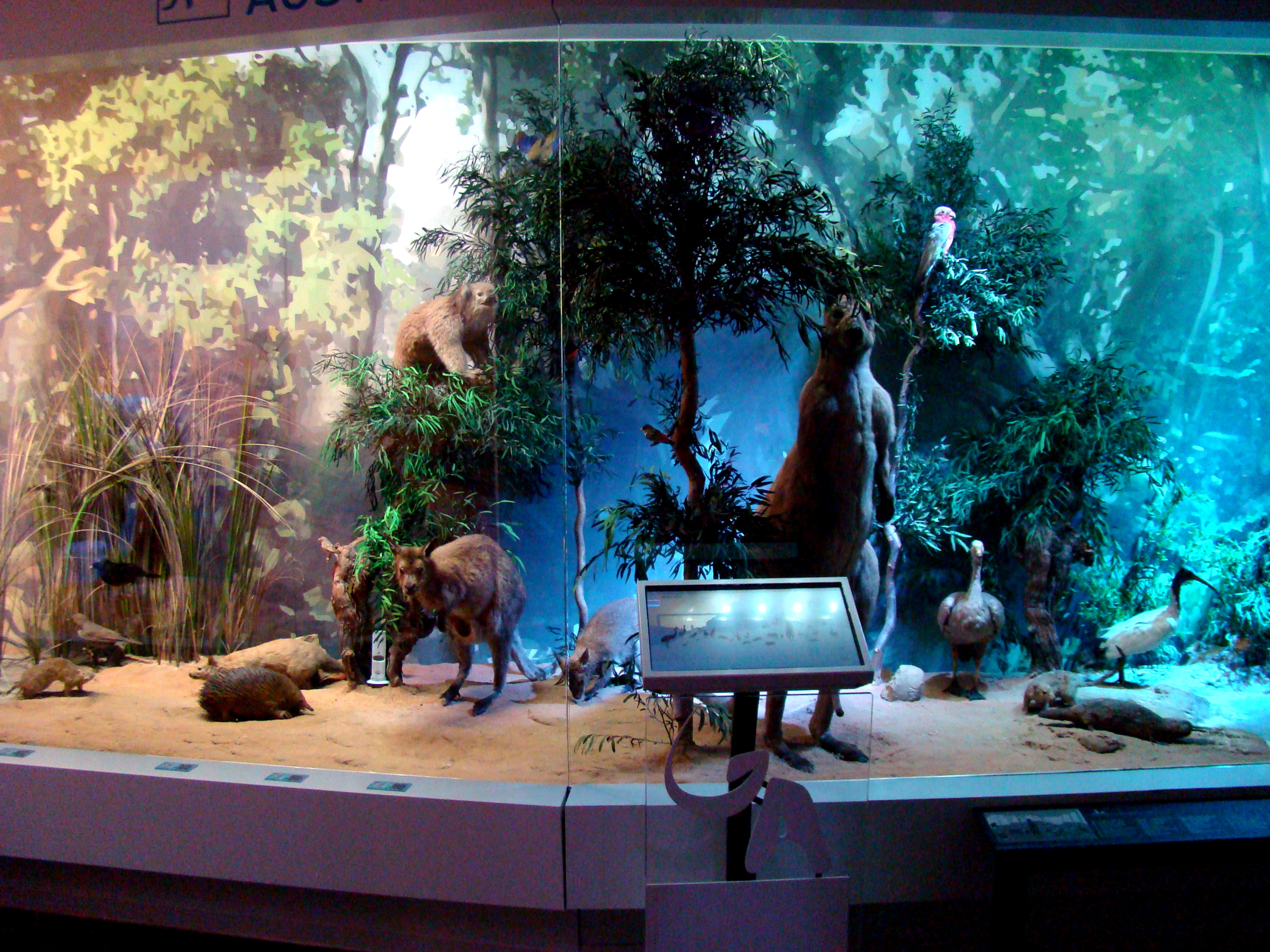
Australia
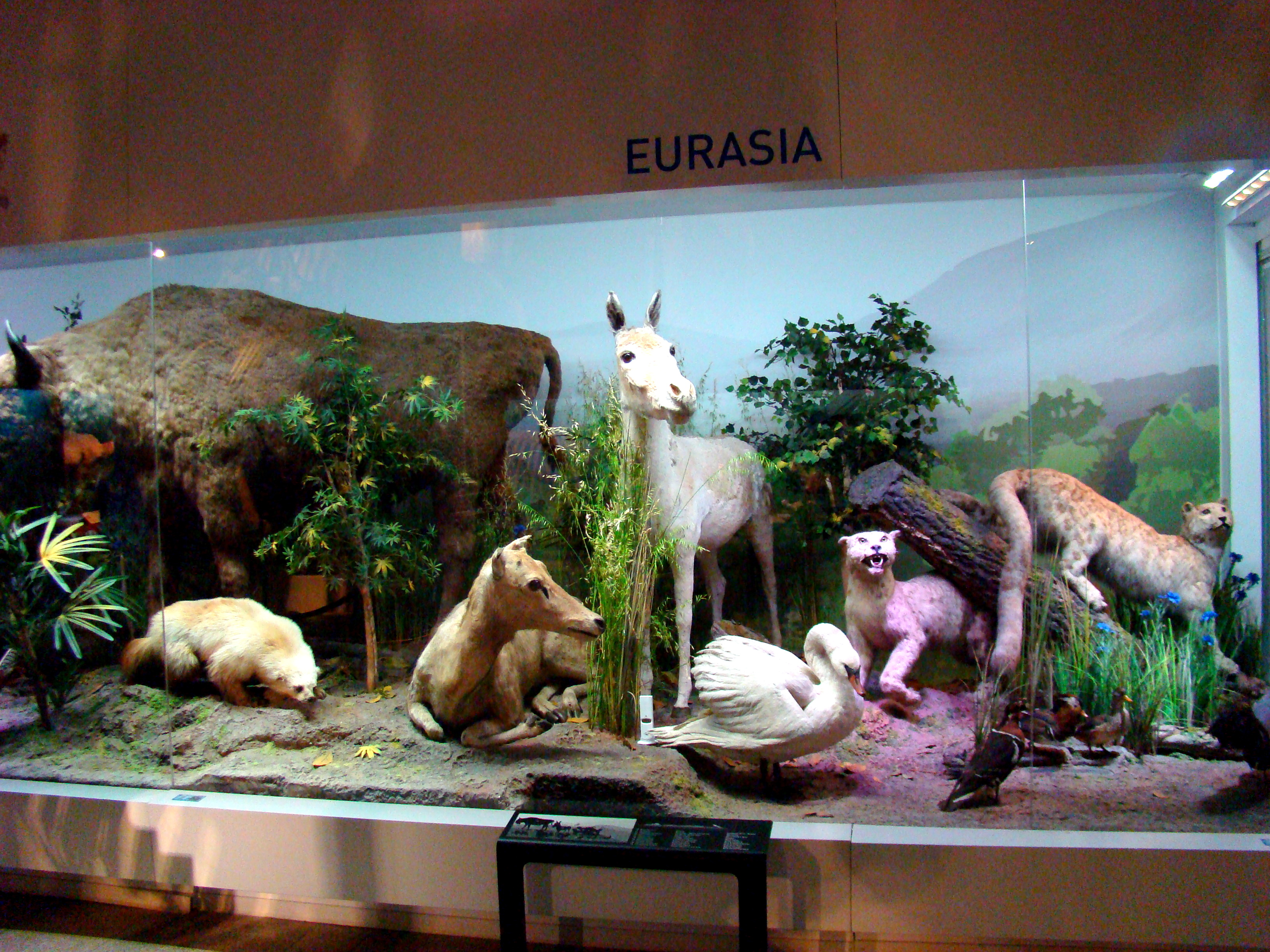
Eurasia
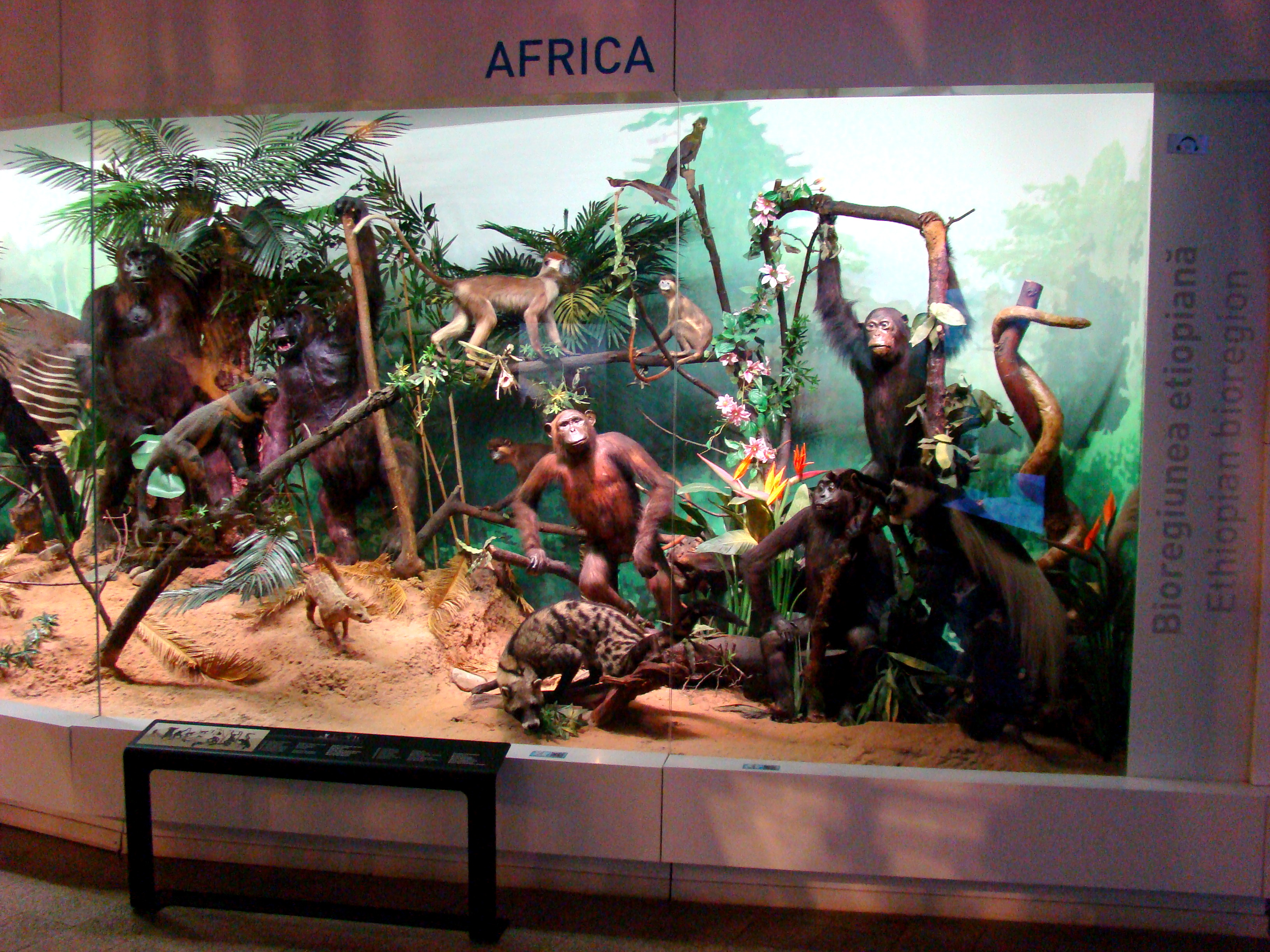
Africa
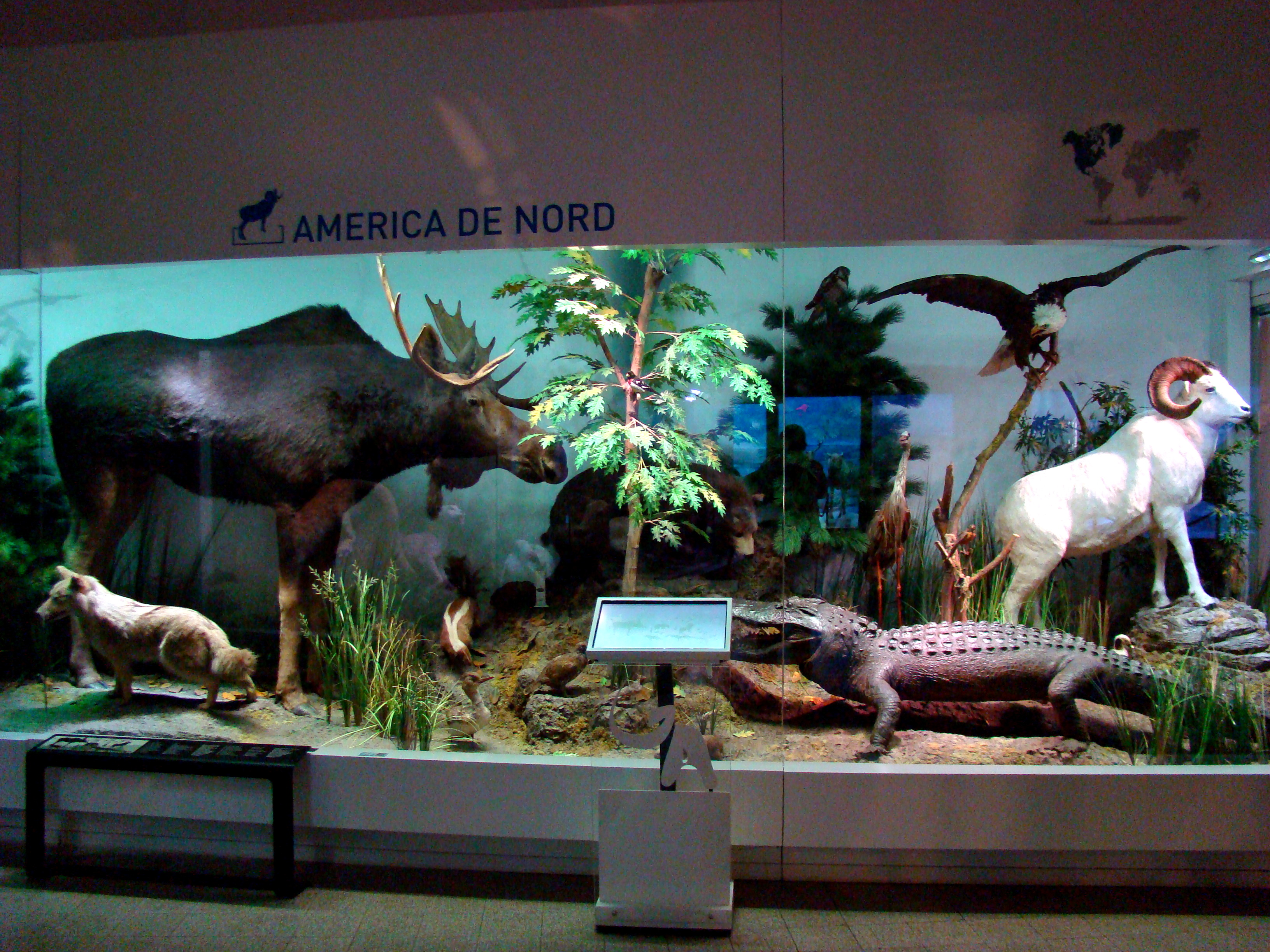
America de Nord
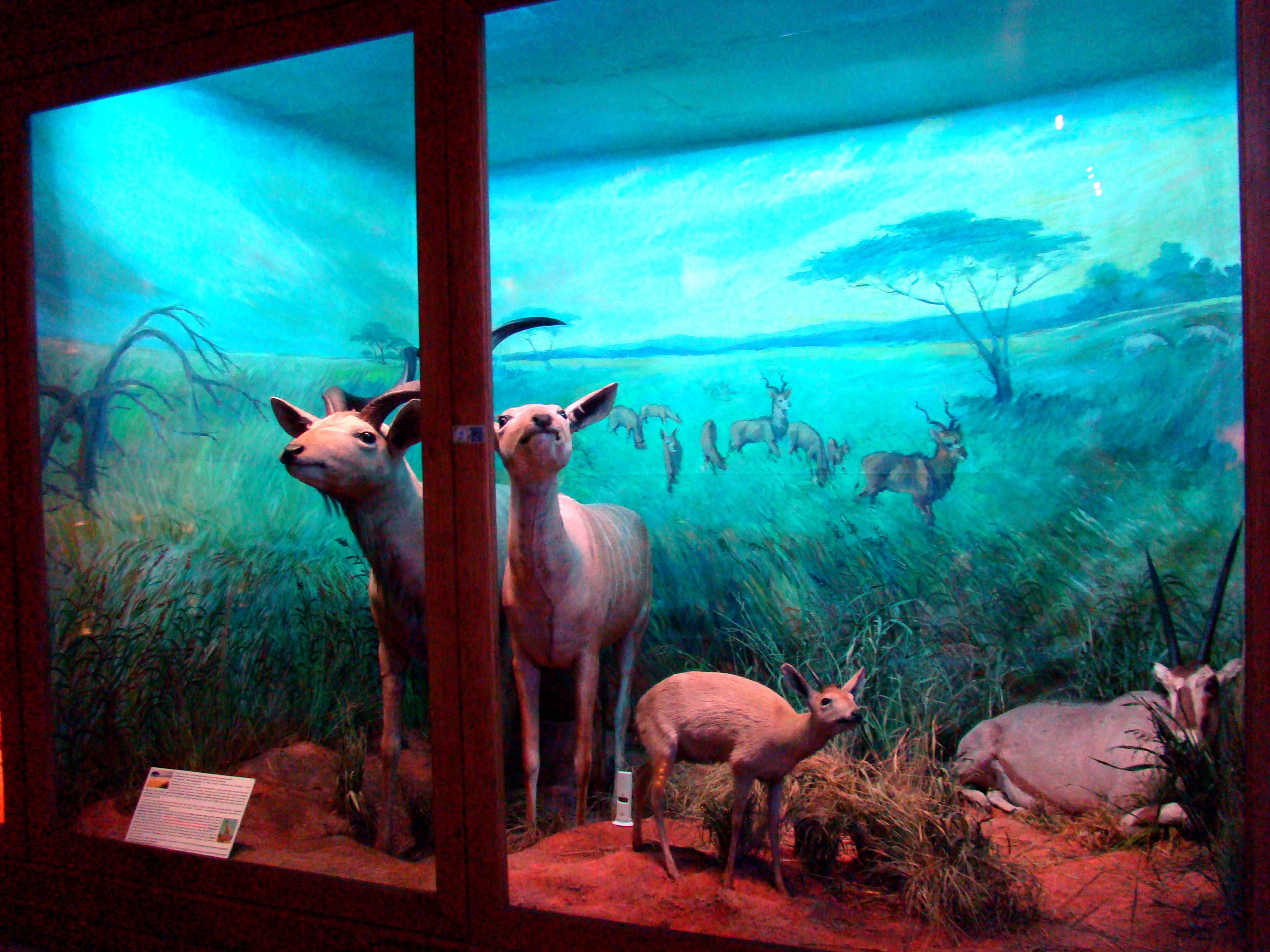
Savana
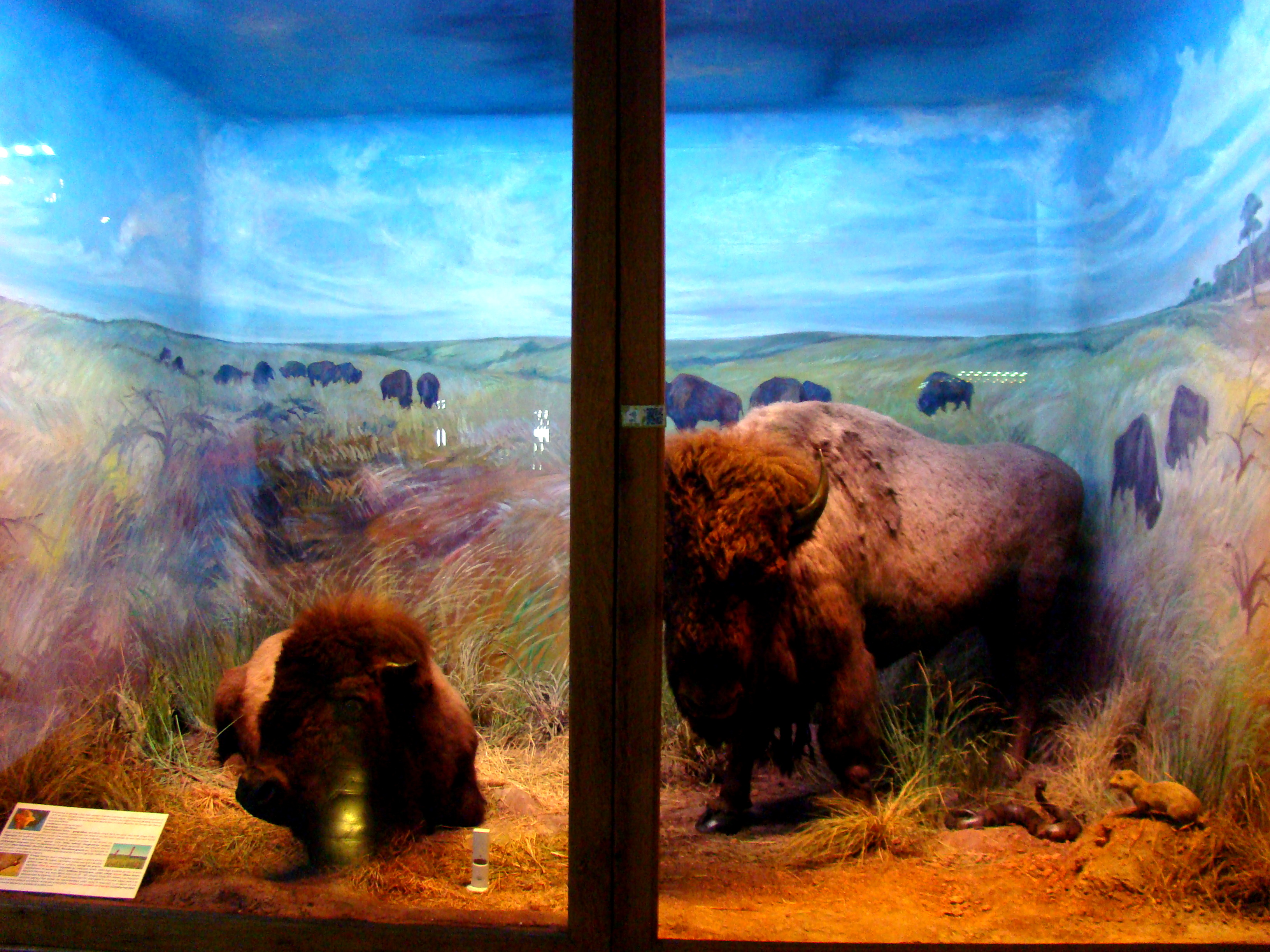
Preria
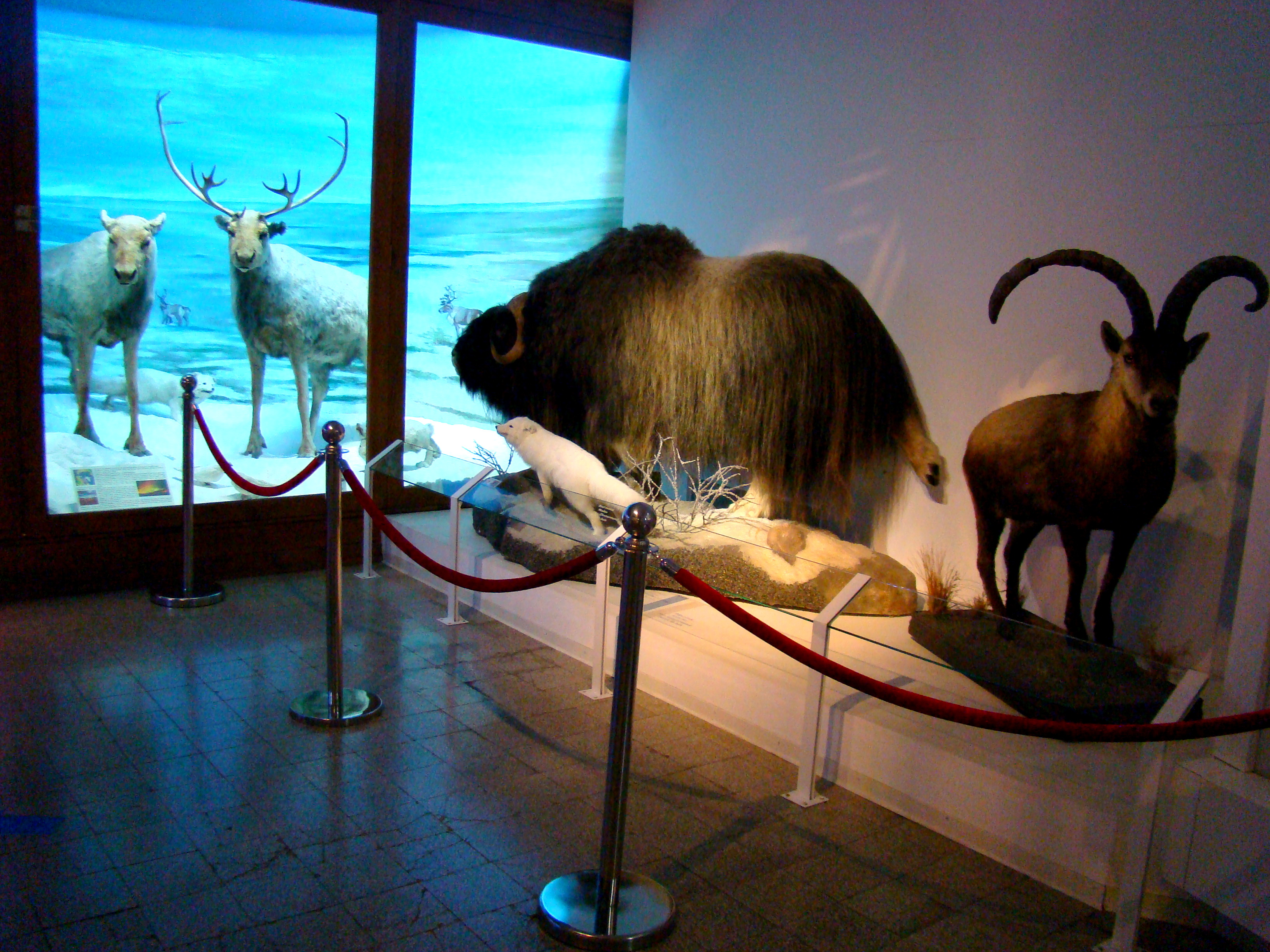
Tundra
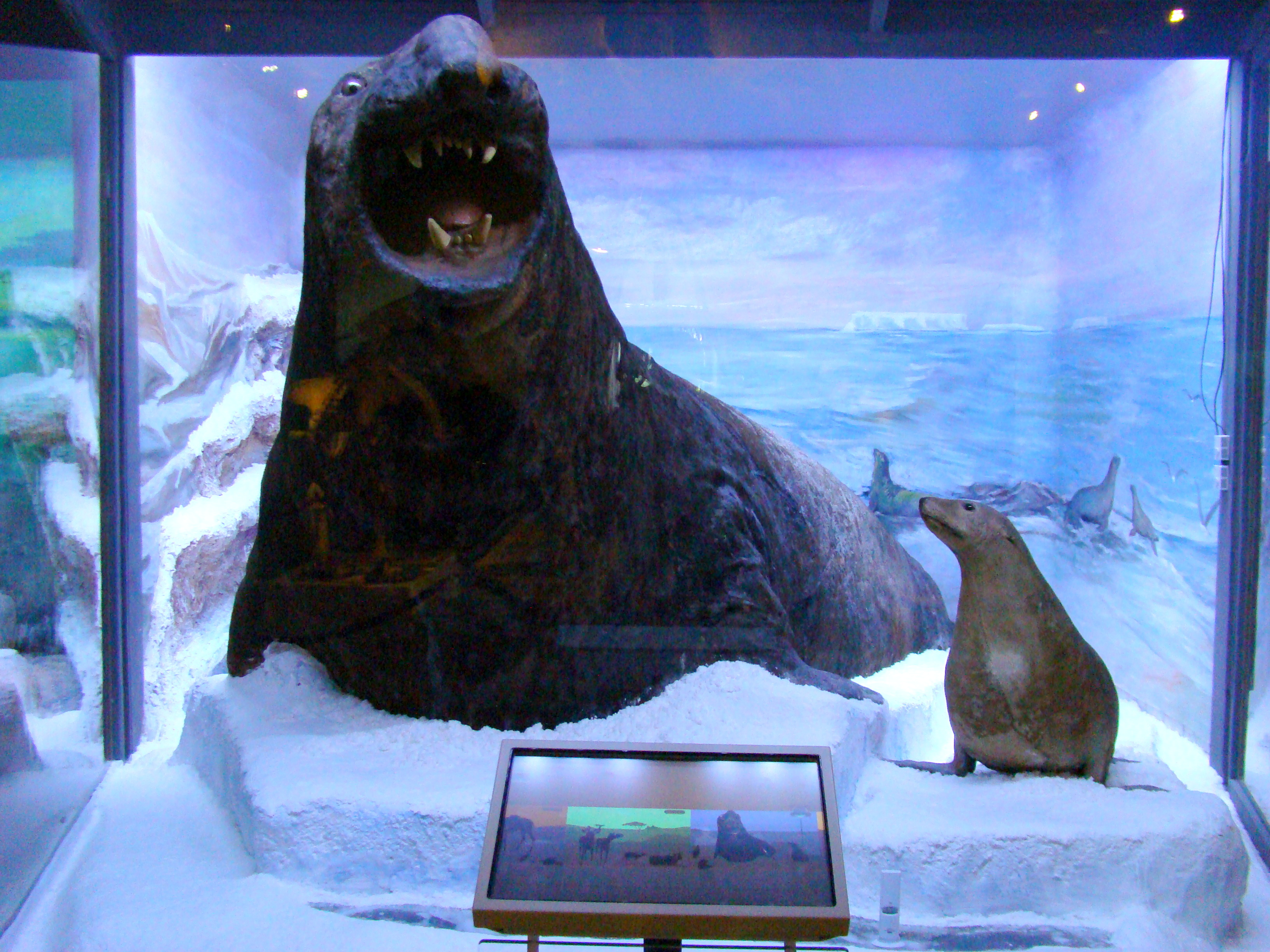
Antarctica
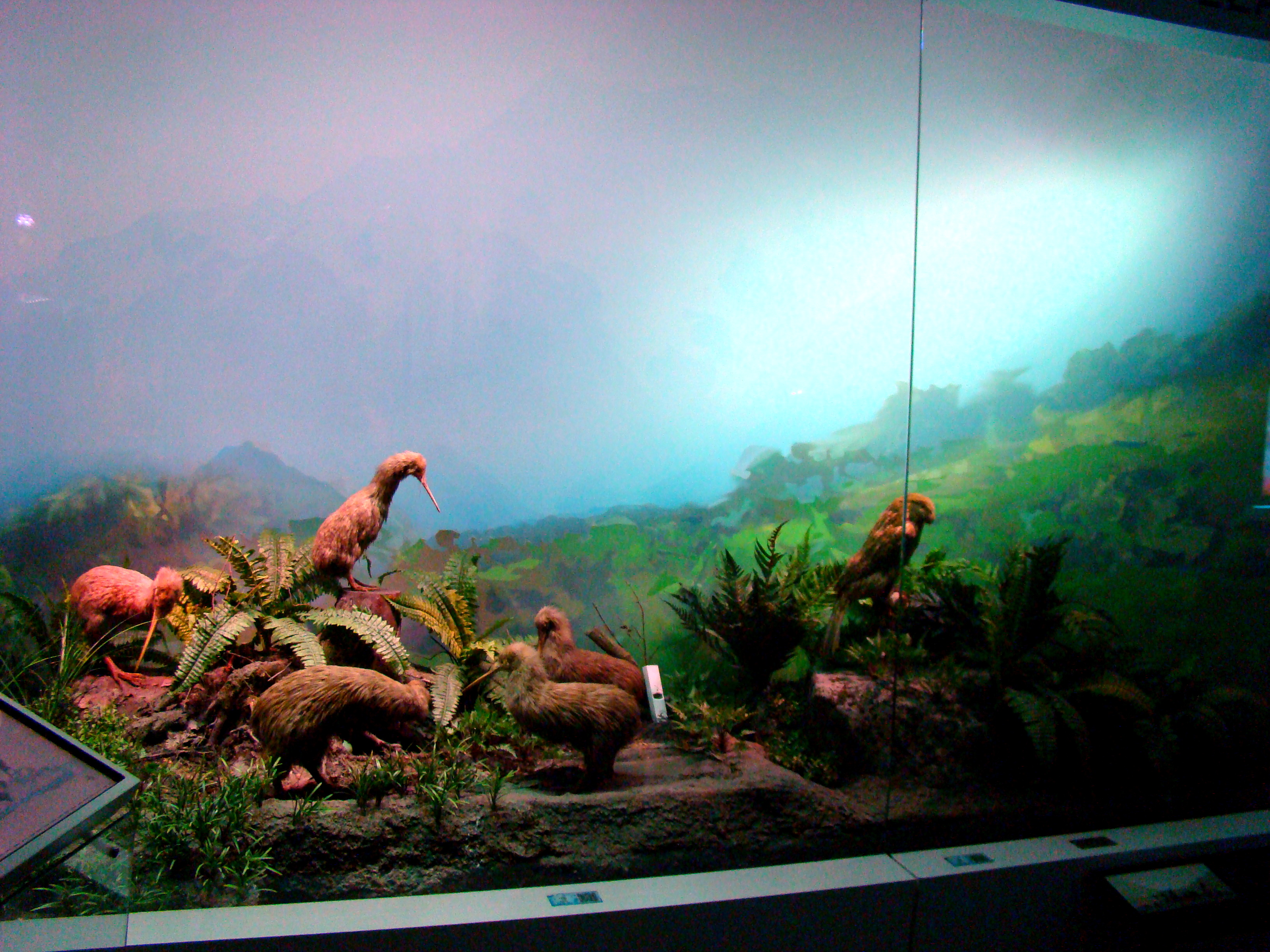
Noua Zeelandă
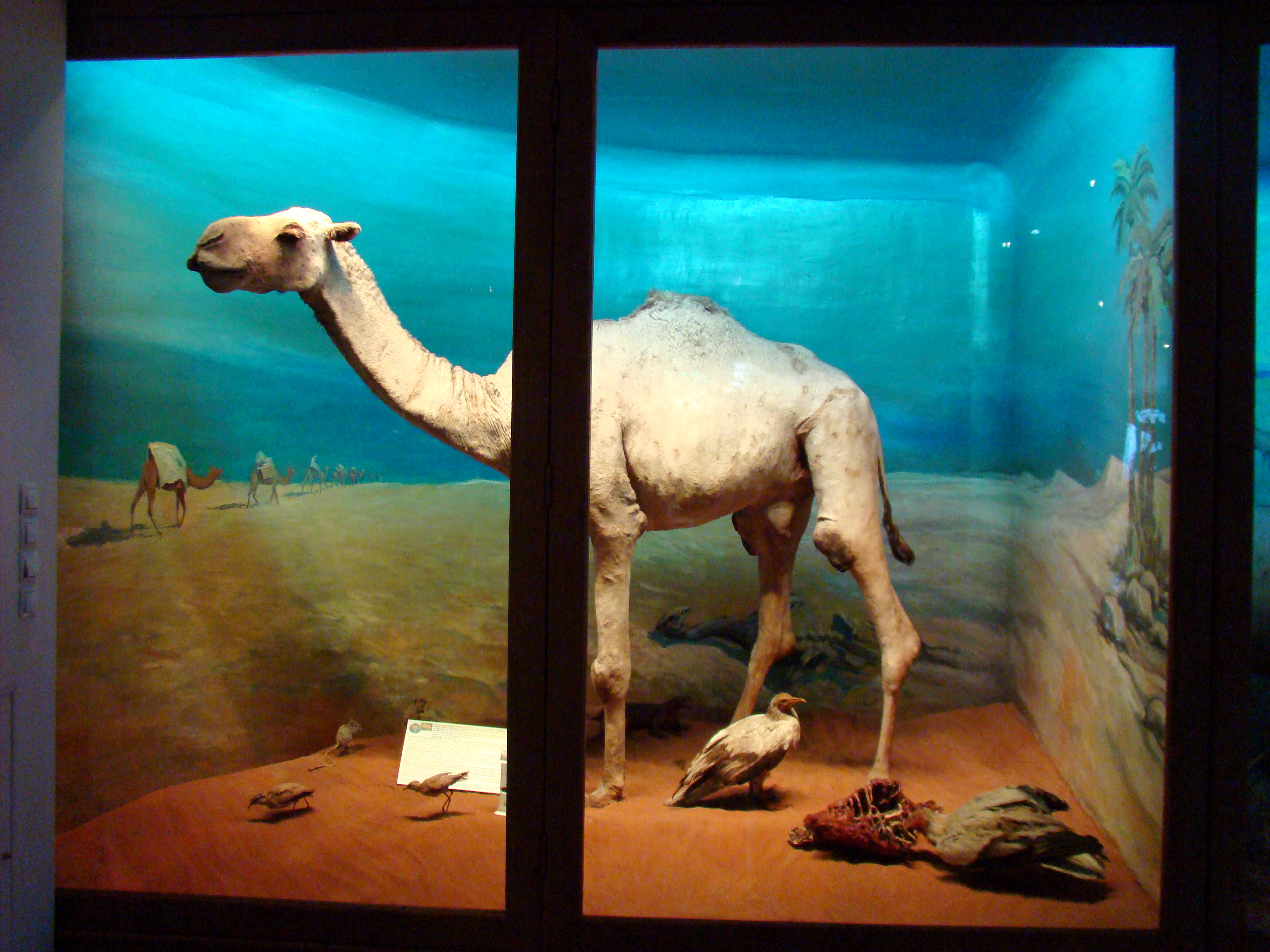
Sahara
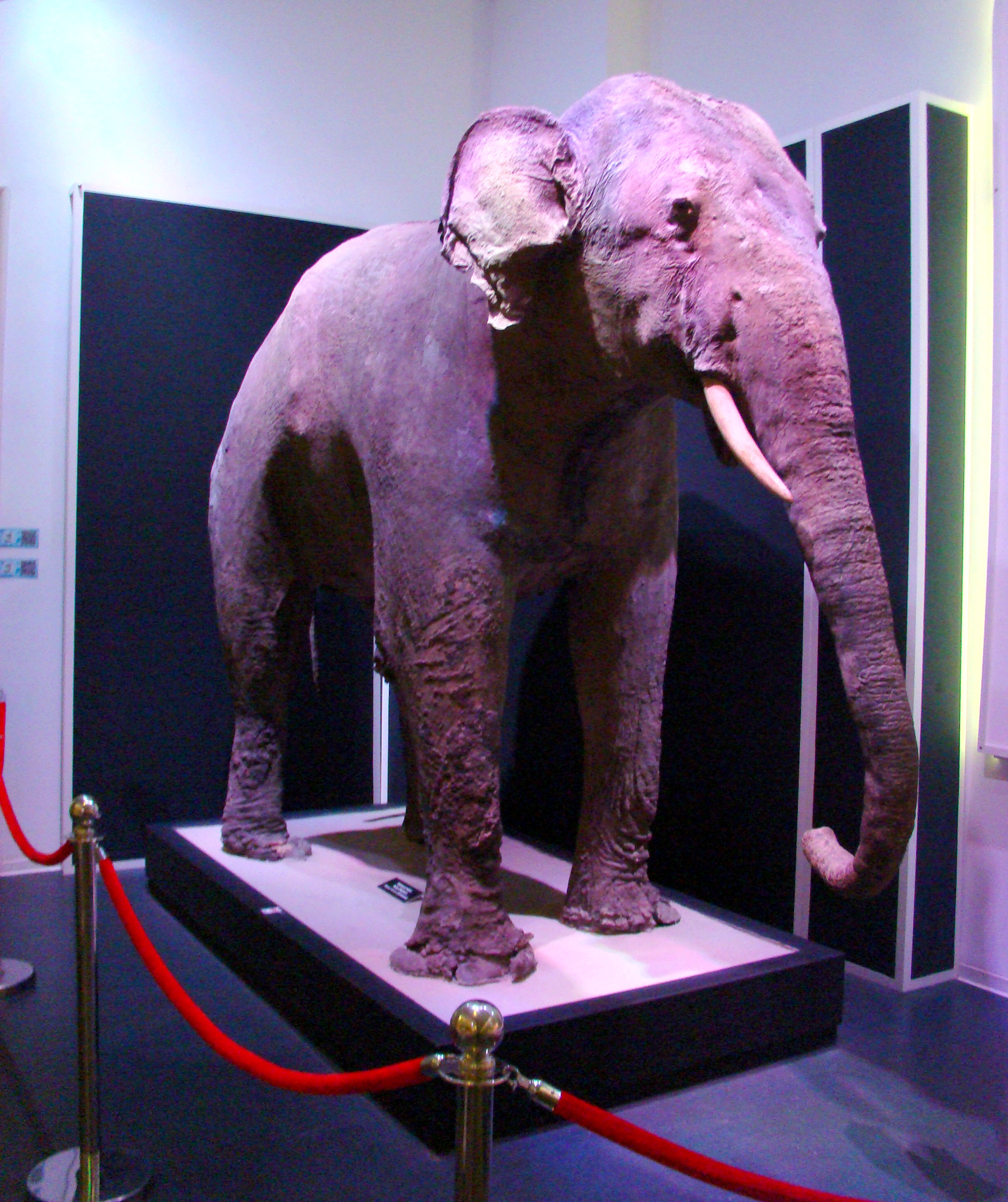
Elefantul indian
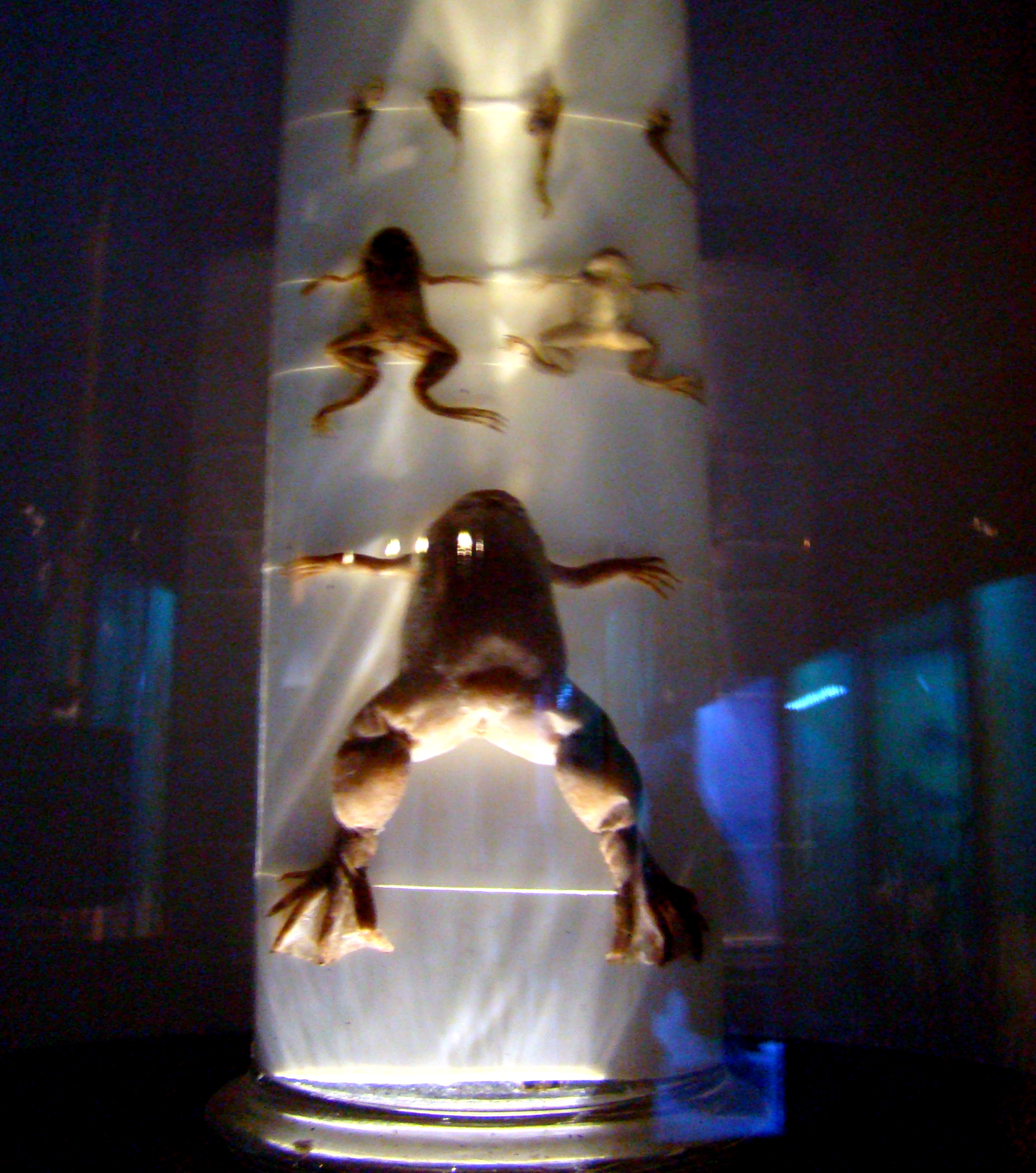
Broasca cu gheare
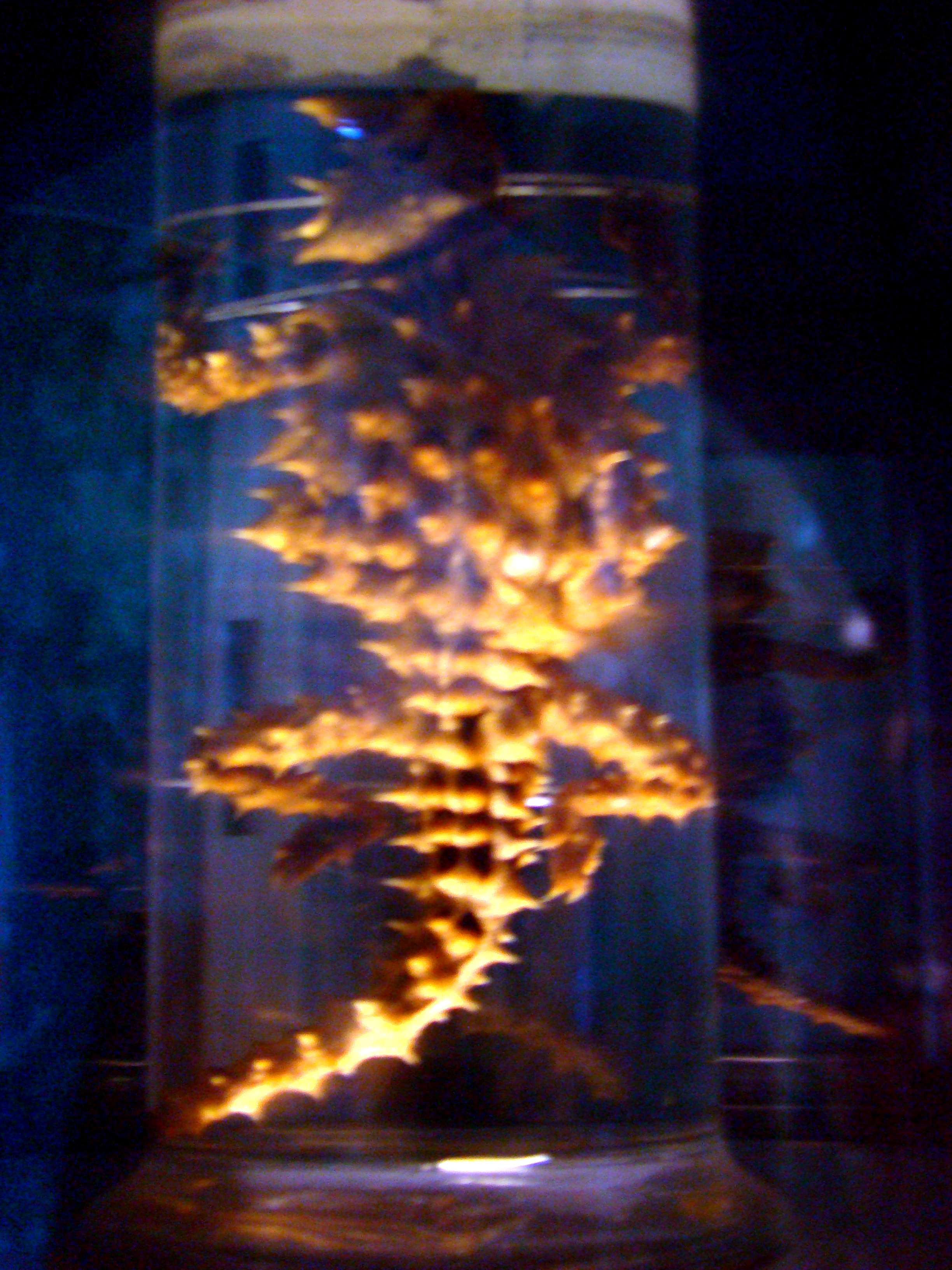
Șopârla ghimpoasă
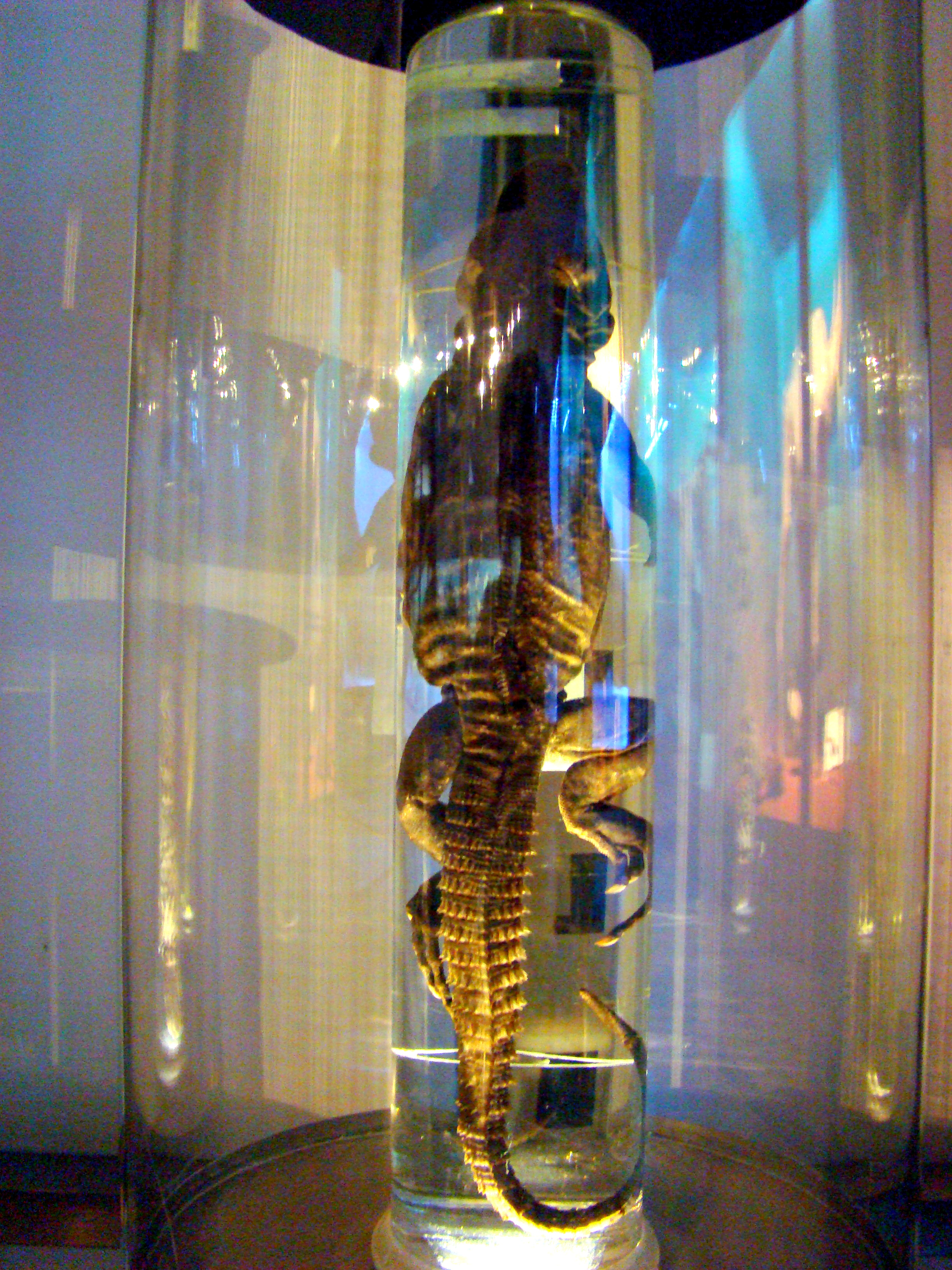
Iguana neagră
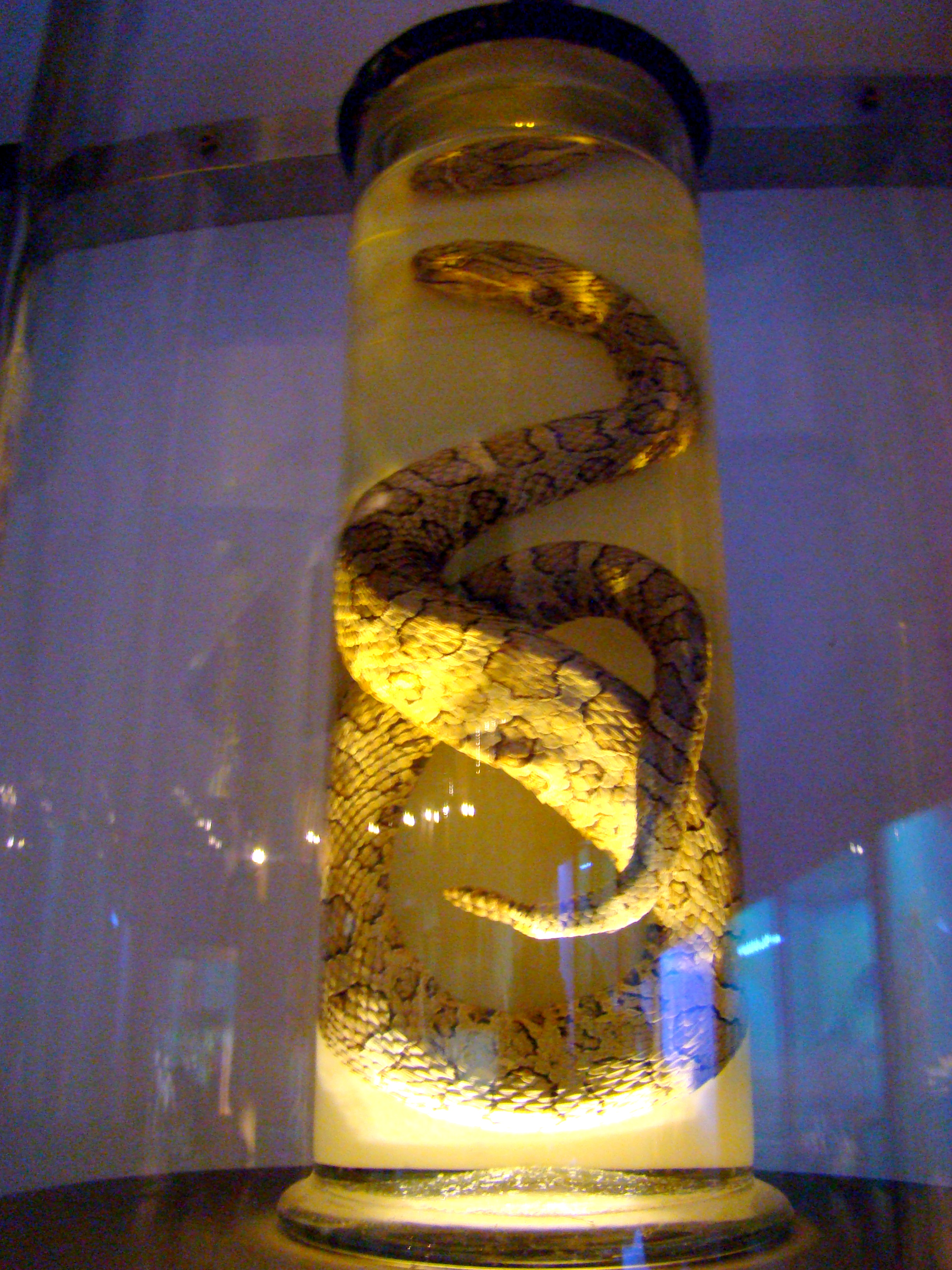
Crotalul de mlaștină
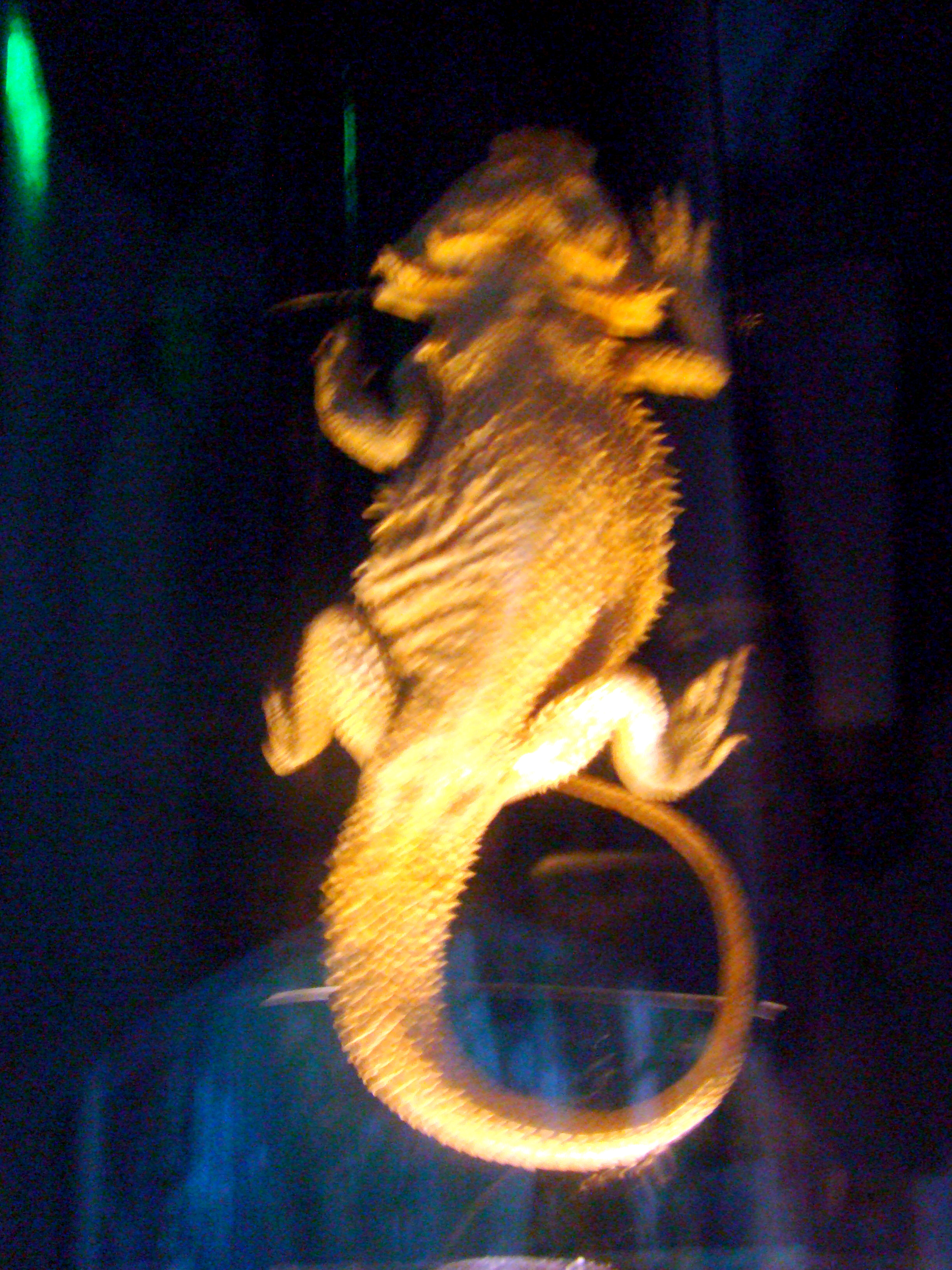
Șopârla cu barbă
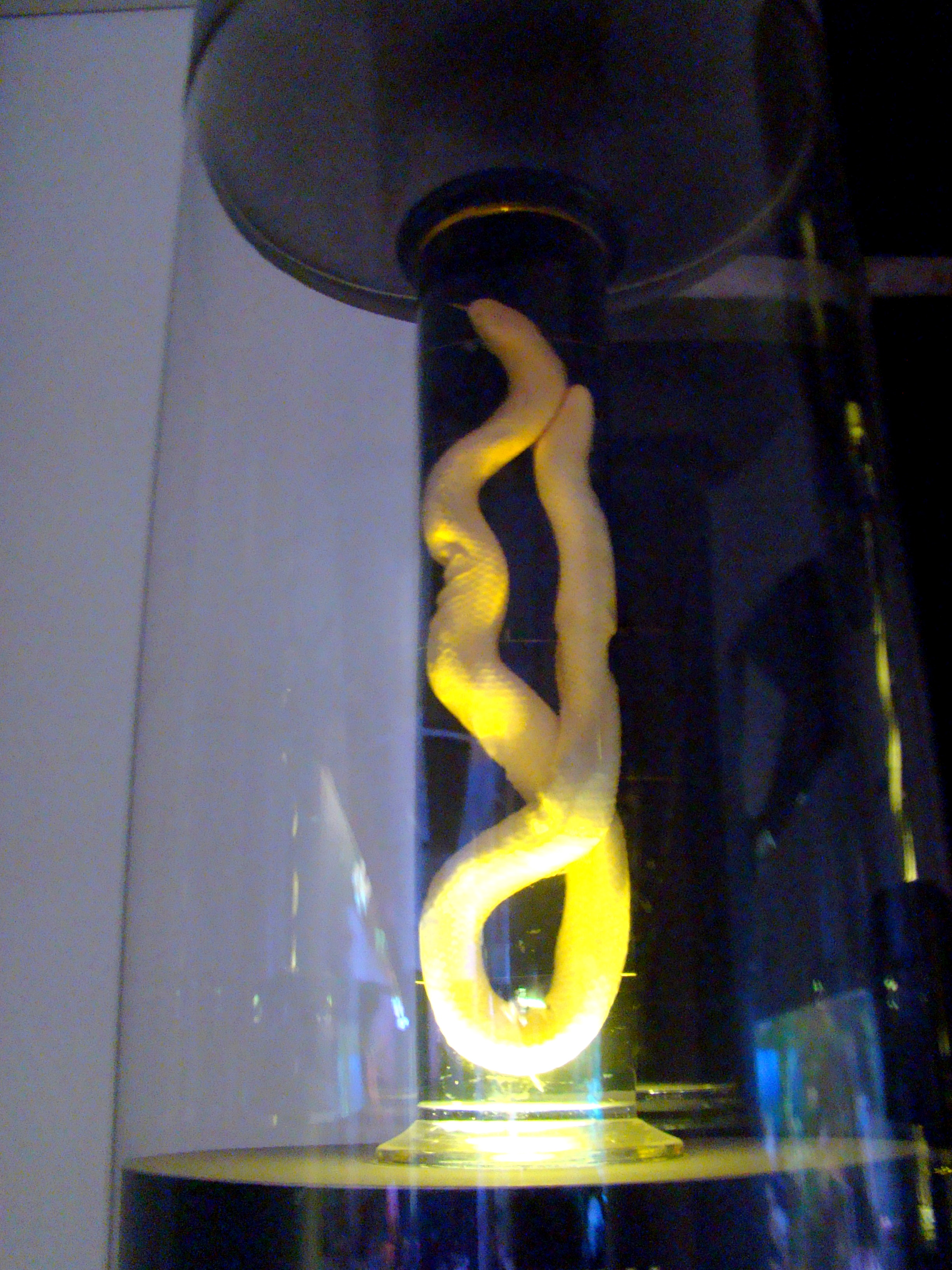
Șarpele curcubeu
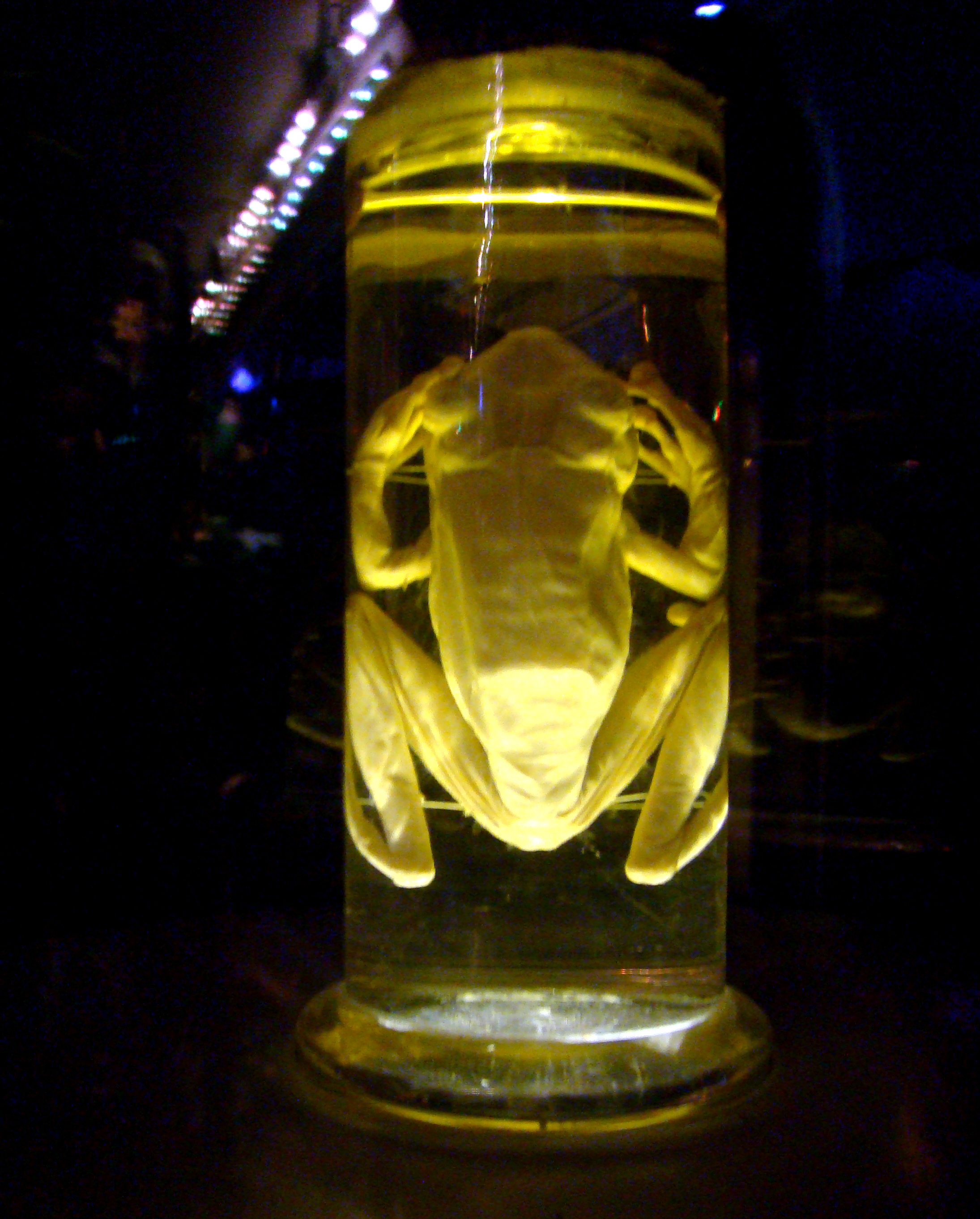
Broasca zburătoare
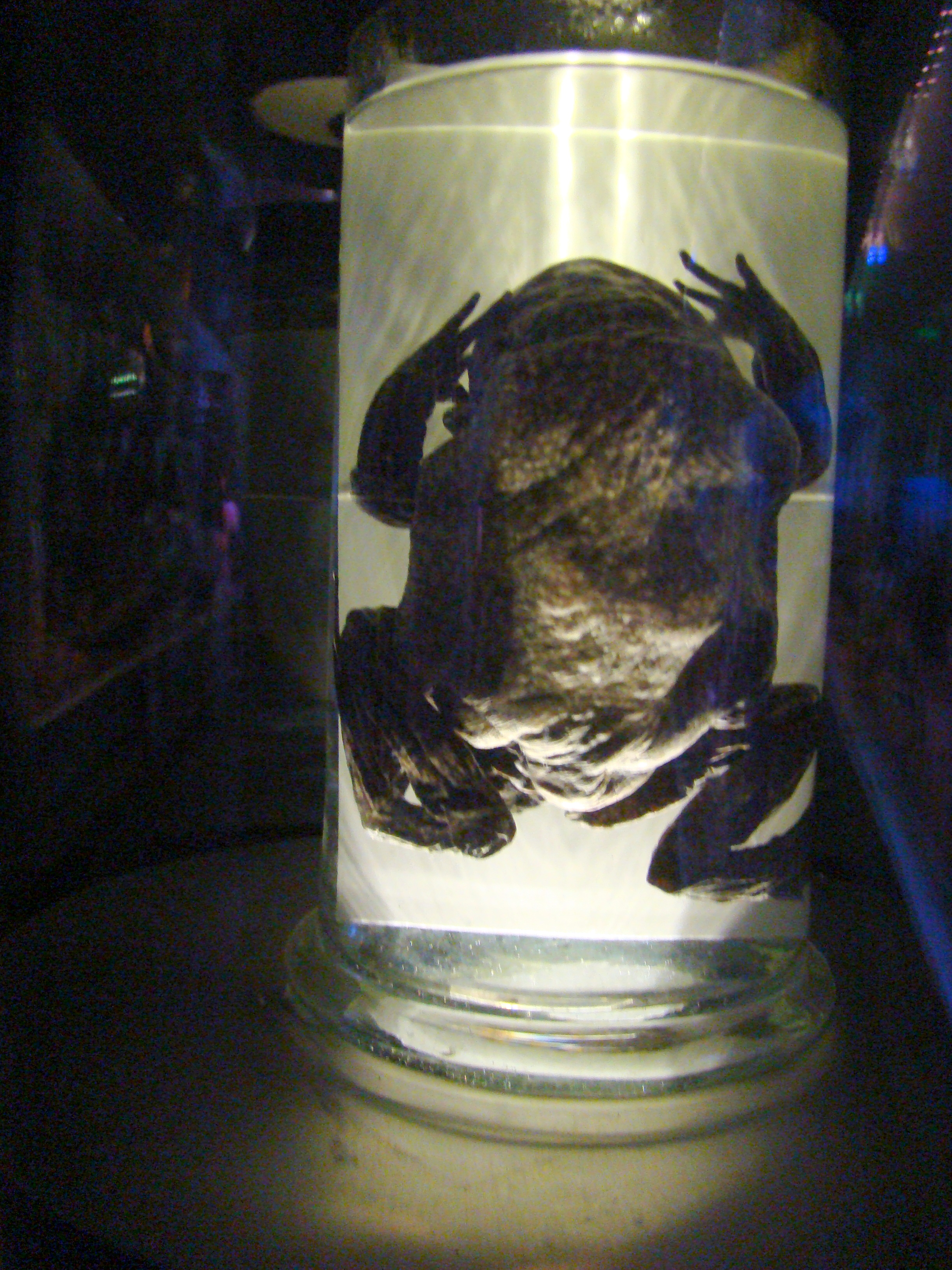
Broasca de Titicaca
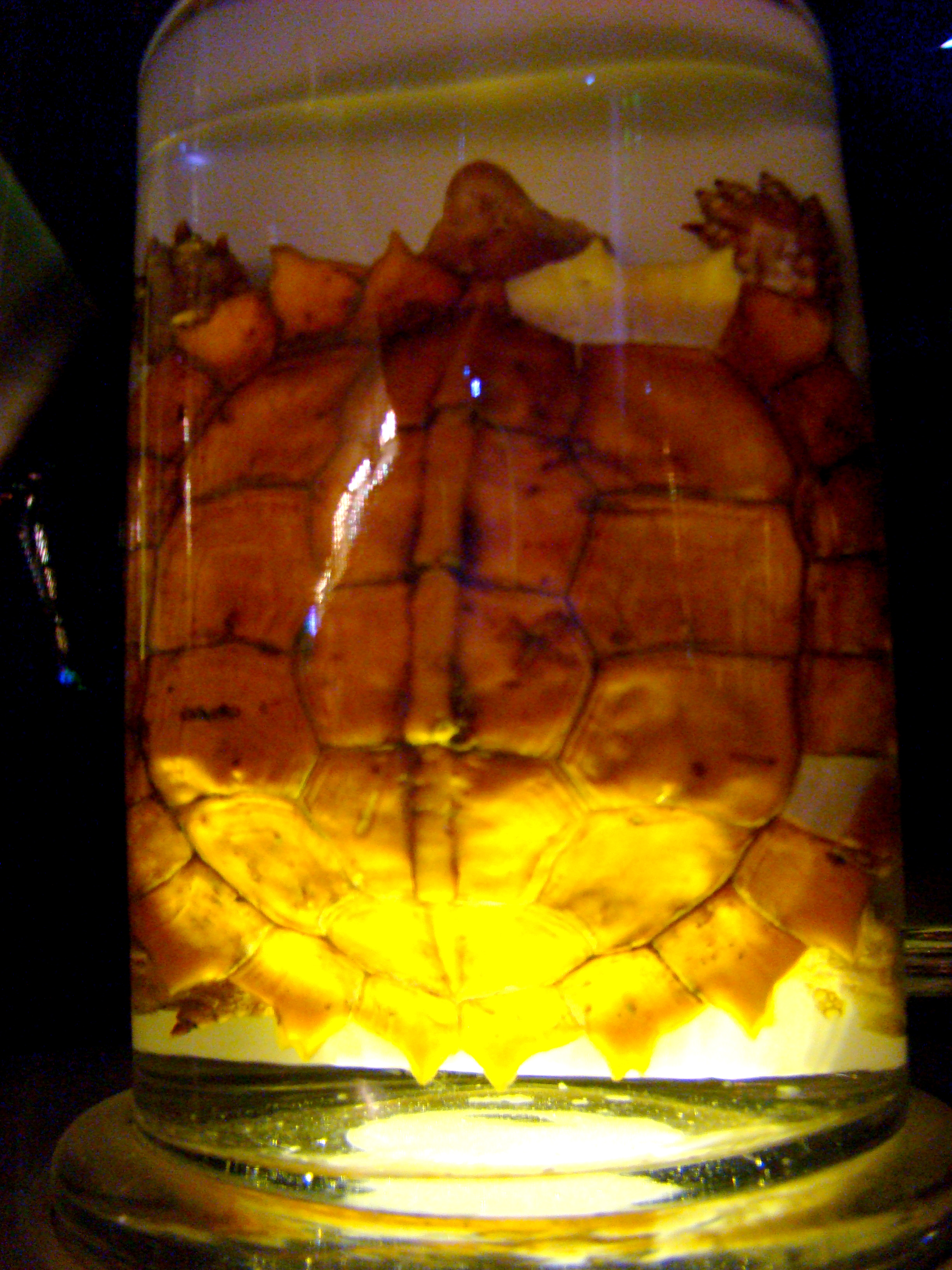
Țestoasa spinoasă
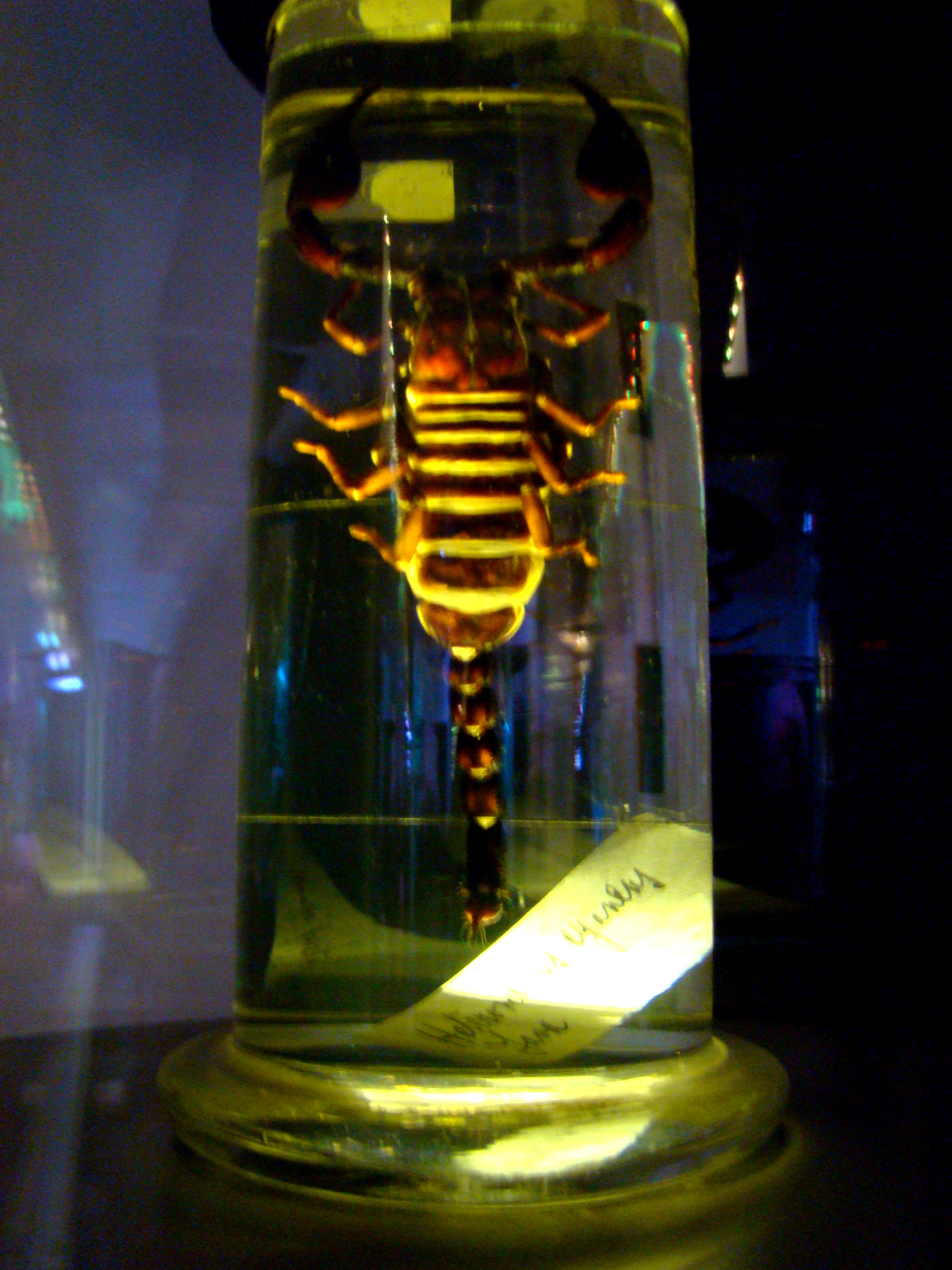
Scorpionul uriaș din insula Java
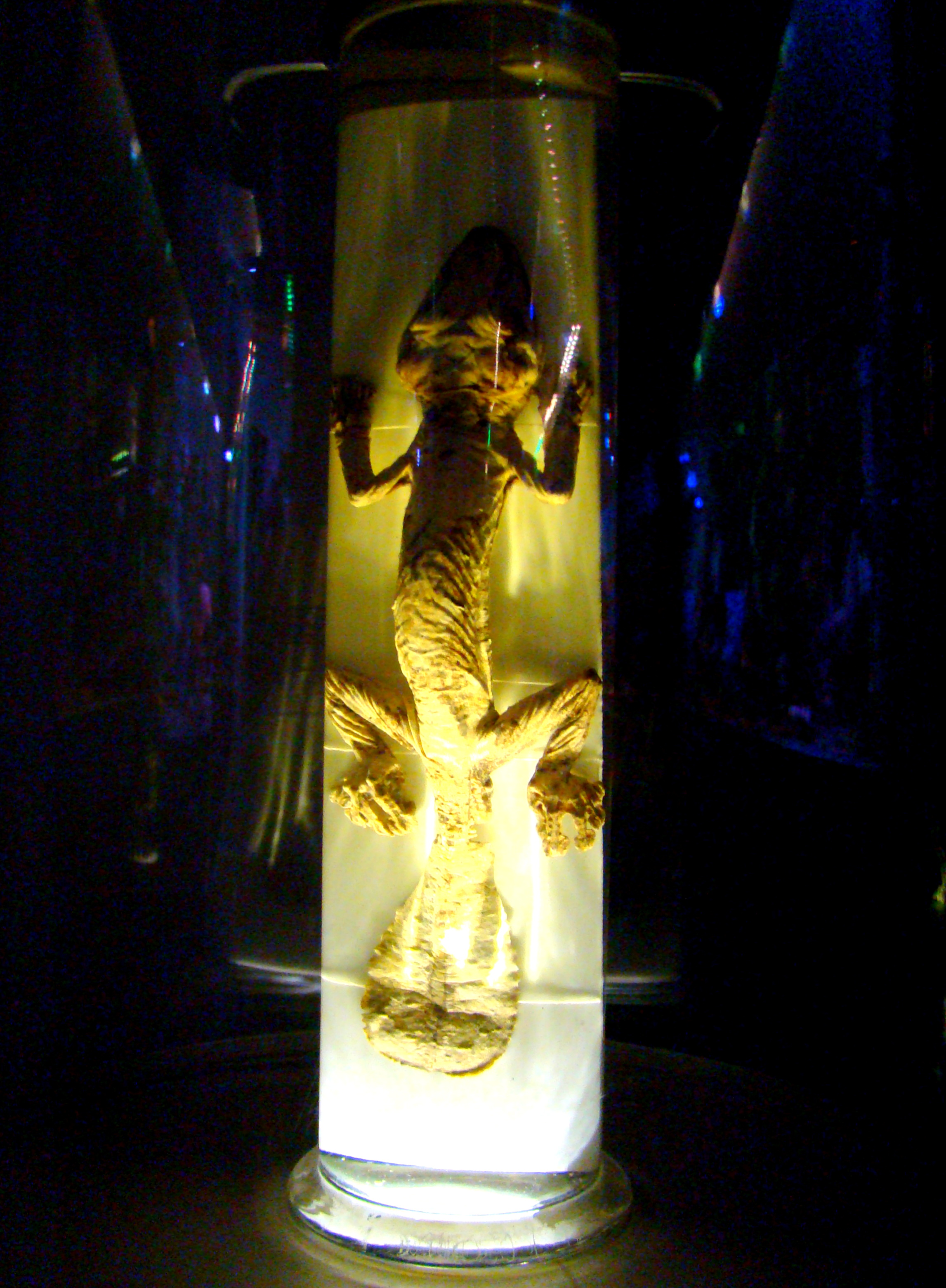
Gecko cu coada frunză
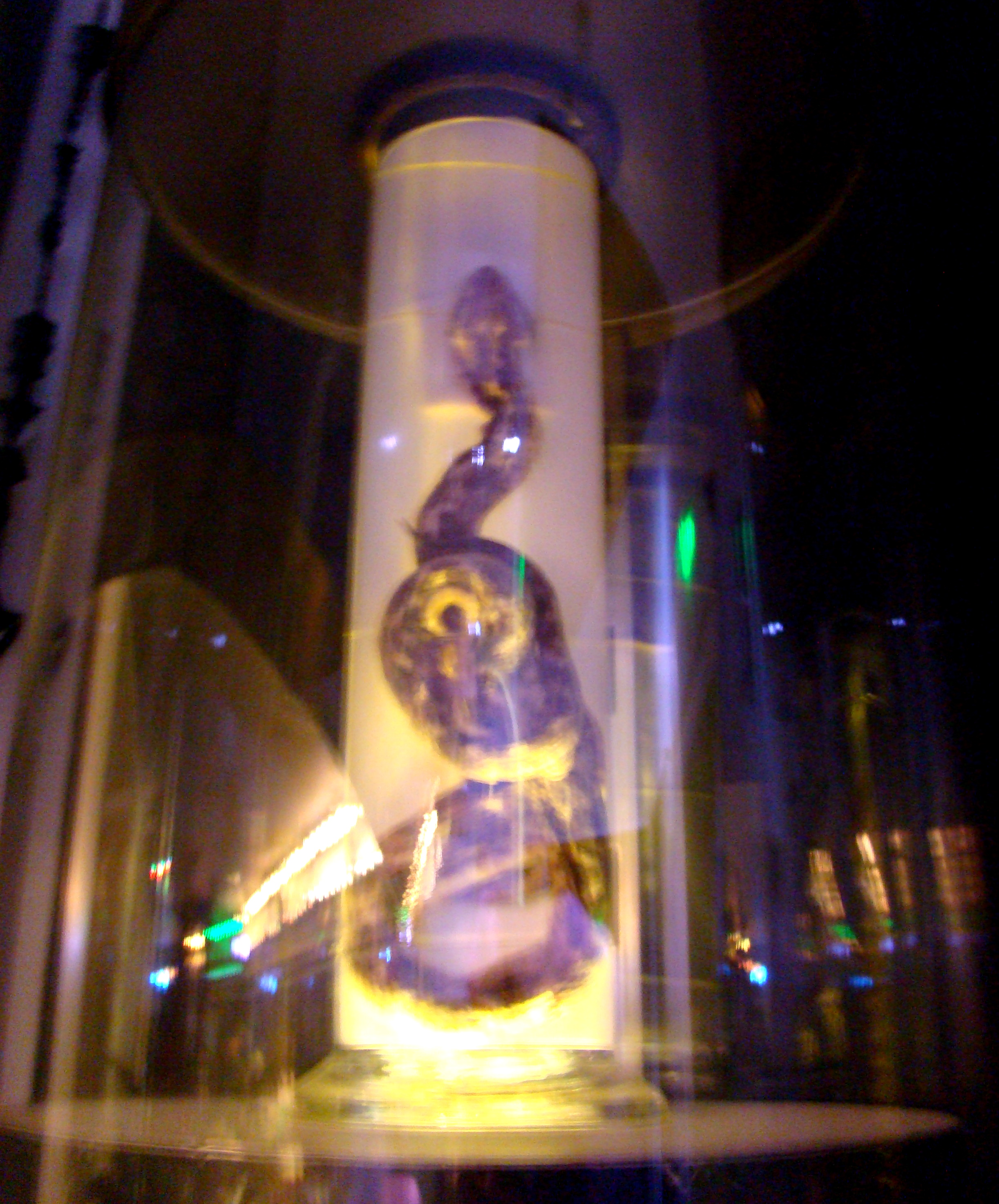
Vipera malaeză
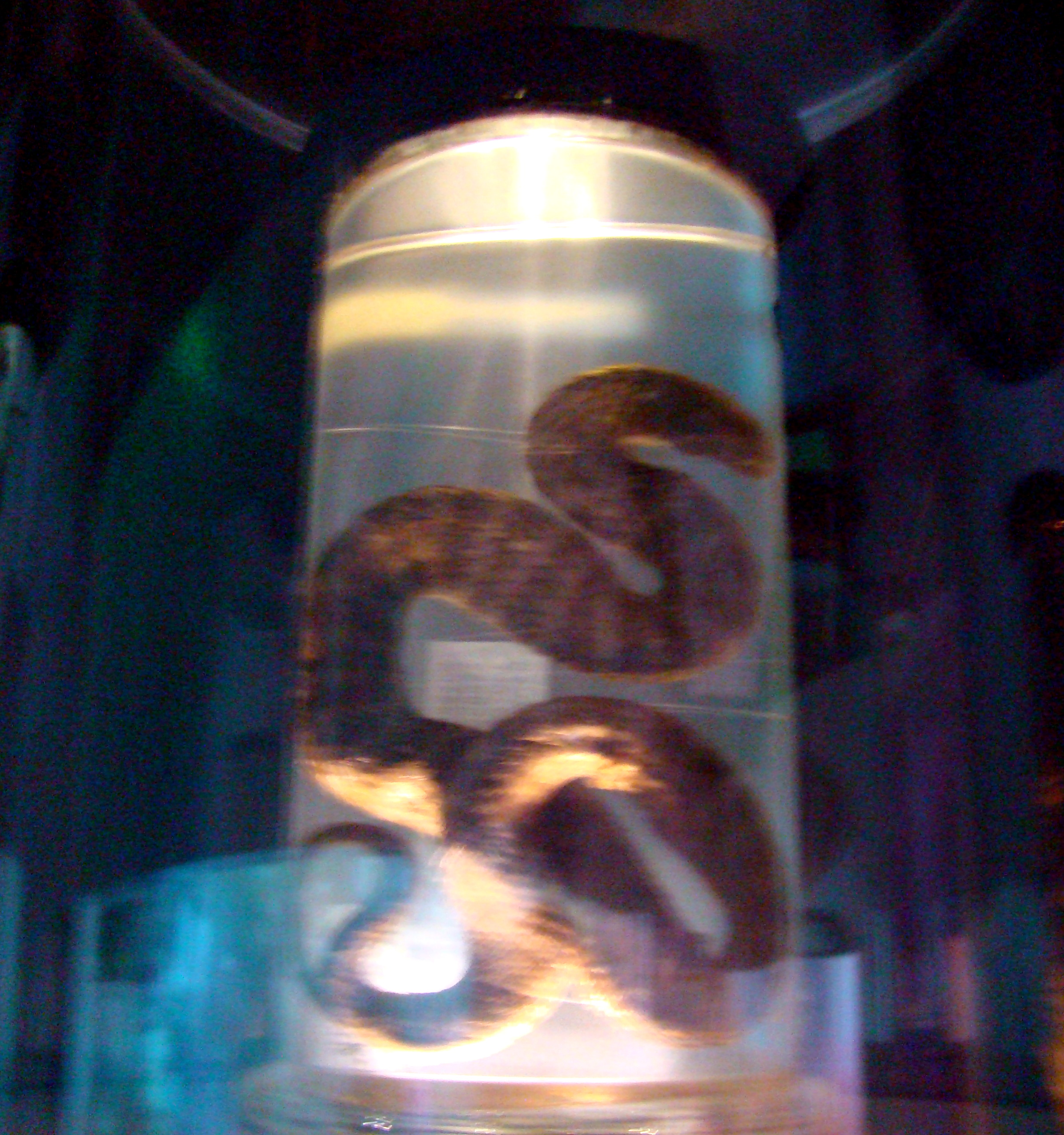
Șarpe-tigru
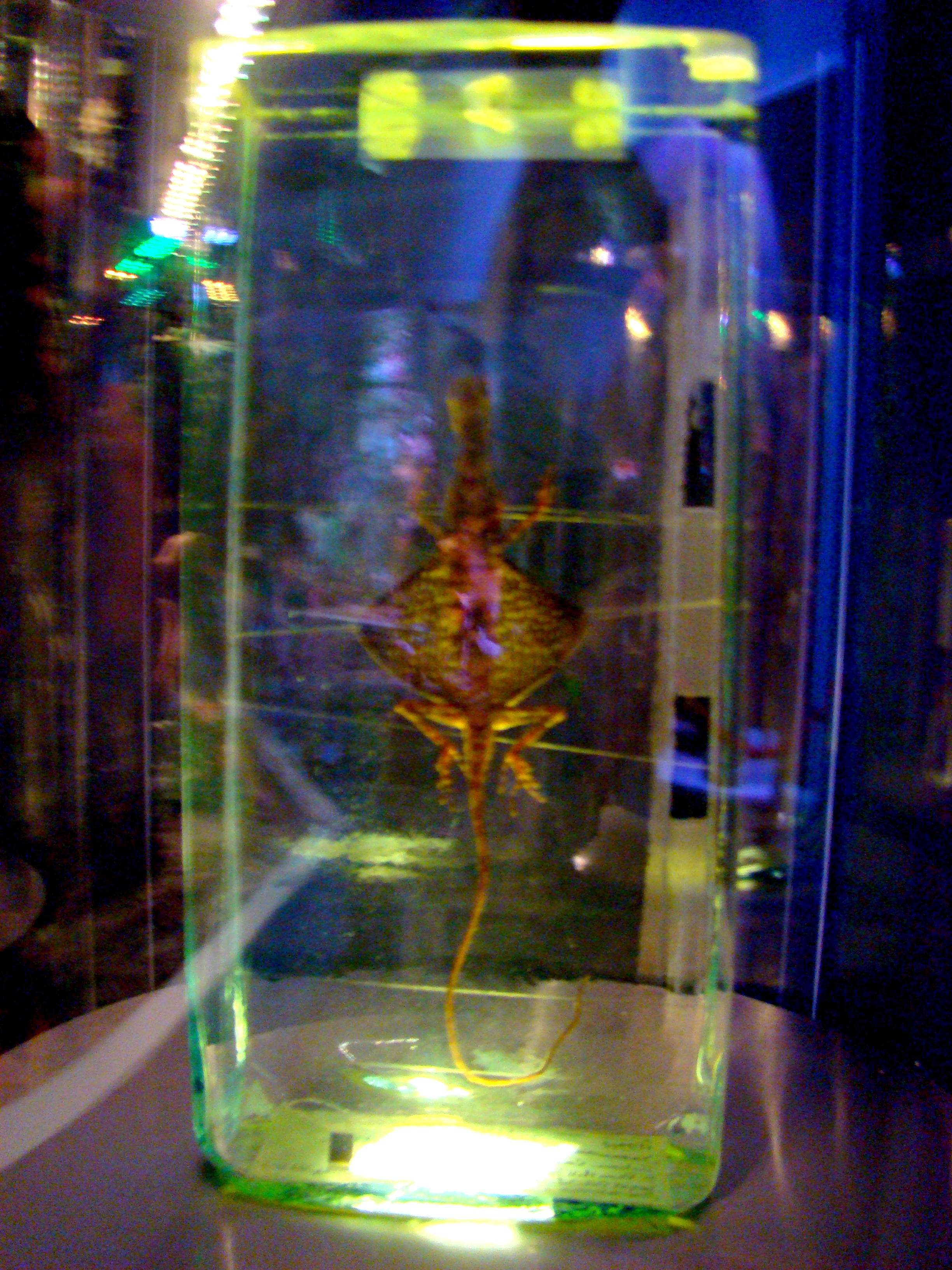
Șopârla zburătoare
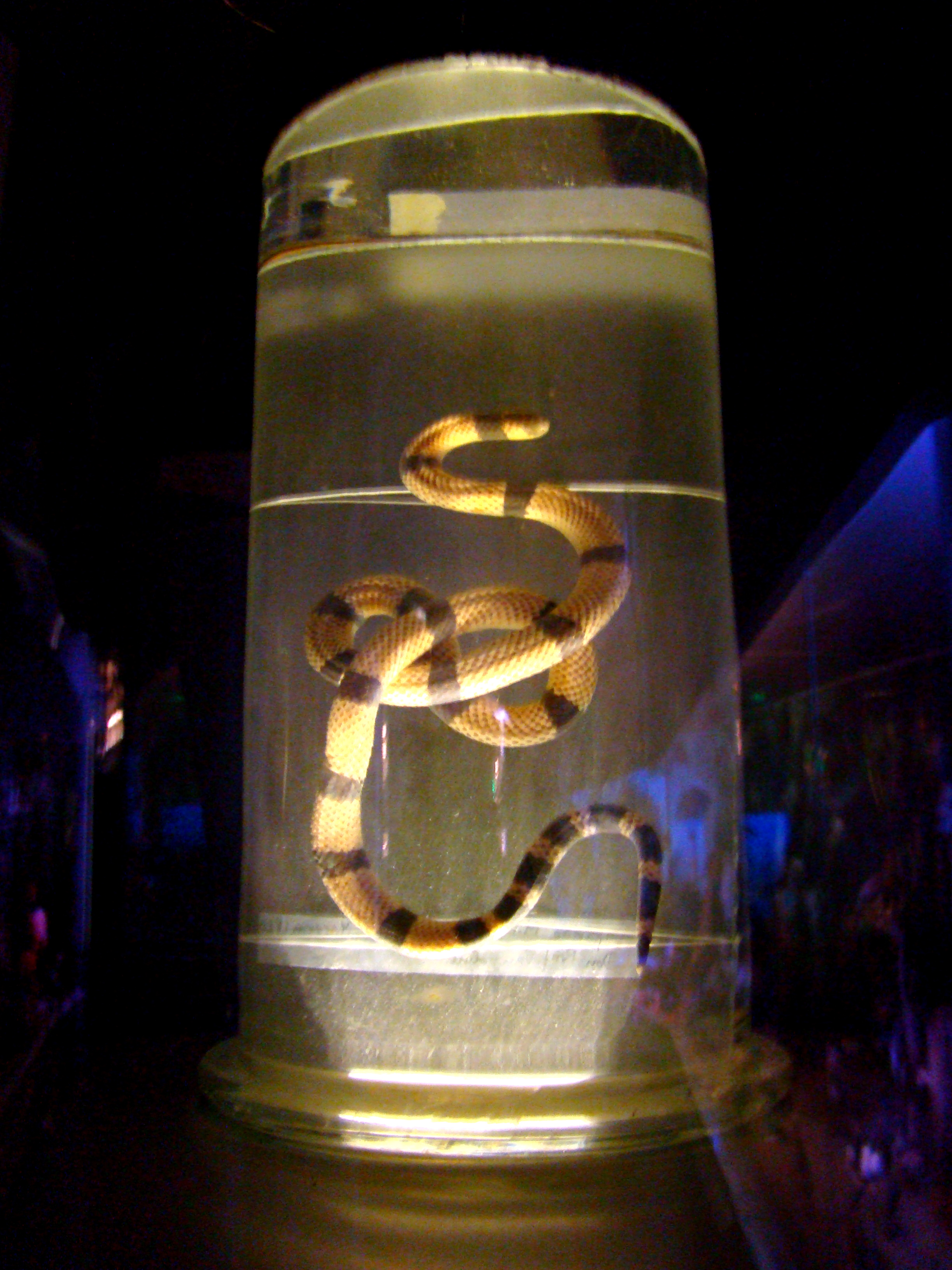
Șarpe-coral
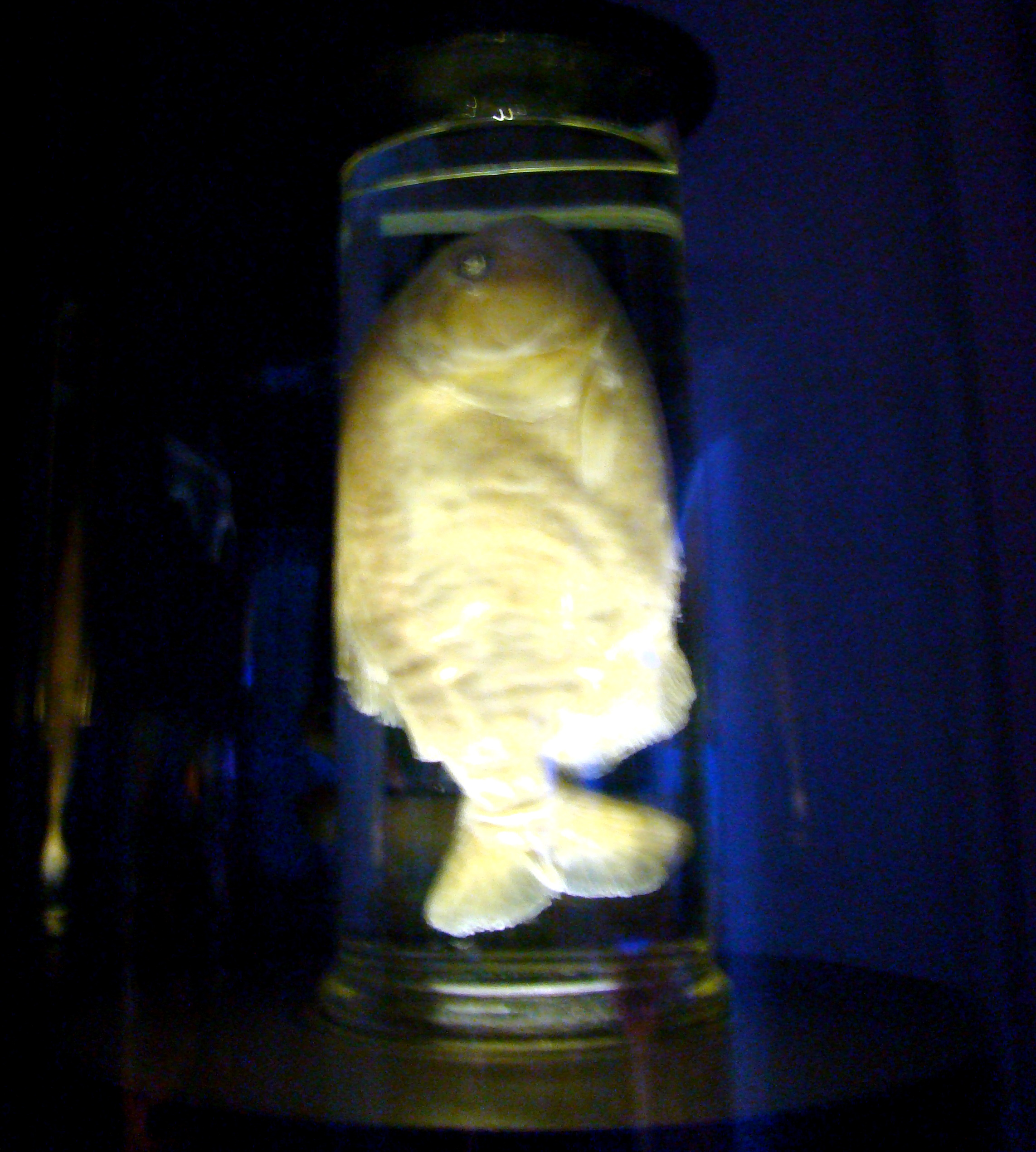
Pirania roșie (Venezuela)
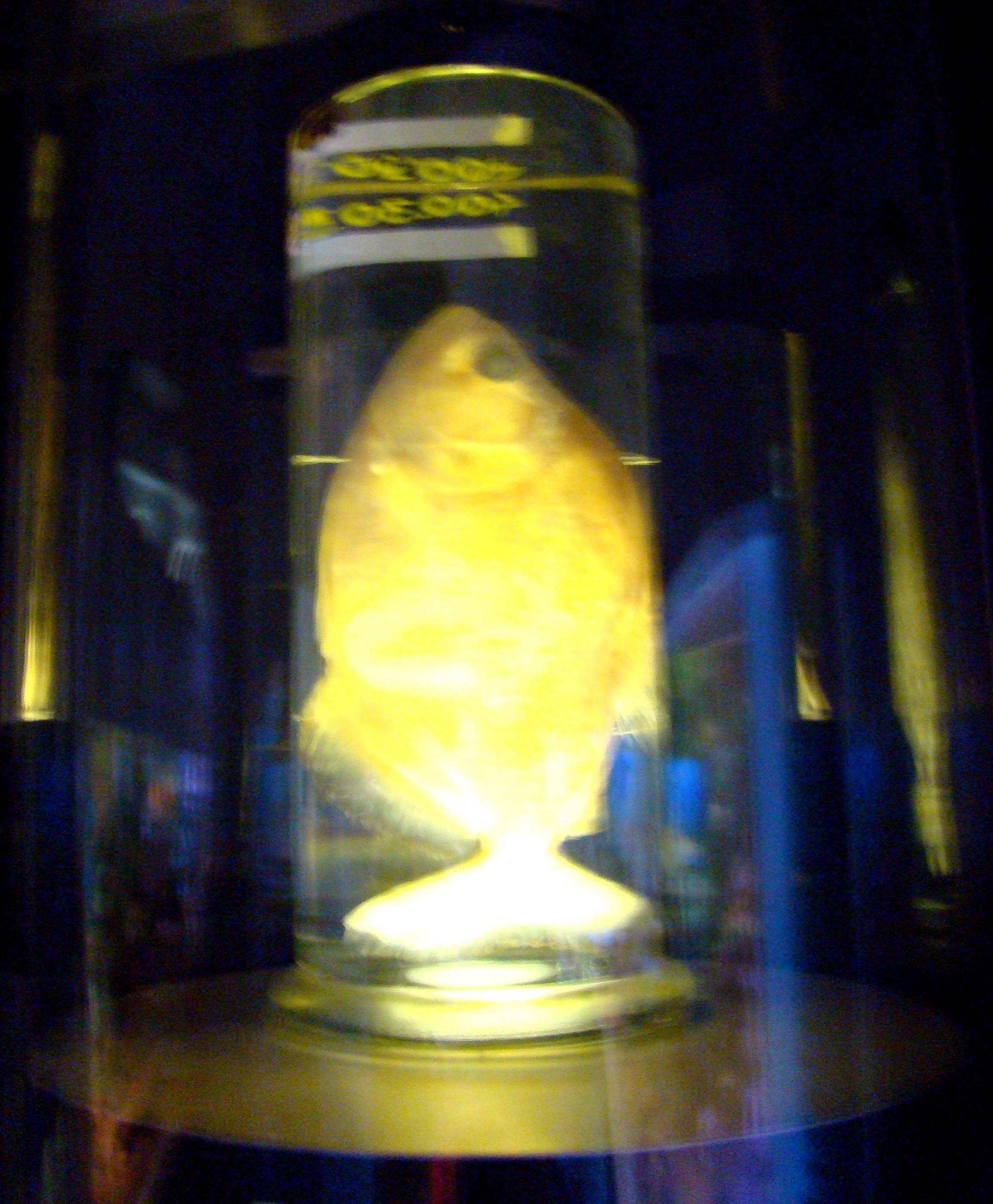
Pirania albă (Amazon)
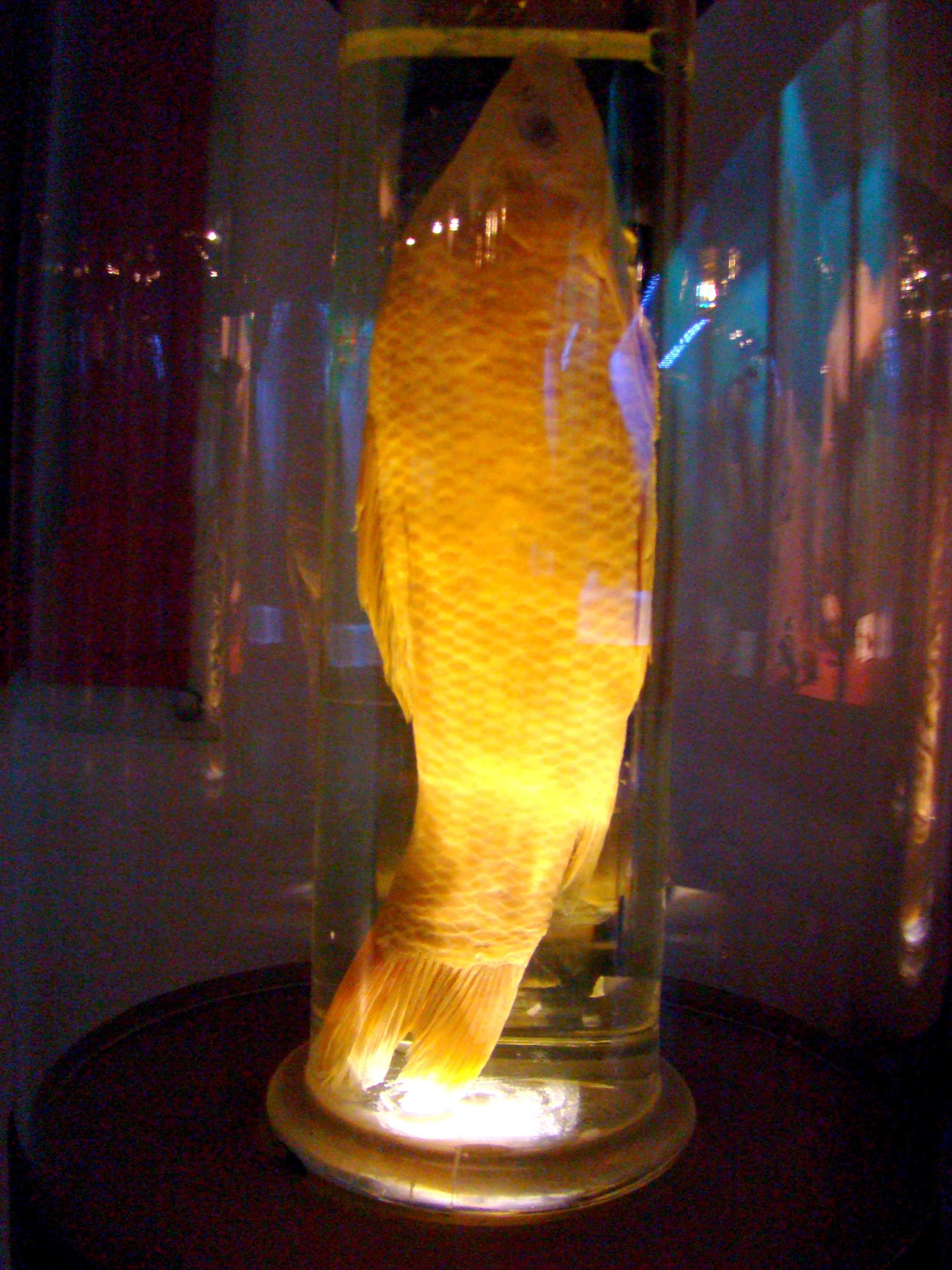
Crapul de Nil
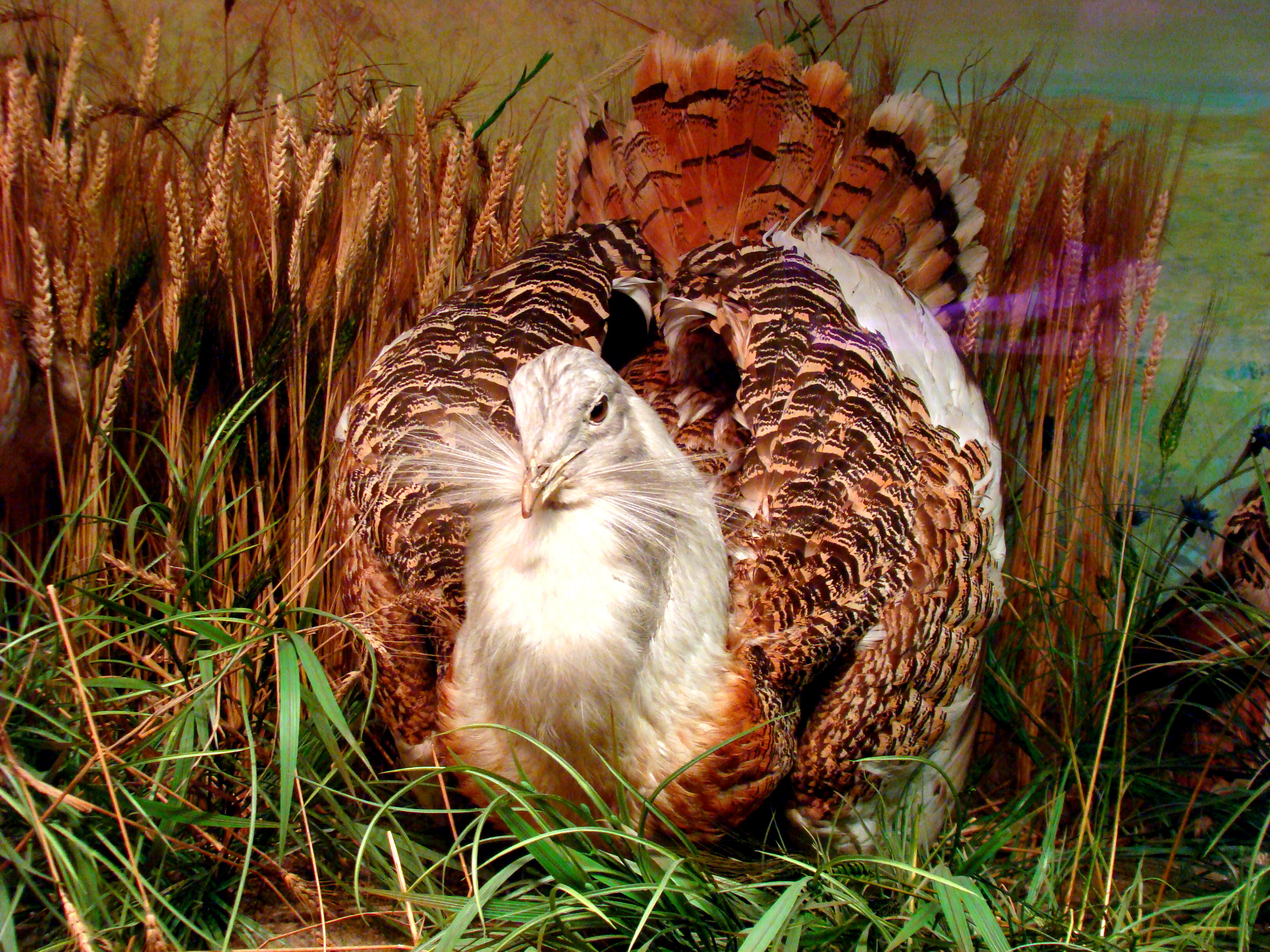
Dropia
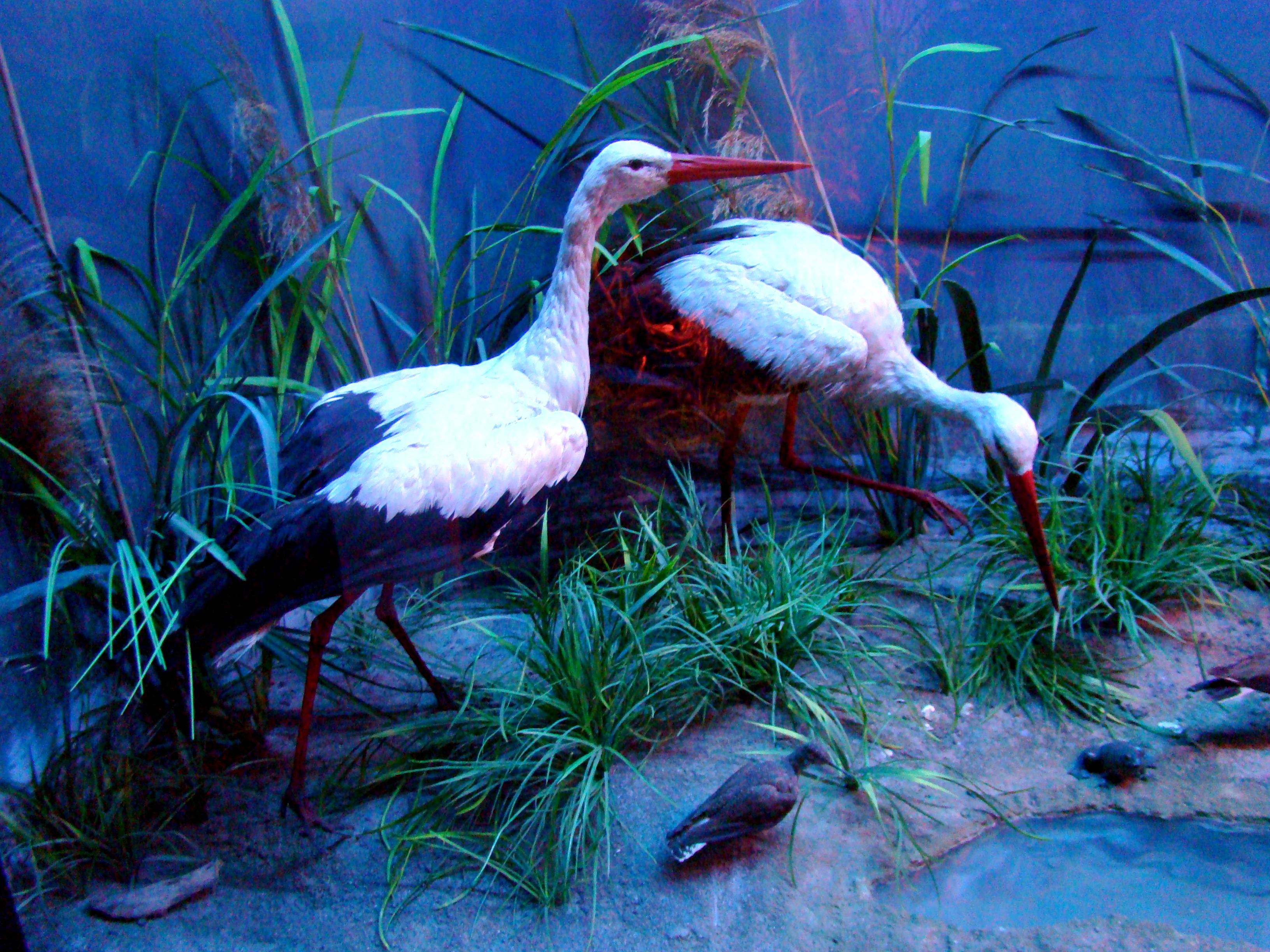
Barza albă
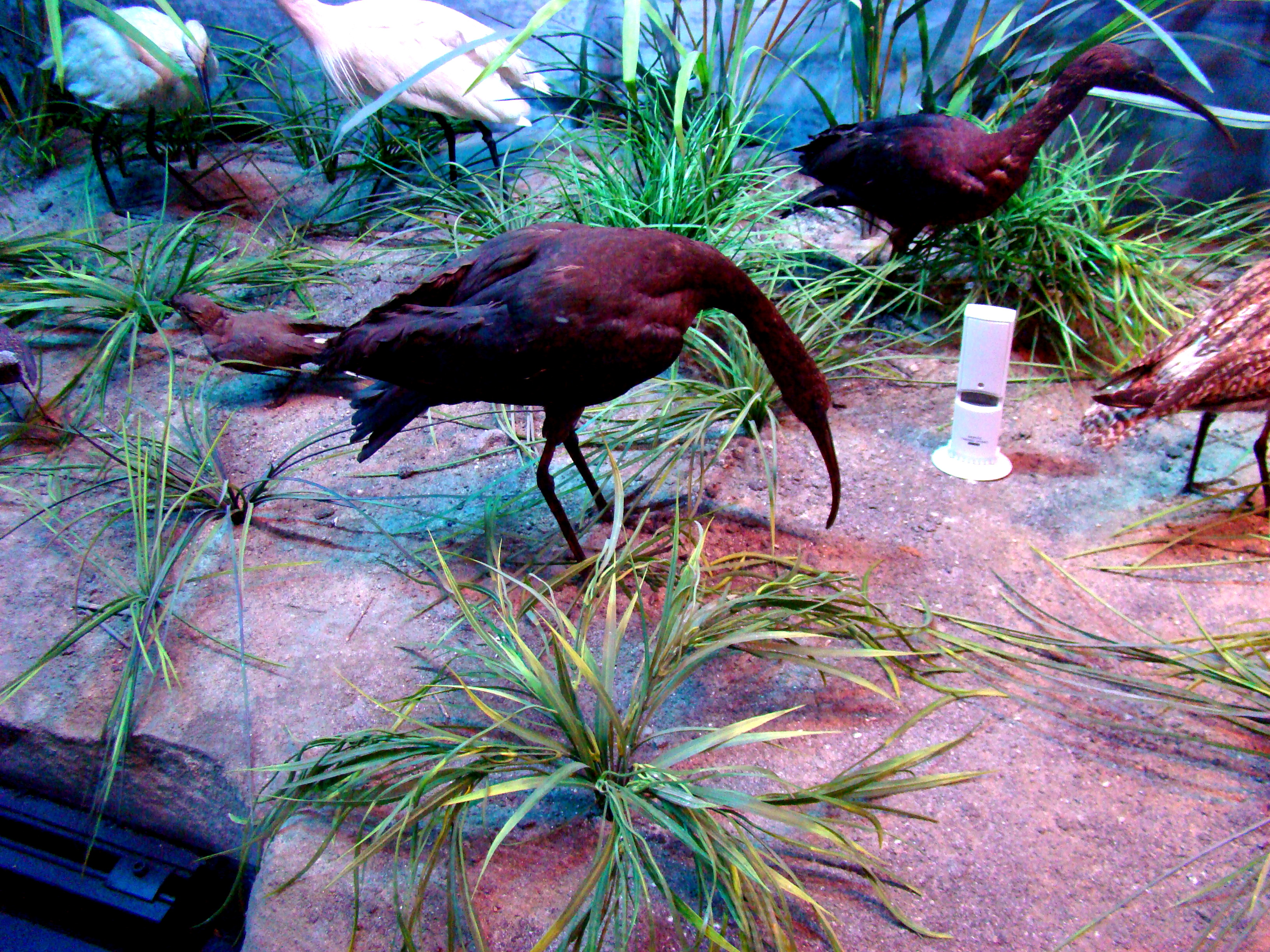
Țigănuș
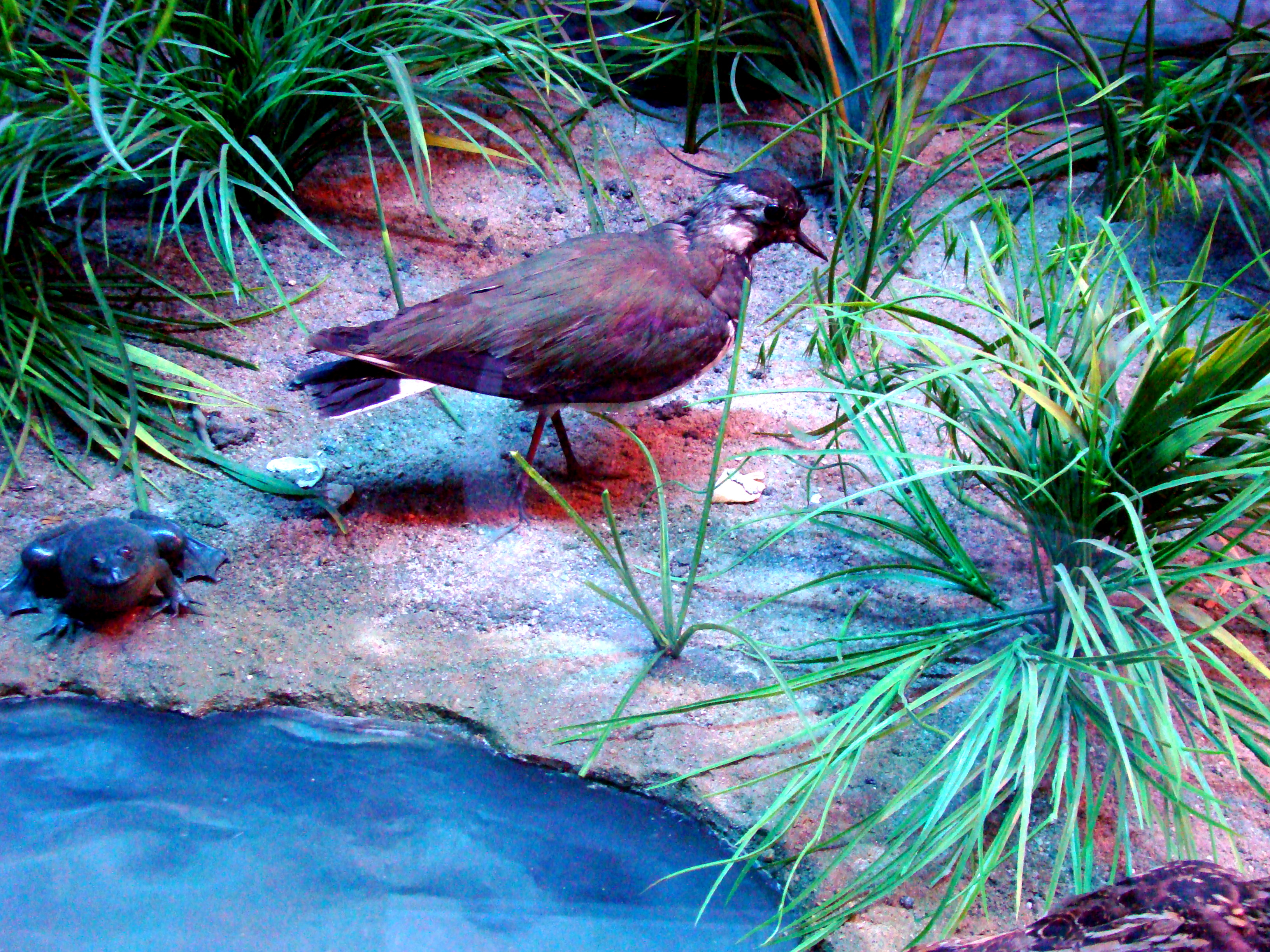
Nagâț
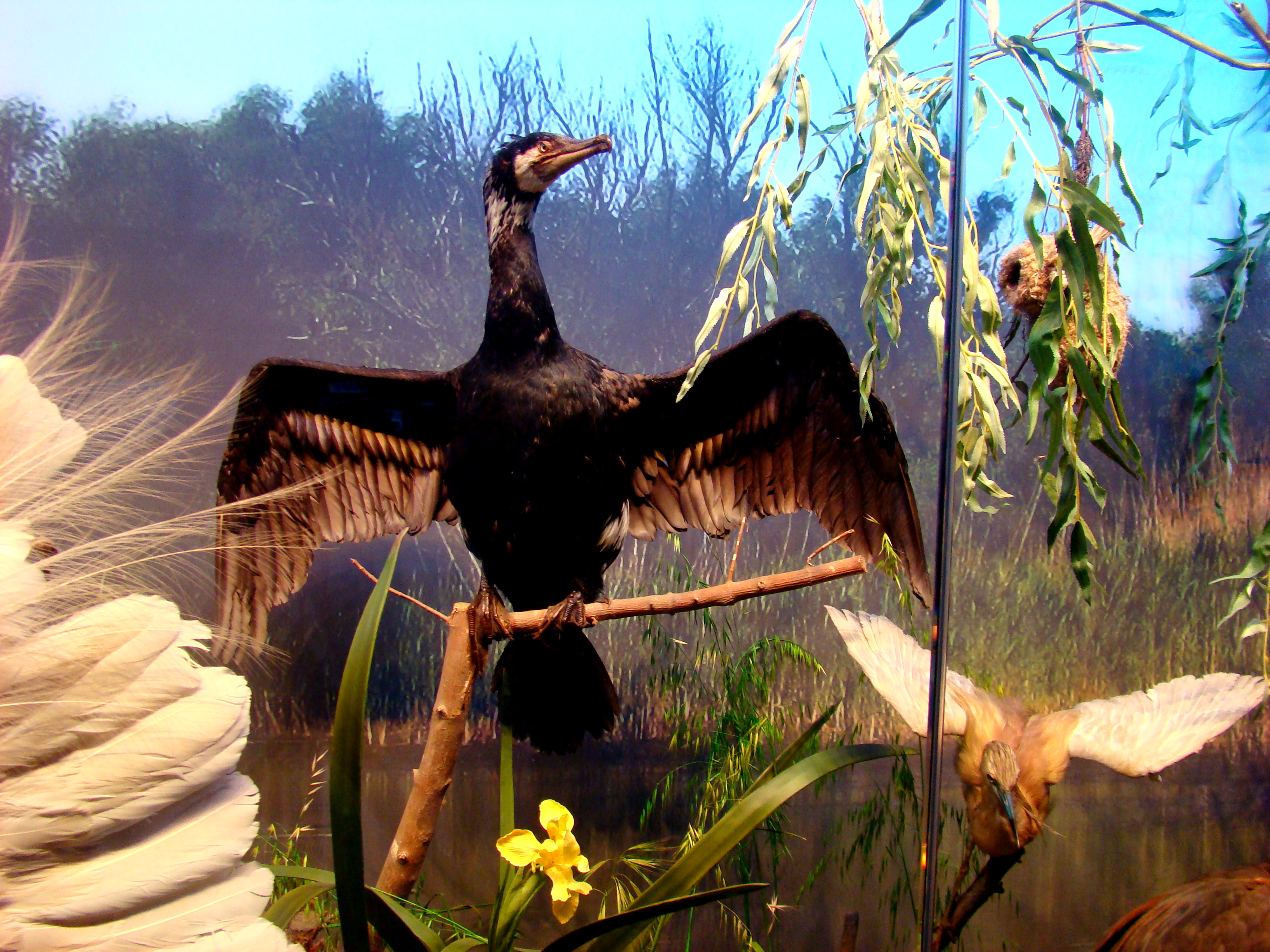
Cormoran mare
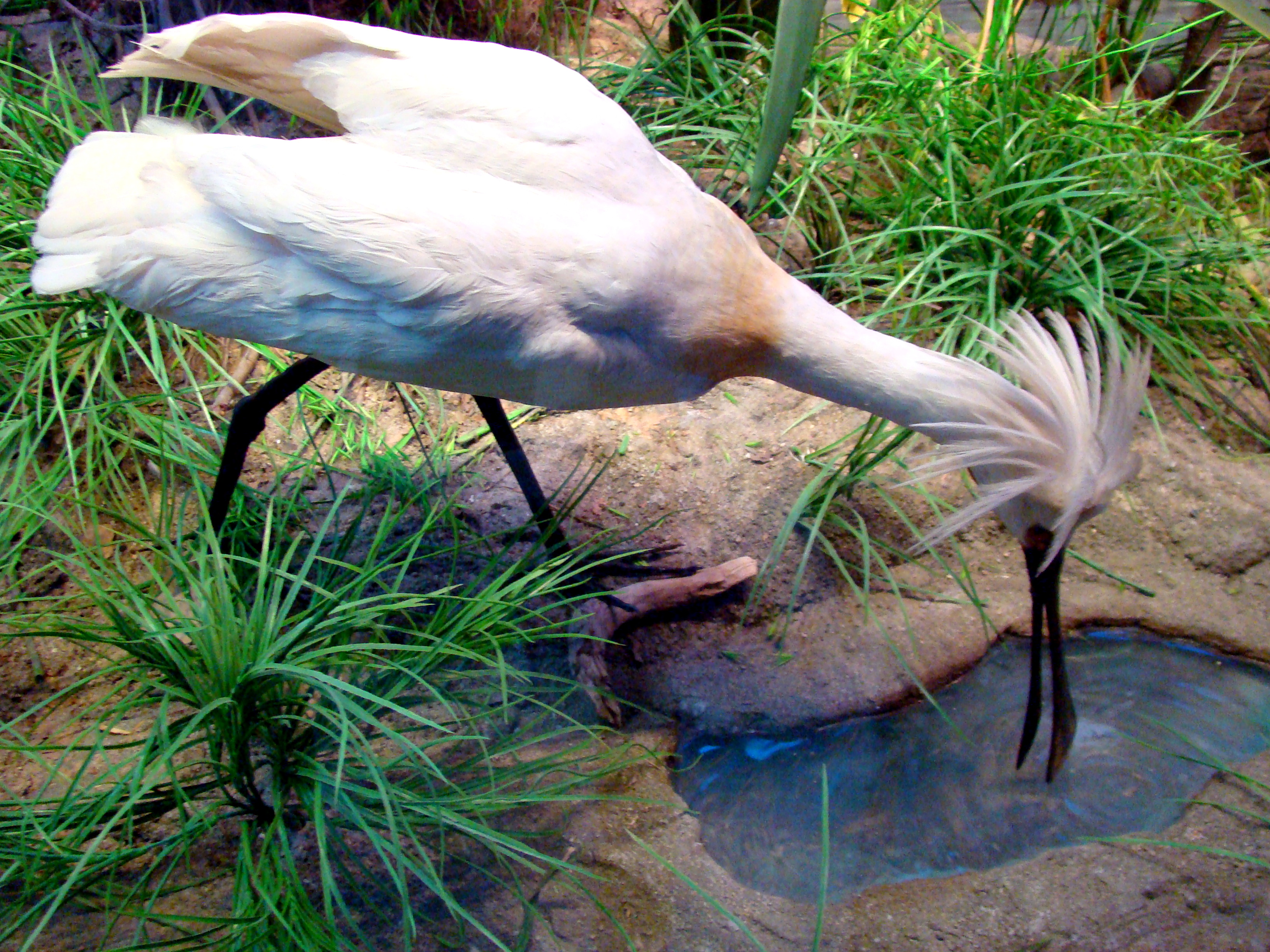
Lopătar
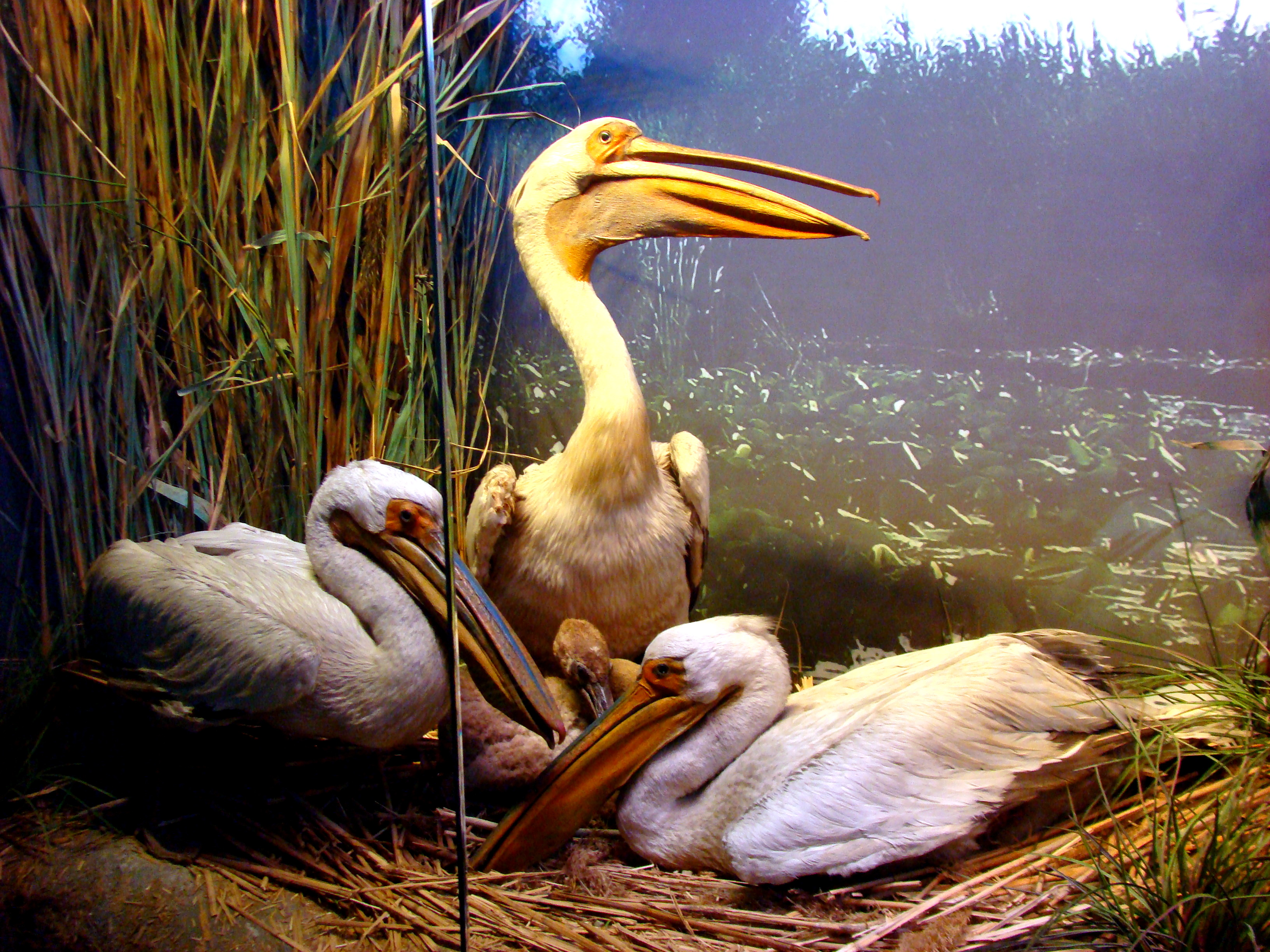
Pelicanul comun
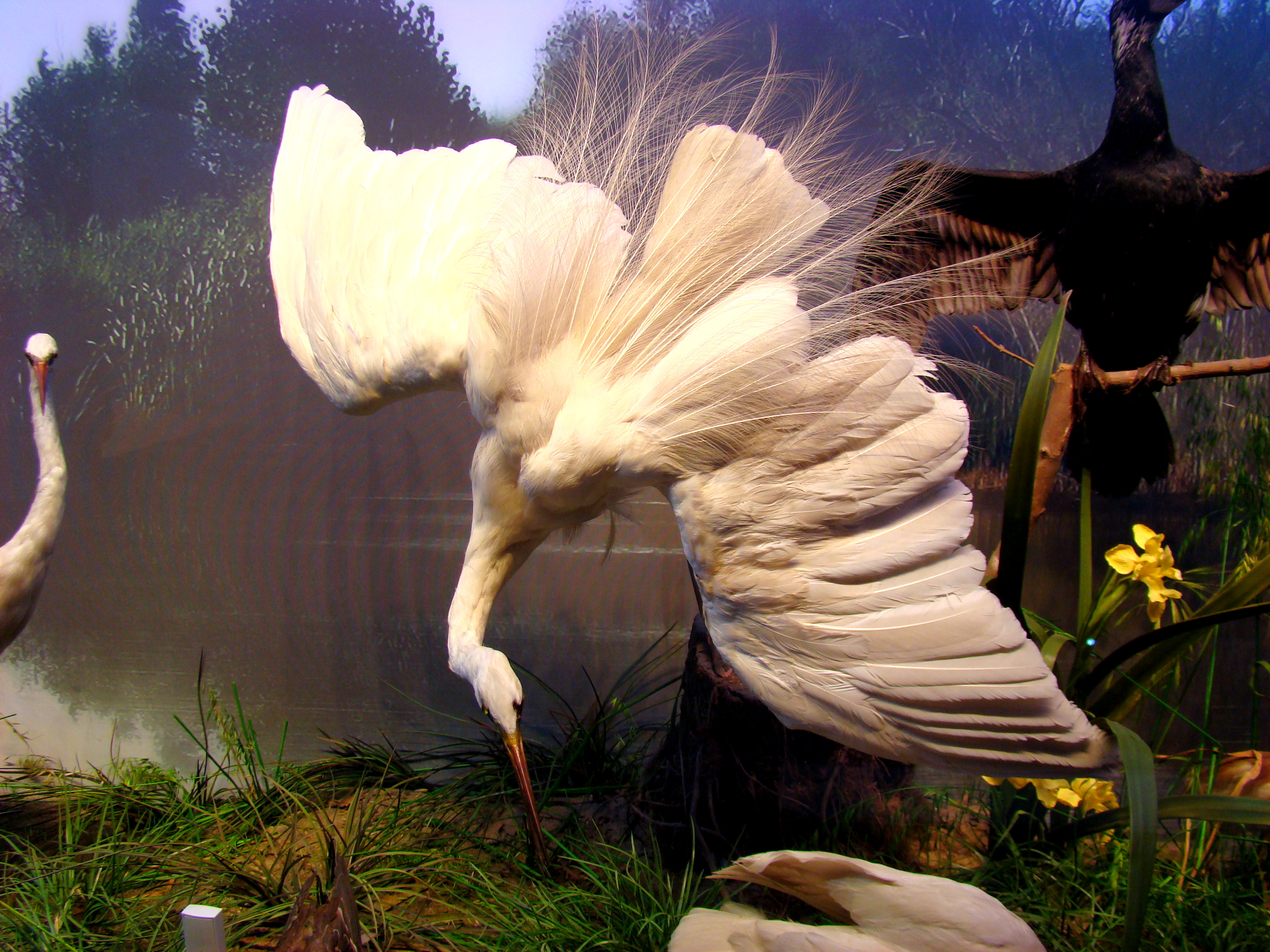
Egreta mare
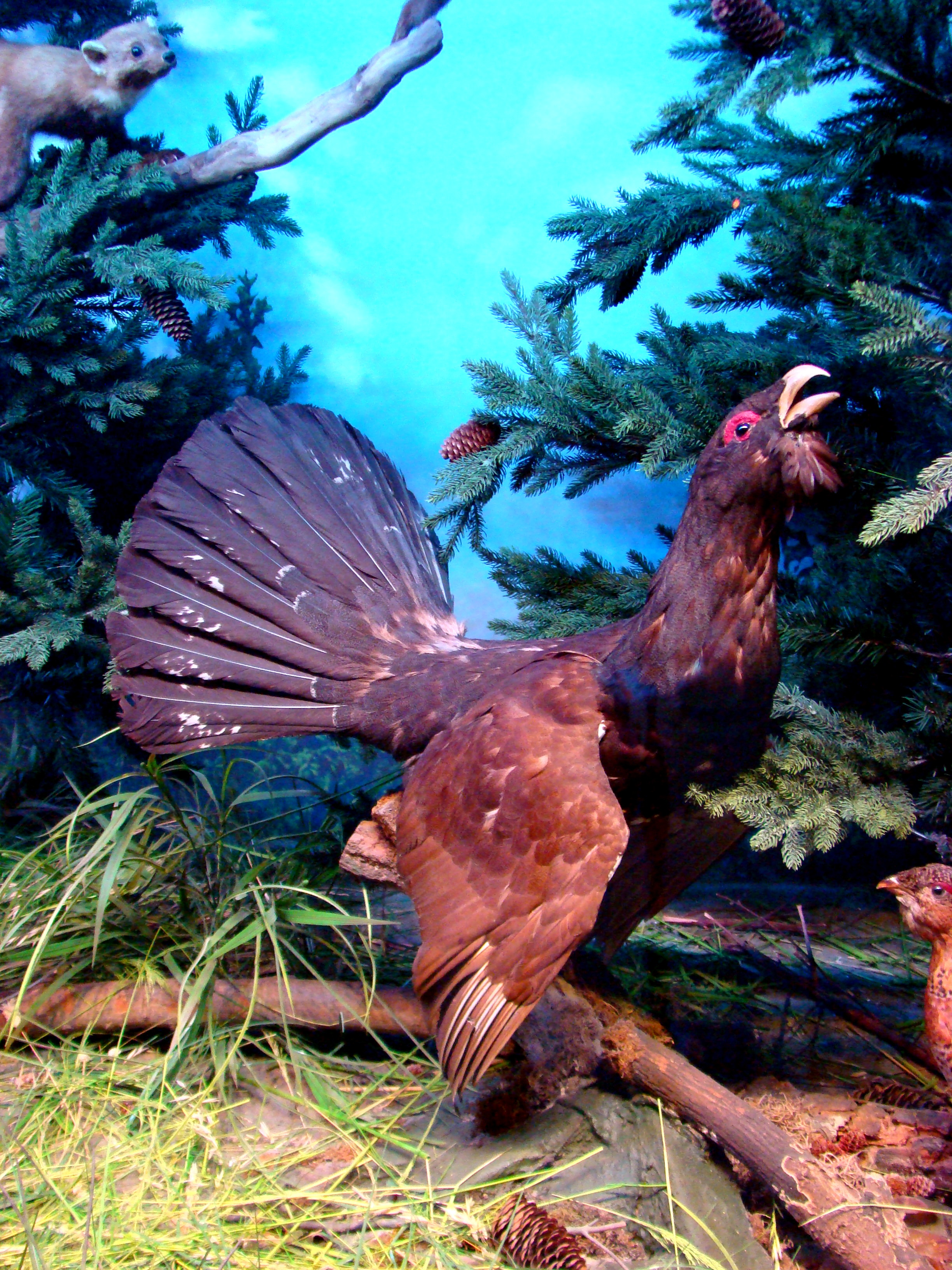
Cocoș de munte
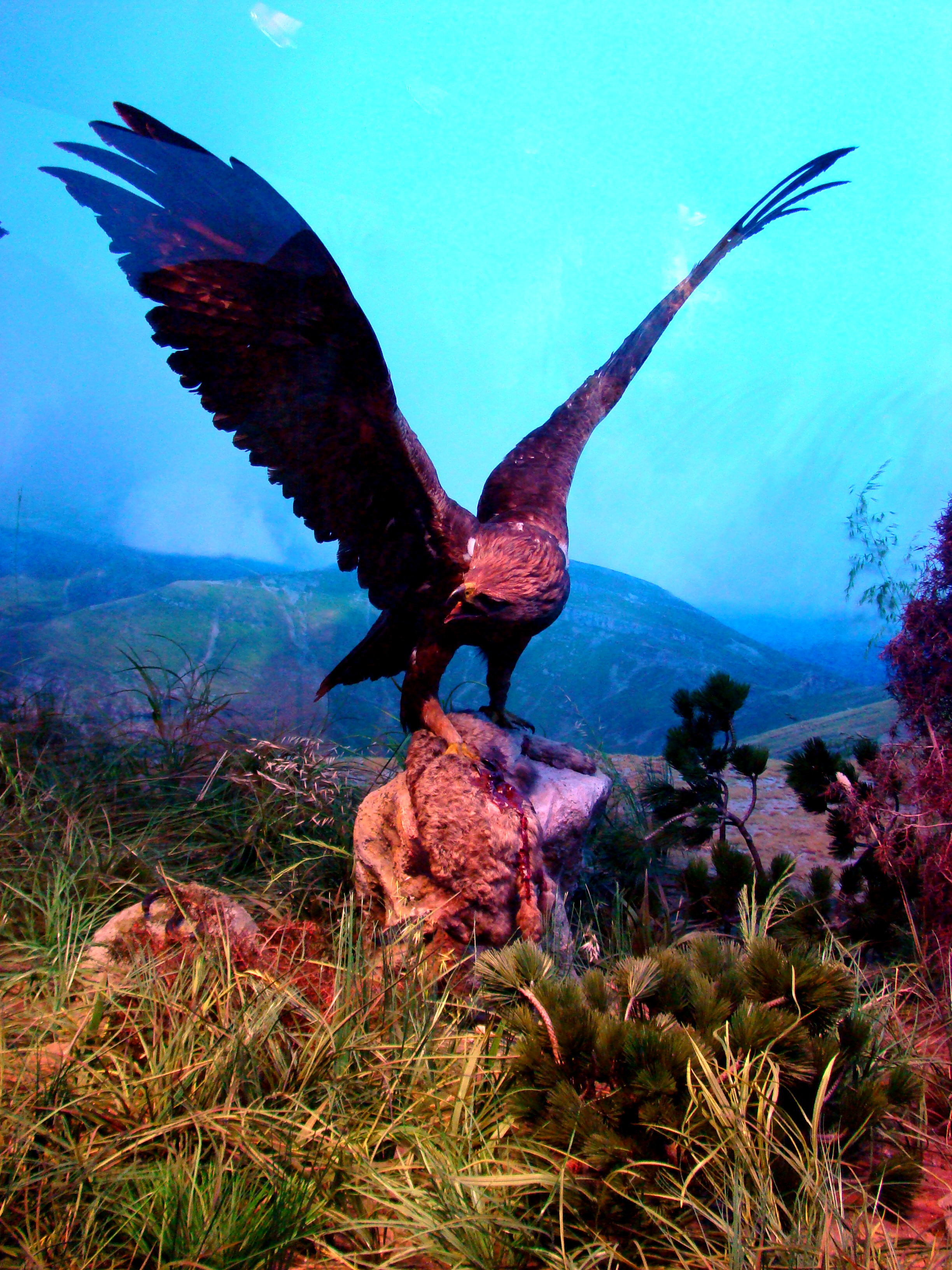
Zăgan